# Friedrich II. (Preußen)

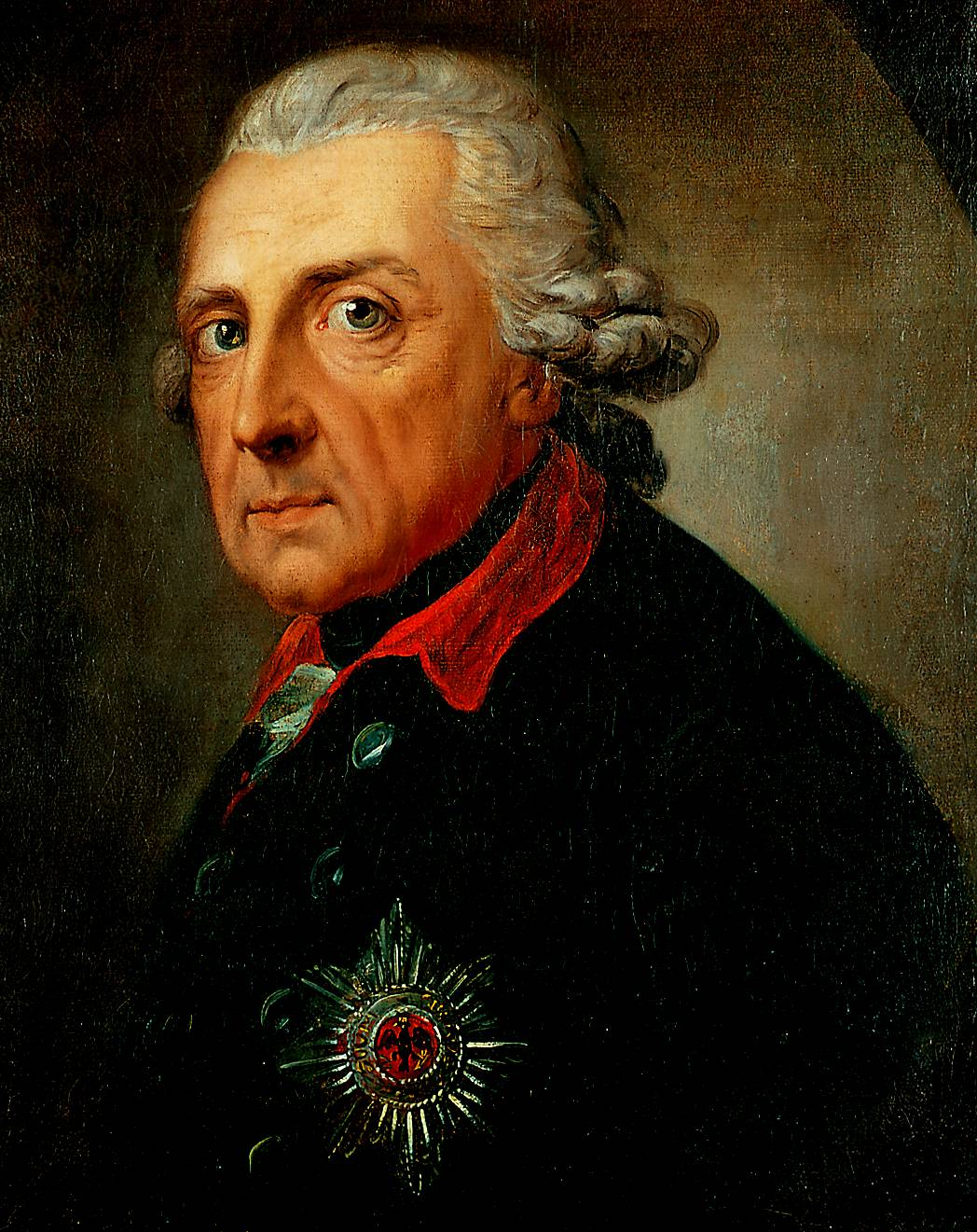
Friedrich II. mit Bruststern zum Schwarzen Adlerorden, Gemälde von Anton Graff, 1781.
Friedrichs Unterschrift:

Friedrich II., der Große (* 24. Januar 1712 in Berlin; † 17. August 1786 in Potsdam), volkstümlich „Der Alte Fritz“ genannt, war ab 1740 König in, ab 1772 König von Preußen und ab 1740 Markgraf von Brandenburg und somit einer der Kurfürsten des Heiligen Römischen Reiches. Er entstammte der Dynastie der Hohenzollern.
Die von ihm gegen Österreich geführten drei Schlesischen Kriege um den Besitz Schlesiens führten zum Deutschen Dualismus. Nach dem letzten dieser Kriege, dem Siebenjährigen Krieg von 1756 bis 1763, war Preußen als fünfte Großmacht neben Frankreich, Großbritannien, Österreich und Russland in der europäischen Pentarchie etabliert. 1772 festigte Friedrich diesen Status durch weitere erhebliche Gebietsgewinne, diesmal auf Kosten Polens, das Westpreußen verlor.
Friedrich gilt als ein Repräsentant des Aufgeklärten Absolutismus. So bezeichnete er sich selbst als „Erster Diener des Staates“. Er setzte tiefgreifende gesellschaftliche Reformen durch, schaffte die Folter ab und forcierte den Ausbau des Bildungssystems.

## Dynastie, Territorienverband, Machtmittel, Land und Leute

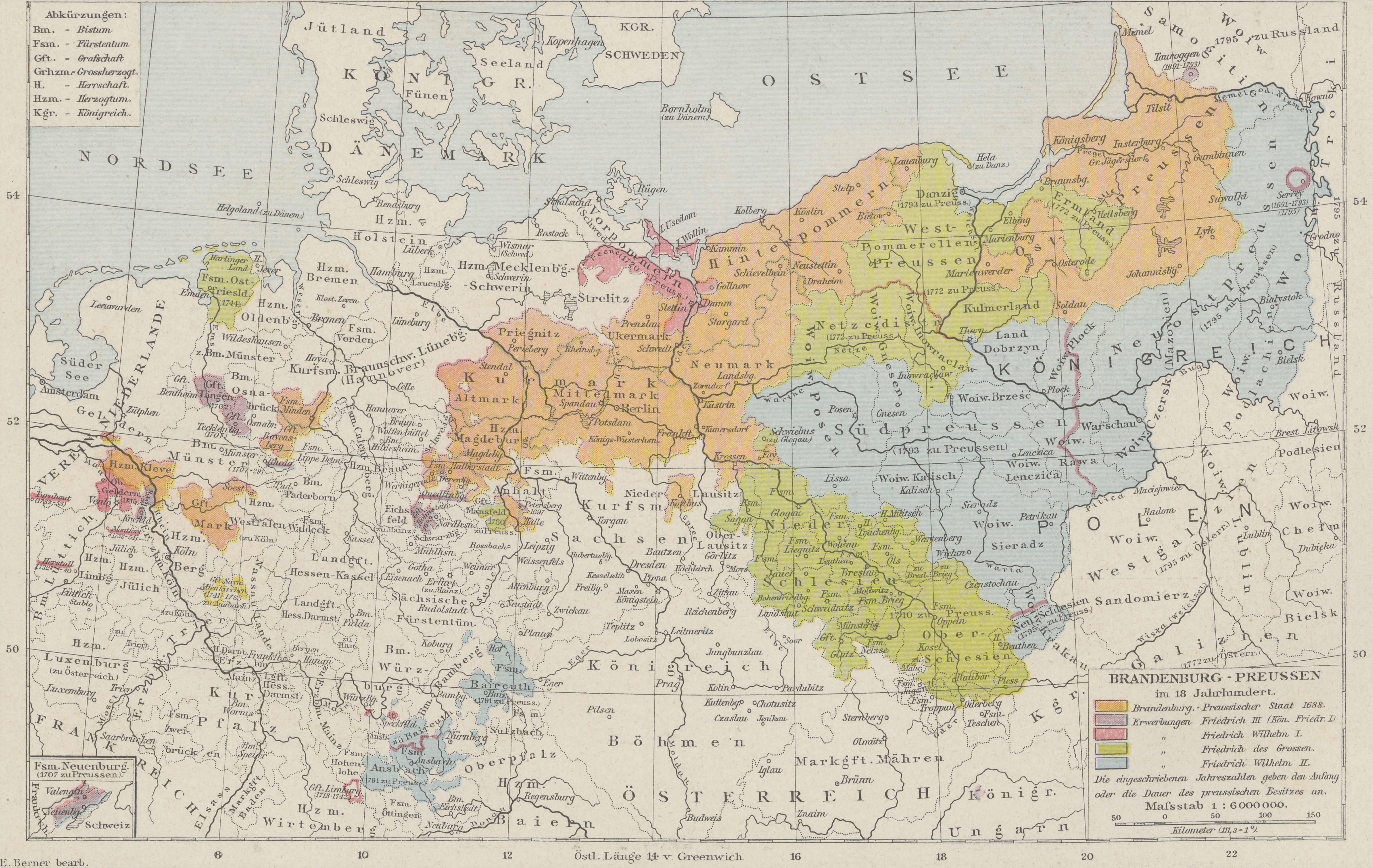
Territoriale Ausweitung Preußens unter Friedrich dem Großen (grün)

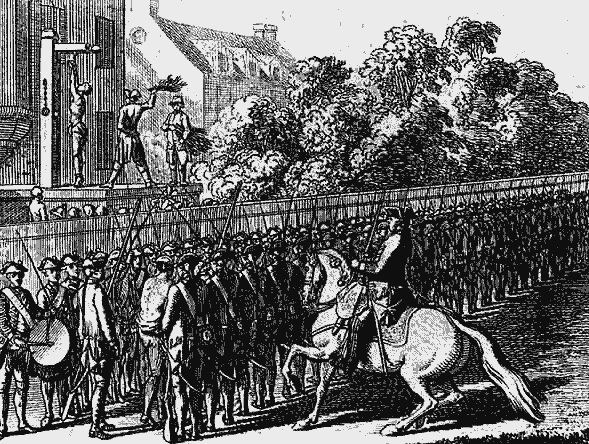
Vom Schöpfer der Skizzen, auf denen das obige Altersporträt basiert, vom Danziger Daniel Chodowiecki, stammt auch diese Darstellung eines Spießrutenlaufs von 1776.

Friedrich standen für die Neuzeit typische Werkzeuge der Machtausübung zur Verfügung. Als Kennzeichen frühneuzeitlicher Herrschaft gilt, dass die durch Ehe, Erbgänge und Krieg zusammengeführten Territorien, die sich strukturell stark voneinander unterschieden, vor allem von der Dynastie zusammengeführt und -gehalten wurden. Erst der Erwerb der Königskrone im Jahr 1701 ließ die über das ganze Römisch-deutsche Reich verstreuten Territorien Brandenburg-Preußens nach außen wahrnehmbar zu einer staatlichen Einheit werden, die durch die Dynastie und deren Repräsentation auf der europäischen Ebene, deren Wahrnehmung von außen, aber auch durch die festgefügt wirkende Armee zusammenwuchs. Dieser spezifische Prozess dynastischer Staatsbildung und -vereinheitlichung wurde vor allem durch Friedrichs ehrgeizigen Vater vorangetrieben. Dabei stammten die Hohenzollern aus Südwestdeutschland; sie ließen sich bis ins 11. Jahrhundert zurückführen. Anfang des 15. Jahrhunderts als kaisertreue Burggrafen von Nürnberg mit der Mark Brandenburg belehnt, stiegen sie zu Kurfürsten auf. Das neue Territorium wurde zu einer langfristigen Arrondierungspolitik genutzt, wobei mit dem Erbfall des Herzogtums Preußen, das außerhalb des Reichsverbandes lag, der Anspruch auf die Königskrone zu legitimieren war. Friedrich sah sich als Fortsetzer und Vollender der damit grundgelegten Traditionen und des Großmachtstrebens seines Vaters.
1740 lebten in Friedrichs Erbteil 2.240.000 Menschen, 1784 betrachtete er in seinem stark angewachsenen Staat 5,5 Millionen Bewohner als seine Untertanen. Sieht man von den Territorien am Niederrhein und in Westfalen, also von Kleve, Mark und Ravensberg, ab, die seit dem Vertrag von Xanten an Brandenburg gekommen waren, so herrschte Friedrich über ein agrarisches, städtearmes Gebiet mit einer unentwickelten Infrastruktur. Dies und die territoriale Zersplitterung erschwerten die ökonomische Entfaltung ungemein. Doch bestand eine hierarchische, geordnete Verwaltung, an deren Spitze das 1723 geschaffene Generaldirektorium stand. Dieses führte das General-Kriegskommissariat und das Domänendirektorium zusammen, wobei ersteres merkantilistisch orientiert war. Doch war nicht nur diese Verwaltungseinheit ungewöhnlich, sondern auch die strikte Ressorttrennung – Anzeichen einer modernisierten Verwaltung mit auf den Staatshaushalt ausgerichteter ökonomischer Intention. Das entsprechende Kollegium residierte im Berliner Stadtschloss, es war für die Innenpolitik genauso zuständig wie für Finanzverwaltung, Militärökonomie und Kriegsproviantwesen. Es setzte sich aus vier Provinzialdepartements zusammen. Insgesamt eine zeittypische Mischung aus territorialen und sachlichen Zuständigkeiten. Friedrich führte dies ererbte Regiment fort und vertiefte nur die Ressortdifferenzierung. So hatte sein nach dem Herrschaftsantritt eingerichtetes fünftes Departement für „Commercien- und Manufactur-Sachen“ ausschließlich gesamtstaatliche Zuständigkeit. An den Sitzungen nahm Friedrich genauso wenig teil wie sein Vater. Stattdessen wurden die Entscheidungen im königlichen Arbeitszimmer gefällt und durch Kabinettssekretäre in Auftrag gegeben. Während die Kriegs- und Domänenkammern dem Direktorium zugeordnet waren, regierte auf dem Lande der Landrat. Er war fast immer in seinem Amtsgebiet ansässig, wurde vom lokalen Adel vorgeschlagen und fast immer akzeptiert. Im Idealfall vermittelte er zwischen den Interessen der auf Autonomie pochenden Landadligen und den Verordnungen der landesherrlichen Obrigkeit.
Für die Außenpolitik blieb das von Friedrichs Vater geschaffene Kabinettsministerium bestehen. Es war für den Schriftverkehr mit den ausländischen Machtinstanzen sowie mit den dort akkreditierten Geschäftsträgern verantwortlich. Die ursprüngliche, 1604 gegründete erste Zentralbehörde, der Geheime Rat, bestand fort, doch war er nur noch mit den Bereichen Justiz, geistliche Angelegenheiten und Bildung befasst. Am Ende seiner Regierungszeit standen Friedrich etwa 300 Beamte zur Verfügung, einschließlich der Steuer- und Landräte waren es etwa 500 Amtsträger. Die in Europa verbreitete, nach uneingeschränkter Herrschaft strebende Regierungsform wird als Absolutismus bezeichnet, wenn diese auch nur die oberste Ebene eines komplexen Prozesses beschreiben kann. Der Begriff des aufgeklärten Absolutismus wurde erst 1847 von Wilhelm Roscher eingeführt, der in seinen Umrissen zur Naturlehre der drei Staatsformen zwischen einem frühen konfessionellen Absolutismus zur Zeit Philipps II. (1527–1598), einem höfischen Absolutismus Ludwigs XIV. und einem aufgeklärten Absolutismus Friedrichs II. unterschied.
Die Gesellschaft war in drei Stände geteilt, in Adel, Stadtbürger und Bauern, doch machten die unterständischen Bewohner den überwiegenden Teil der Bevölkerung aus. Während freie Bauern und Adel einer gewissen Übereinstimmung der Interessen unterlagen, hatte die Gutsherrschaft in den mittleren und östlichen Territorien die ländliche Bevölkerung in die Erbuntertänigkeit und Leibeigenschaft herabgedrückt. Etwa ein Viertel der Anbaufläche war landesherrlicher Anteil, wobei dieser im Herzogtum Preußen sehr viel höher lag. Die Erhöhung des herrscherlichen Anteils galt lange als Mittel der Durchsetzung gegen die Partikulargewalten, doch Friedrich, dessen Vater diesen Kampf entschieden hatte, bezog den Adel und seinen Grund wieder stärker in den Machtapparat ein und förderte den Adel, auf dessen Mitwirkung in Diplomatie, Militär und Verwaltung er zunehmend angewiesen war. Für diesen Adel war es aber nicht standesgemäß, seinen Lebensunterhalt in bürgerlichen Berufen zu verdienen. Dies führte angesichts der Tatsache, dass es etwa 20.000 Adelsfamilien gab, jedoch eine begrenzte Zahl von Gütern, zu einer starken Verarmung des Adels. Um diese nicht durch den Erwerb von Gütern durch Bürger noch zu verschärfen, behinderte Friedrich diesen Erwerb gezielt. Auf der gleichen Linie lag sein Engagement gegen Mesalliancen, die Ehe zwischen Angehörigen verschiedener Stände. Auch blieb der Aufstieg in den Adel fast unmöglich. Wohl unbeabsichtigt entstand auf dieser Grundlage ein bürgerliches Bewusstsein und Engagement, das jedoch nicht zur Fundamentalkritik an der Adelsherrschaft führte wie in Frankreich. Friedrich selbst forderte in seinem Politischen Testament von 1752, dass der König ein Gleichgewicht zwischen den Interessen der Bauern und des Adels herstellen müsse, was jedoch angesichts der Abhängigkeit seiner Herrschaft vom Adel kaum möglich war. Zudem war es seitens der Monarchie schwierig, auf die erbuntertänige Landbevölkerung, über die der adlige Grundherr zu Gericht saß, direkt zuzugreifen. Dies wiederum war ein Motiv, Bauern aus dem Ausland anzuwerben, die von diesem altertümlichen System befreit waren. Auch blieben sie vom Militärdienst verschont. Zwischen diesen Polen des Feudalsystems befanden sich die Bürger, die meist in Handwerken und Kleinhandel tätig waren. Hinzu kamen vermögende Unternehmer, Kaufleute und Bankiers, Gelehrte, Geistliche und Beamte. Sie lebten zwar in Städten, die ihre Sonderrolle durch Einbeziehung in die staatliche Finanzverwaltung verloren hatten, doch blieben sie wesentliche Umschlagplätze für Waren. Doch zum Zentrum bürgerlichen Lebens avancierten nun die Residenzen. Aufstiegsmöglichkeiten bestanden im Militär für Nichtadlige nur in wenigen technischen Bereichen, kaum in der Verwaltung. Doch gerade in den Bereichen, in denen höchste Kompetenz verlangt wurde, übertraf ihre Zahl unter Friedrich diejenigen aus dem Adel um ein Vielfaches.
Eine Sonderrolle spielten die ab 1684 einwandernden, aus Frankreich geflohenen Hugenotten. 1699 lebten allein 5.682 der insgesamt 14.000 in Preußen lebenden Flüchtlinge in der Hauptstadt Berlin. 1724 stellten sie fast 9 % der Berliner Bevölkerung und lieferten der Gesellschaft zahllose ökonomische und kulturelle Impulse. Ganz im Gegensatz dazu stand die jüdische Gemeinde, über deren Angehörige sich Friedrich immer wieder abfällig äußerte. Sie war 1671 ebenfalls durch Glaubensflüchtlinge, diesmal aus Österreich, neu entstanden, genoss aber keinerlei Privilegien, sie hatten zudem keinen Zugang zu den Zünften und waren damit vom Handwerk ausgeschlossen. Im Jahr 1688 lebten 40 und ab 1700 bereits 117 jüdische Familien in Berlin. Ab 1712 entstand die erste Synagoge, später Alte Synagoge genannt. Trotz Sondersteuern und Behinderungen gelangten einige der Berliner Juden im Finanz- und Bankensektor zu Vermögen. 1749 lebten in der Hauptstadt 119 jüdische Großunternehmer. Die zumindest zwischen den christlichen Konfessionen vorherrschende Toleranz hatte ihre Wurzeln in der – in Europa ein ungewöhnlicher Fall – wenig spürbaren Spaltung zwischen lutherischer Landeskirche und calvinistischer Dynastie, seit Johann Sigismund 1613 konvertiert war. Hinzu kamen nun die zahlreichen Hugenotten und, seit der Eroberung Schlesiens, die dortigen Katholiken. Dabei lag der Pietismus durchaus auf der Linie der Staatskonzeption des Königs.
Friedrich stand dank der Sparsamkeit seines Vaters bei Regierungsantritt ein Staatsschatz von 8,7 Millionen Talern zur Verfügung. Kanalausbauten zwischen Oder und Elbe sollten den Handel mit Massengütern wie Getreide, Salz und Wachs, Holz und Pottasche stärken. Diese Wasserwege machten Berlin zum Knotenpunkt von industrieller Produktion, Gewerbe und Handel, wobei Friedrich an traditionelle Fördermechanismen anknüpfen konnte. Neben zivilen Produktionen für Leinen oder Seide gediehen besonders die für die Rüstung bedeutenden Gewerbe wie die Spandauer Gewehrfabrik, wobei Geschütze, Mörsergranaten und Artilleriemunition weiterhin aus Schweden und Holland beschafft wurden. Einige der königlichen Betriebe wurden von privaten Fabrikanten geführt wie den Kaufleuten Splittgerber & Daun (gegründet 1712), die als bedeutendste Unternehmer dieser Art acht Betriebe führten. Für die Armee wurden im ganzen Land Vorräte angelegt, aber auch Rohstoffe zur Wollverarbeitung. Mit dem Getreide wiederum ließen sich die Lebensmittelpreise beeinflussen. Gleichzeitig wurde die Militärlaufbahn zunehmend als eine adlige Standespflicht aufgefasst, Friedrich betrachtete das Kriegshandwerk des Offiziers als „métier d'honneur“ (etwa: Ehrenberuf). Insgesamt wurde der Prozess der Militarisierung unter Friedrich erheblich beschleunigt.

## Leben bis zum Herrschaftsantritt

### Frühe Jahre (1712–1728)

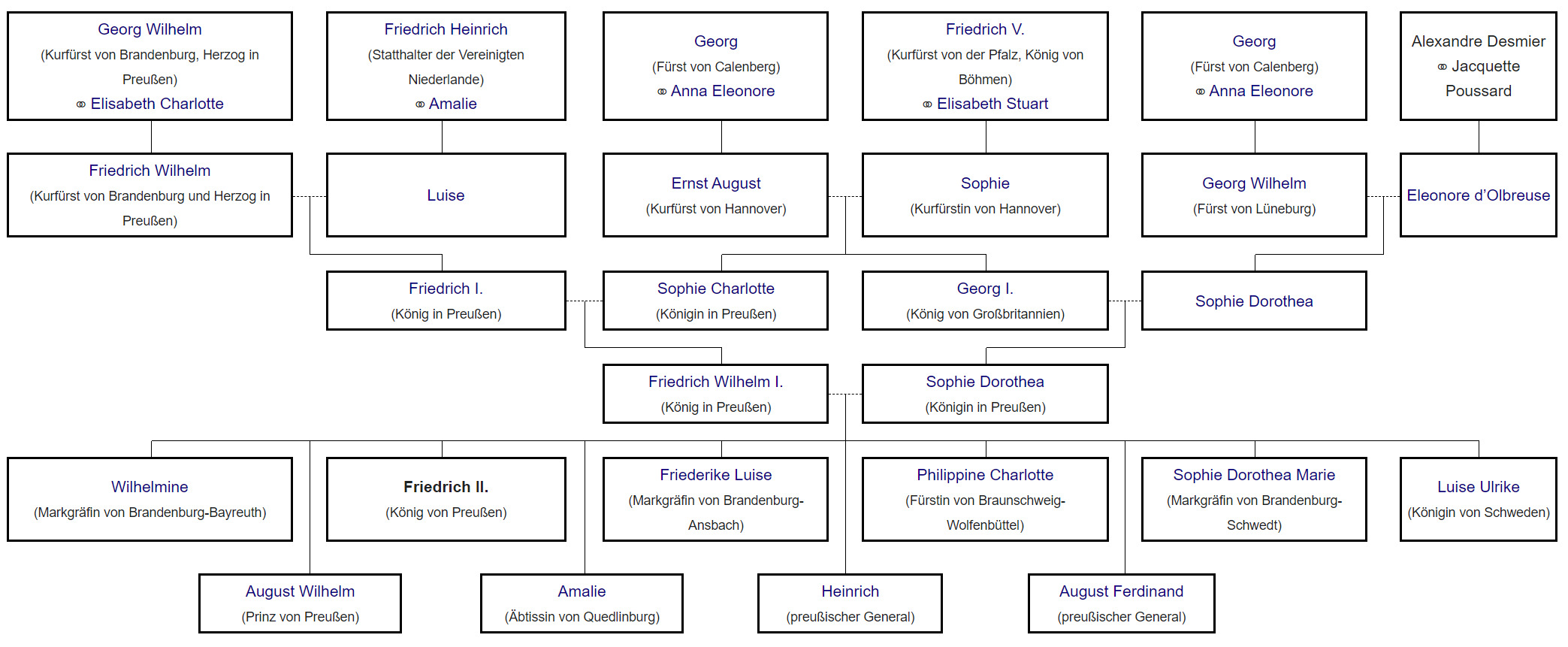
Stammbaum von Friedrich II.

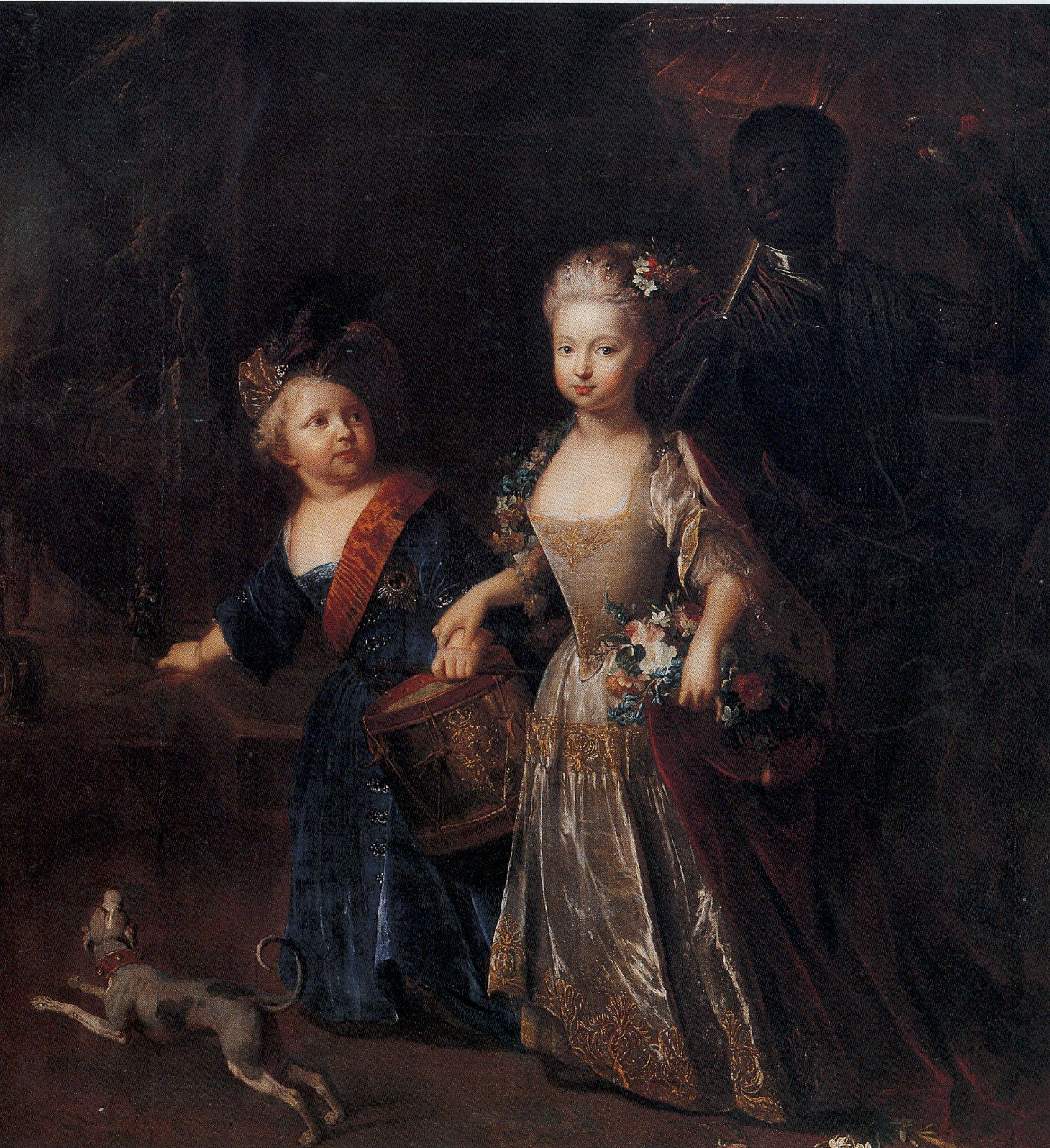
Das Geschwisterpaar Friedrich und Wilhelmine (Gemälde von Antoine Pesne 1715). Friedrich trägt zur Kleinkinderkleidung Schärpe und Stern des Schwarzen Adlerordens.

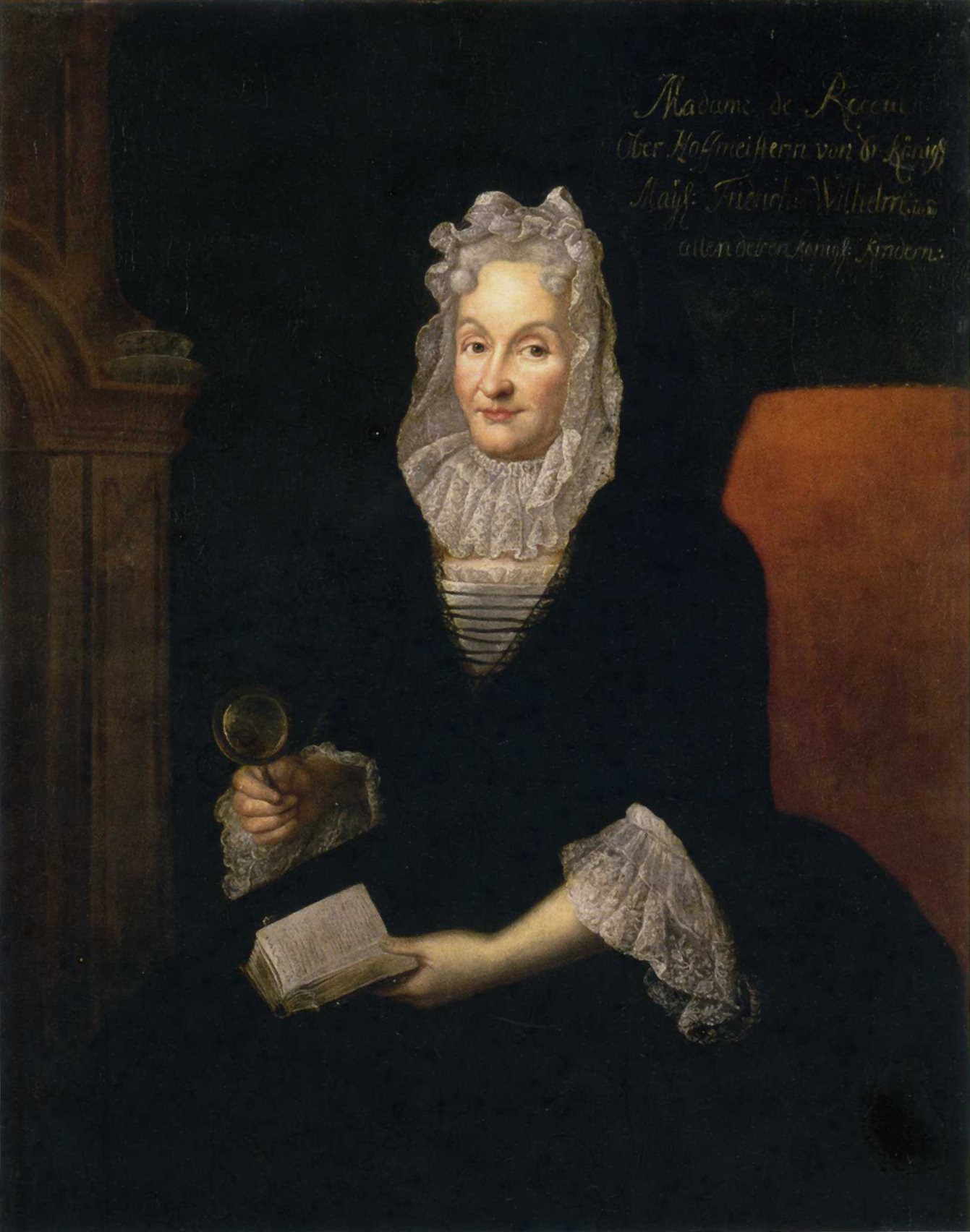
Friedrichs hugenottische Gouvernante Marthe de Roucoulle, um 1735

Friedrich wurde am Sonntag, dem 24. Januar 1712 unter der Regierung König Friedrichs I. im Berliner Schloss als Sohn des Kronprinzen Friedrich Wilhelm und dessen Gattin Sophie Dorothea von Hannover, Tochter des späteren britischen Königs Georg I. geboren. Er war der dritte Sohn des Paares, doch hatten seine zwei Brüder ihre Zahnung im Säuglingsalter nicht überlebt. Der Großvater ließ ihn am 31. Januar 1712 im Berliner Schloss auf den alleinigen Namen „Friederich“ taufen und zeichnete ihn mit dem Hausorden der Hohenzollern aus, dem Orden vom Schwarzen Adler. Nach seiner Thronbesteigung veränderte Friedrich Wilhelm im Februar 1713 den Namen in „Friedrich“, und infolge des Friedens von Utrecht verlor Friedrich im April 1713 den Titel „Prinz von Oranien“. Der Stammbaum Friedrichs des Großen zeigt den in Kreisen des Hochadels häufig anzutreffenden Ahnenschwund. Da seine Eltern Cousin und Cousine ersten Grades waren, wie schon die Eltern seiner Mutter, hatte er nur sechs statt acht Urgroßeltern und nur zehn statt sechzehn Ururgroßeltern. Bis zu seinem sechsten Geburtstag lebte Friedrich gemeinsam mit seiner älteren Schwester Wilhelmine, die wiederum die älteste überlebende Tochter war. Zu ihr hatte er zeitlebens ein enges Vertrauensverhältnis. Die beiden lebten in der Obhut der nur Französisch sprechenden Marthe de Roucoulle, einer in Frankreich geborenen Hugenottin, die schon seinen Vater als Gouvernante betreut hatte. Danach erhielt Friedrich eine strenge, autoritär und religiös geprägte Erziehung nach den detaillierten Vorgaben Friedrich Wilhelms, der den Tagesablauf des Kronprinzen pedantisch genau vorschrieb, vom „frühstücken in sieben Minuten Zeit“ bis zum Händewaschen um 5 Uhr. Danach solle er zum König gehen, dann solle er „ausreiten, sich in der Luft und nicht in der Kammer divertiren“, wo er dann tun könne, „was er will, wenn es nur nicht gegen Gott ist“. Zu Erziehern Friedrichs wurden ab 1718 zwei sehr unterschiedliche Männer ernannt. Diese waren dessen Oberhofmeister Graf Albrecht Konrad Finck von Finckenstein (bis 1729) und Jacques Égide Duhan de Jandun (bis 1726), ein hugenottischer Flüchtling, der dem König bei der Belagerung Stralsunds im Jahre 1715 durch seine besondere Tapferkeit aufgefallen war. Duhan entwickelte eine enge persönliche Bindung zu seinem Schüler, erweiterte den vom König streng redigierten Stundenplan, indem er dem Prinzen auch Latein und Literatur nahebrachte, und war schließlich auch bei der Anschaffung der heimlichen Bibliothek des Thronfolgers behilflich. Der Lateinunterricht erfolgte ebenfalls heimlich, und als sein Vater die beiden dabei ertappte, malträtierte er Lehrer und Schüler gleichermaßen mit Schlägen und Tritten.

### Konflikt mit dem Vater (1728–1733)

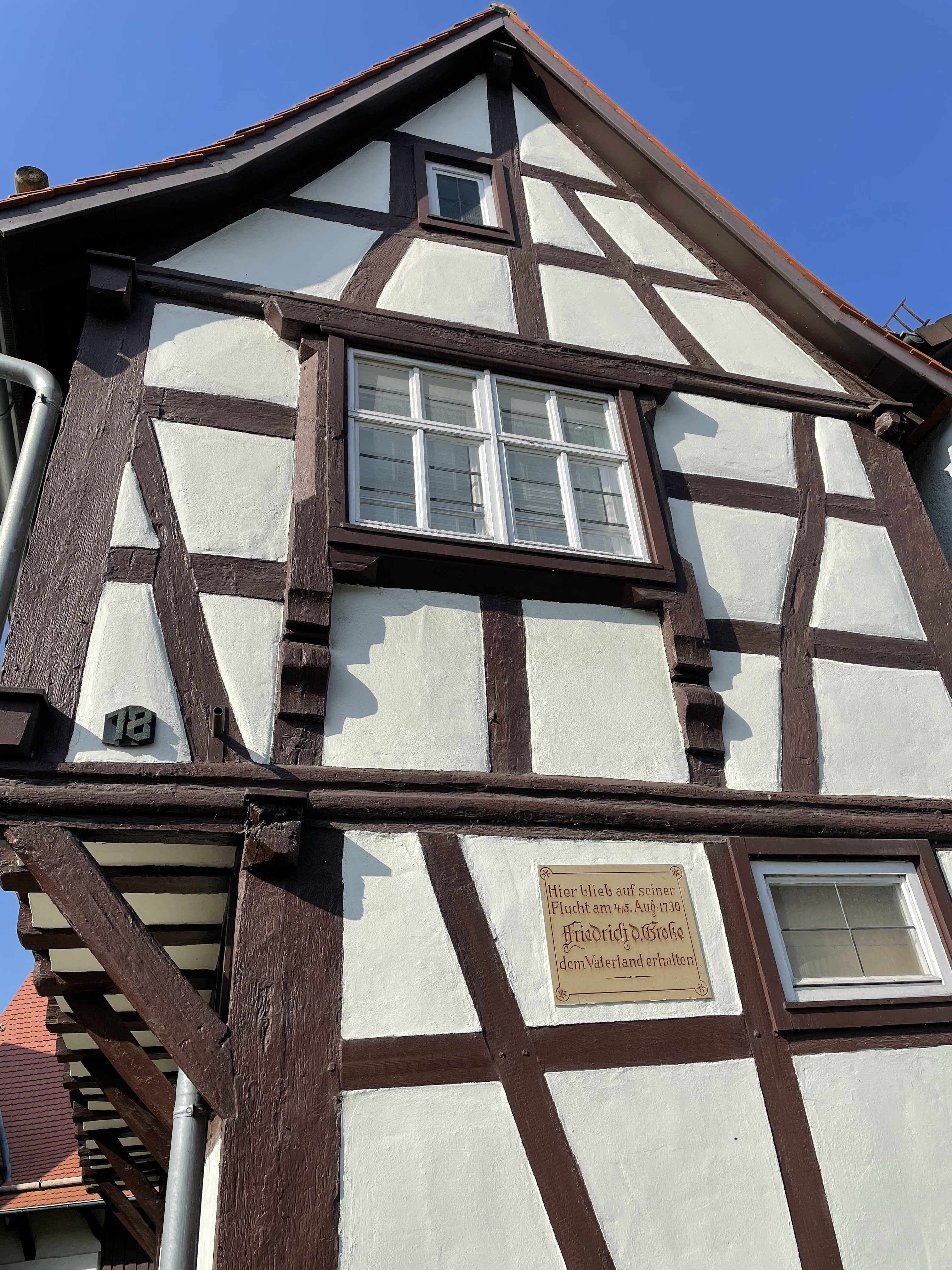
Gedenktafel an die gescheiterte Flucht im Lerchennest Steinsfurt

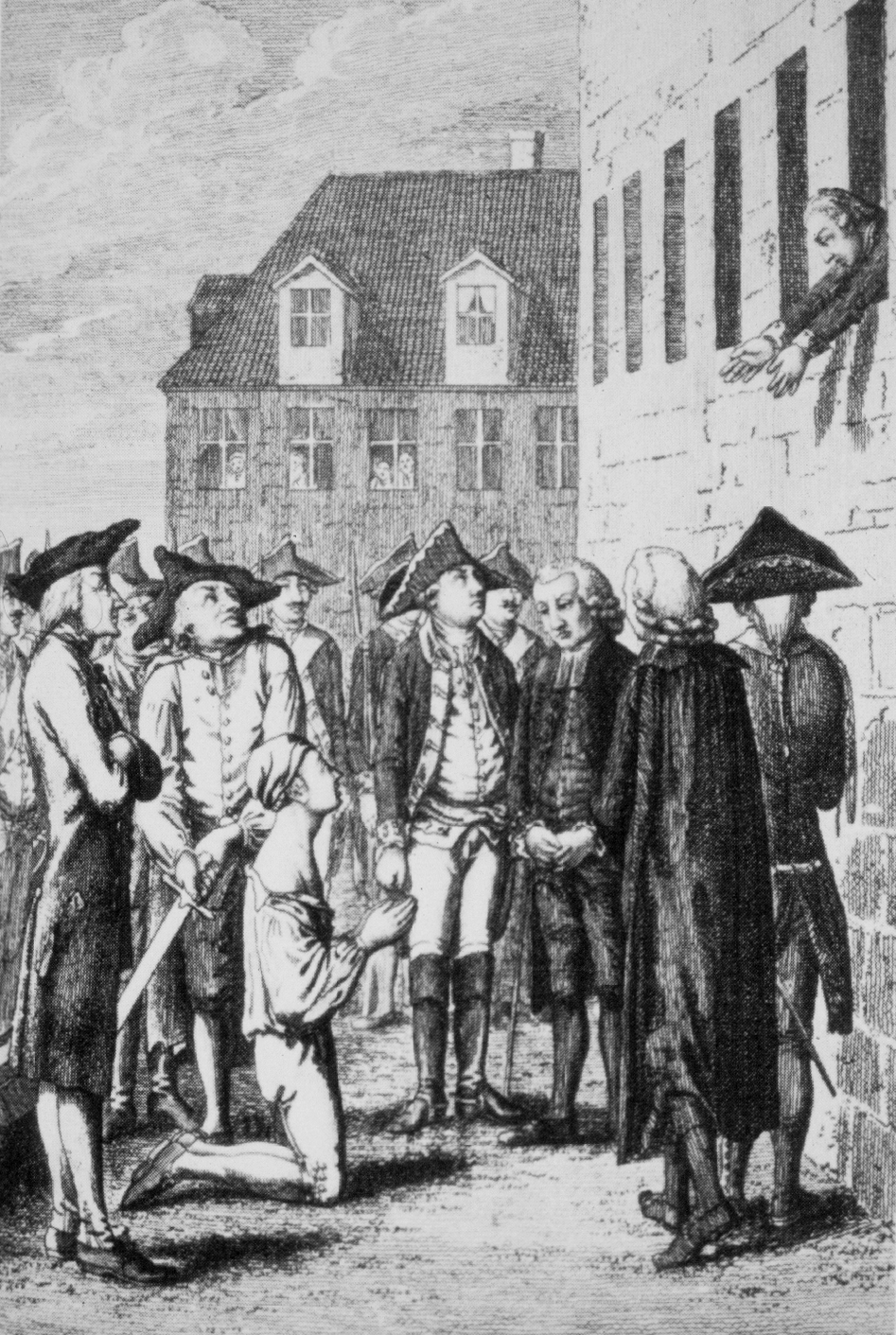
Die Hinrichtung Hans Hermann Kattes vor dem Fenster des Kronprinzen (Kupferstich von Abraham Wolfgang Küfner, 1788)

1728 begann Friedrich heimlich mit dem Flötenunterricht bei Johann Joachim Quantz, wodurch sich die Konflikte zwischen dem tyrannischen, nur auf das Militärische sowie Ökonomische fixierten Vater und dem Kronprinzen weiter zuspitzten. Brutale körperliche und seelische Züchtigungen durch Friedrich Wilhelm gehörten zu dieser Zeit zur Tagesordnung in der königlichen Familie. Gleichwohl heizte der junge Friedrich diese Konflikte durch sein betont aufsässiges Verhalten seinem Vater gegenüber immer wieder an.

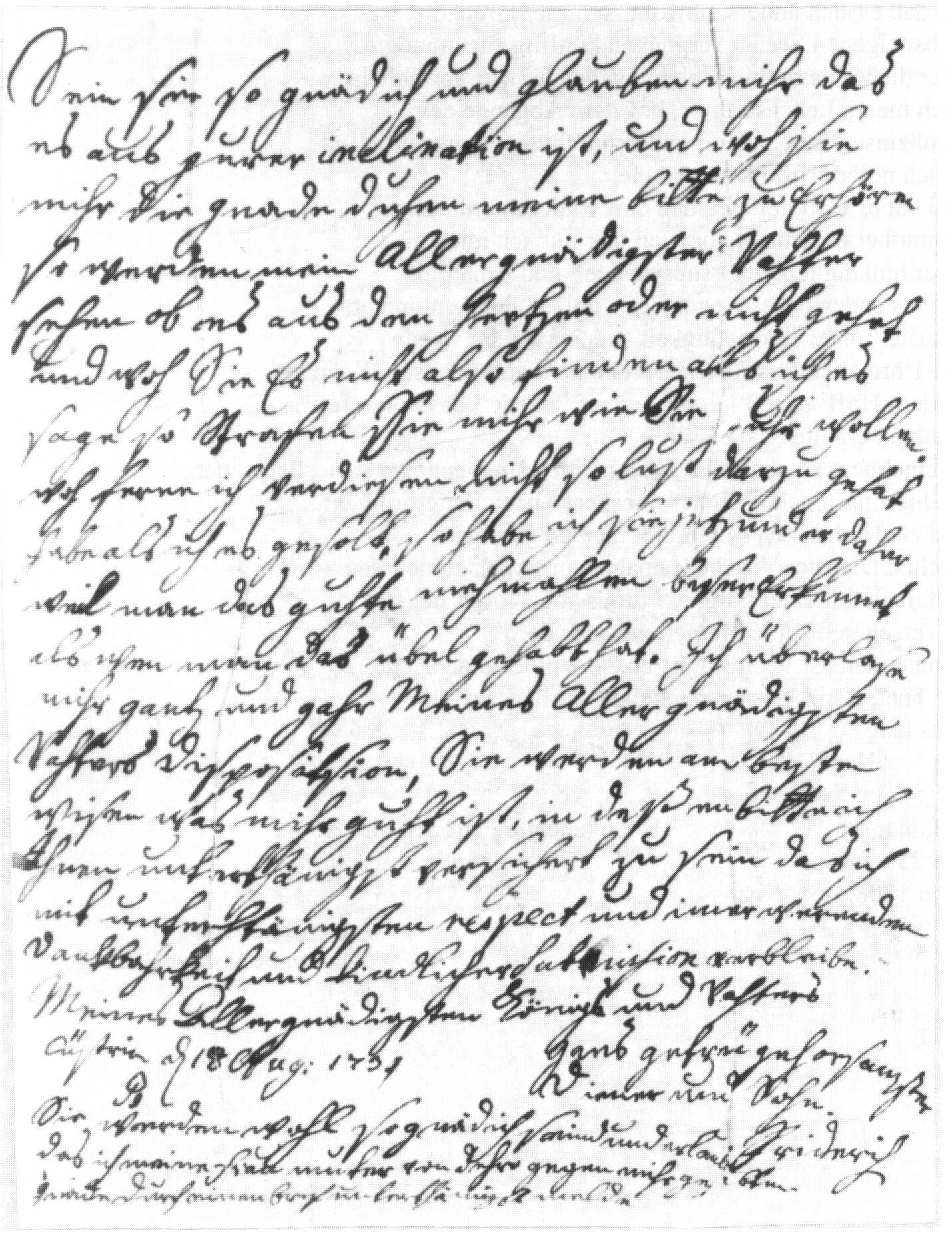
Gnadengesuch des Kronprinzen an seinen Vater nach dem Fluchtversuch (1731; Geheimes Staatsarchiv Preußischer Kulturbesitz, Brandenburg-Preußisches Hausarchiv)

Friedrich begleitete 1728 seinen Vater beim Staatsbesuch während der Karnevalsfeierlichkeiten an den Dresdner Hof. Dort lernte er die uneheliche Tochter Kurfürst Friedrich Augusts Anna Karolina Orzelska kennen. Als er sie beim Gegenbesuch Friedrich Augusts im gleichen Jahr in Berlin wiedersah, bat er um ein Porträt von ihr.
Königin Sophie Dorothea plante seit 1723 eine Doppelhochzeit ihrer Kinder Friedrich und Wilhelmine mit den Kindern ihres Bruders Georg II. von Großbritannien, Amelia und Friedrich Ludwig. Die Verhandlungen zogen sich über Jahre hin, doch der von Wien bestochene preußische Kriegsminister Friedrich Wilhelm von Grumbkow sabotierte die „englische Allianz“. Als ihn sein Vater bei einem weiteren Staatsbesuch in Dresden vor den Augen der sächsischen Höflinge schlug und obendrein noch höhnte, er selber hätte sich erschossen, wenn sein Vater ihn so behandelt hätte, fasste Friedrich, der gehofft hatte, seinem gewalttätigen Vater durch Umzug nach Hannover zu entkommen, in seiner Verzweiflung einen Fluchtplan.
Friedrich fühlte sich seit 1729 von dem musischen und gebildeten acht Jahre älteren Leutnant Hans Hermann von Katte angezogen, den er auch wegen seiner Weltgewandtheit bewunderte. Beide interessierten sich zudem für das Flötenspiel und die Dichtkunst. Zwischen ihnen entwickelte sich eine intime Freundschaft. Im Frühjahr 1730, während einer von August dem Starken in Zeithain bei Riesa ausgerichteten Veranstaltung (Lustlager von Zeithain), offenbarte Friedrich seinem Freund den Plan, nach Frankreich zu fliehen, um sich der Erziehungsgewalt seines strengen Vaters zu entziehen. Friedrich Wilhelm I. erfuhr durch Heinrich von Brühl von den Fluchtplänen und verprügelte Friedrich vor der versammelten höfischen Gesellschaft unter Beisein von Brühls, mit dem Friedrich fortan eine lebenslange persönliche Fehde führte. Dieses Ereignis und weitere persönliche Zurücksetzungen auch durch den anwesenden sächsischen Kurfürsten Friedrich August I. führten zu einer zukünftigen Belastung der preußisch-sächsischen Beziehungen. Der anschließende Fluchtversuch Friedrichs im Lager scheiterte bereits an der fehlenden Freigabe von Pferden.
Kurz darauf, im Juli 1730, musste der Kronprinz seinen Vater auf eine diplomatische Reise nach Ansbach, Ludwigsburg und Mannheim begleiten. Friedrich versuchte dabei in der Nacht vom 4. auf den 5. August 1730 erfolglos, aus seinem Reisequartier in Steinsfurt über Karlsruhe in das nicht allzu weit entfernte französische Elsass zu fliehen. Er hatte sich auf dem Gehöft des Bauern Lerch zwei Postpferde bereitstellen lassen und sich einen Zivilrock besorgt, um sich in Frankreich mit seinem Freund, dem nach Wesel versetzten ehemaligen Pagen Peter Karl Christoph von Keith, zu treffen und mit diesem nach England zu fliehen. Als Friedrich im Morgengrauen in Zivil sein Zimmer verließ, erwachte im Nebenzimmer sein Kammerdiener, der vom König mit der Überwachung seines Sohnes beauftragt war, und alarmierte die Wachen. Der Kronprinz beteuerte, nur einen Spazierritt unternehmen zu wollen, was ihm gleichwohl verwehrt wurde. Nachdem ein Brief Friedrichs an seinen Vertrauten Hans Hermann von Katte in Berlin abgefangen worden war, der Anweisungen zu der geplanten Flucht enthielt, lag ein eindeutiges Beweismittel vor. Katte wurde dadurch als Mitwisser entlarvt und wenig später verhaftet, Friedrich der Fahnenflucht beschuldigt und am 19. in der Festung Küstrin in der Neumark interniert. Keith war am 6. August aus der Zitadelle Wesel nach Den Haag geflohen, von wo ihm mit Hilfe des britischen Gesandten die Flucht nach England gelang. Sein Bruder und Nachfolger als Page, der an dem Fluchtversuch beteiligt gewesen war, warf sich dem König am 6. August 1730 in Mannheim vor die Füße und offenbarte ihm, was in Steinsfurt wirklich geschehen war und was Friedrich ihm aufgetragen hatte; der König verzichtete jedoch auf eine harte Bestrafung des Jungen und versetzte ihn nur als Füsilier zu einem Infanterie-Regiment. Friedrichs Schwester Wilhelmine wurde als Mitglied des Freundestrios der Mitwisserschaft bezichtigt und monatelang in ihrem Gemach festgehalten.
Katte war zunächst von einem im Schloss Köpenick tagenden preußischen Kriegsgericht beim sogenannten Kronprinzenprozess wegen Desertion zu lebenslanger Festungshaft verurteilt worden. Friedrichs Vater aber ließ dem Gericht mitteilen, es möge sich nochmals zusammensetzen und ein neues Urteil fällen, womit er die Richter unmissverständlich aufforderte, ein Todesurteil gegen Katte zu verhängen. Schließlich wandelte Friedrich Wilhelm selber den – nach wie vor auf lebenslange Festungshaft lautenden – Spruch am 1. November 1730 per Allerhöchster Kabinettsorder in ein Todesurteil um. Es wurde am 6. November in der Festung Küstrin durch Enthauptung mit dem Schwert vollstreckt. Friedrich, der zusehen sollte, hatte sich durch Zuruf von Katte verabschieden können und war bei der Verlesung des Todesurteils in Ohnmacht gefallen. Auch weitere Personen aus dem Umfeld des Kronprinzen wurden hart bestraft, so die Potsdamer Rektorentochter Dorothea Ritter, eine musikalische Freundin Friedrichs, und der Leutnant Johann Ludwig von Ingersleben, der Friedrich bei Treffen mit Dorothea begleitet hatte.
Friedrich, den der König anfangs ebenfalls wegen Verrats hinrichten wollte, wurde schließlich verschont, einerseits auf die Fürsprache Leopolds von Anhalt-Dessau hin, andererseits auch aus außenpolitischen Erwägungen, nachdem sowohl Kaiser Karl VI. als auch Prinz Eugen sich schriftlich für den Kronprinzen verwandt hatten. Er wurde aber zur Festungshaft in Küstrin verurteilt.
Zeitweilig wurde ihm sein prinzlicher Status aberkannt. Anfangs noch arrestiert, diente er ab 1731 in der Küstriner Kriegs- und Domänenkammer, bis er im November wieder in die Armee aufgenommen wurde und 1732 als Inhaber des früheren Regiments zu Fuß von der Goltz (1806: Nr. 15) im damaligen Ruppin stationiert war. So lernte er Heeres- und Zivilverwaltung in eigener Anschauung kennen.
1732 verlangte Friedrich Wilhelm von seinem Sohn, Elisabeth Christine zu heiraten. Sie war eine Nichte der Kaiserin in Wien und sollte das Bündnis Preußens mit dem Haus Habsburg bekräftigen. Friedrich beklagte sich zwar bei Grumbkow, jeder Bauer dürfe glücklicher sein als er, und er wolle „lieber die größte Hure von Berlin“ zur Frau nehmen, fügte sich aber. Am 10. März 1732 wurde die Verlobung gefeiert. Damit war der Konflikt mit dem Vater nach außen hin beigelegt und Friedrich als Kronprinz rehabilitiert.

### Jahre als Kronprinz in Ruppin und Rheinsberg (1733–1740)
Friedrich und Elisabeth Christine heirateten am 12. Juni 1733 im Schloss Salzdahlum. Es gab Ballett, eine Pastorale, in der der Kronprinz, der die Hauptrolle führte, Querflöte spielte, und Opern von Carl Heinrich Graun und Georg Friedrich Händel. Die Ehe blieb kinderlos, was von einigen Forschern auf eine Geschlechtskrankheit zurückgeführt wird, die er sich kurz vor der Eheschließung bei einem Besuch am Hofe Augusts des Starken zugezogen habe und die ihn darin gehindert habe, den Geschlechtsakt zu vollziehen. Andere Wissenschaftler nehmen dagegen an, dass Friedrich wie sein Bruder Heinrich homosexuell war.
Der Philosoph und Schriftsteller Johannes Barnick hat dagegen Indizien dargelegt, die den Verdacht begründen, dass David von Splitgerber (1741–1826) kein leiblicher Sohn des königlichen Hausbankiers David Splitgerber senior sein könne, sondern vielmehr ein uneheliches Kind Friedrichs des Großen sein müsse.
Im Jahr 1732 hatte Friedrich Wilhelm den Kronprinzen zum Chef und Kommandeur des „Regiments Goltz zu Fuß“ ernannt, das nun „Regiment Kronprinz“ hieß und in Neuruppin und Nauen stationiert wurde, und ihm den Offizier Georg Wenzeslaus von Knobelsdorff als Begleiter zugeteilt. Friedrich bewohnte ein Haus in Neuruppin, für das er den Amalthea-Garten anlegen ließ, geschmückt mit Knobelsdorffs erstem Werk, dem Apollotempel. Finanziell vom Vater kurzgehalten, sah sich Friedrich erfolgreich nach Darlehnsgebern um. Einer der bedeutendsten heimlichen Geldgeber wurde der Generaladjutant des Königs, Hans Christoph Friedrich von Hacke.

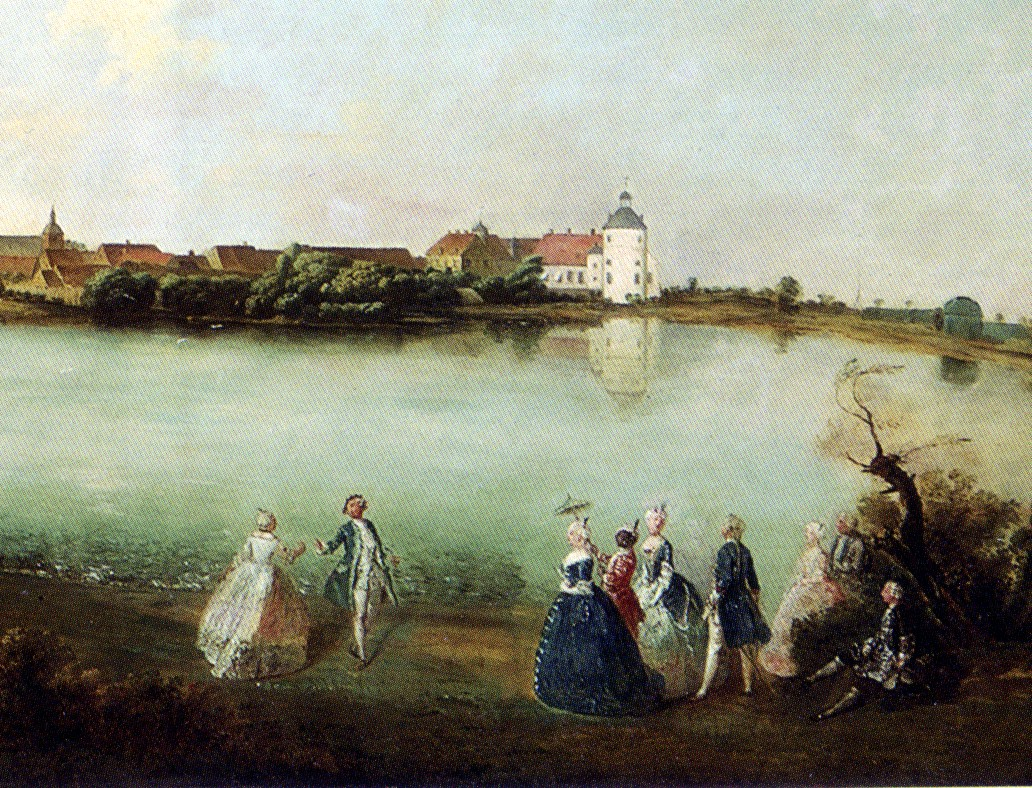
Blick über den Grienericksee auf Rheinsberg mit dem Schloss (Gemälde von Knobelsdorff, um 1737; Ausschnitt)

Mit Erlaubnis seines Vaters zog der Kronprinz 1736 mit seiner Gemahlin nach Schloss Rheinsberg. Die folgenden Jahre bis zum Tode seines Vaters 1740 verbrachte er dort mit eigener Hofhaltung. In dieser Zeit widmete er sich dem Studium der Philosophie, Geschichte und der Poesie in einem selbstgeschaffenen Kreis meist älterer Schöngeister und Künstler, die sich in Rheinsberg aufhielten oder mit denen er korrespondierte, wie Knobelsdorff, Dietrich von Keyserlingk, Charles Étienne Jordan, Heinrich August de la Motte Fouqué, Ulrich Friedrich von Suhm und Egmont von Chasôt.
1738 komponierte Friedrich seine erste Sinfonie. Ein Jahr darauf, 1739, schrieb Friedrich, der bereits mit dem Vordenker der Aufklärung Voltaire korrespondierte, den Antimachiavel, einen Tugendkatalog des aufgeklärten Idealmonarchen. Spätere wichtige politische Schriften waren das Politische Testament (1752) und Regierungsformen und Herrscherpflichten (1777), in denen er sein Verständnis des aufgeklärten Absolutismus darlegte. Darin findet sich sein oft zitierter Ausspruch, ein Fürst sei „französisch le premier domestique“, der erste Diener seines Staates, und keineswegs dessen absoluter Herrscher. 1748 verwendete er in den Denkwürdigkeiten des Hauses Brandenburg diese Formulierung noch einmal, um die Verschwendungssucht seines Großvaters Friedrich I. zu kritisieren, der sich wie ein Eigentümer des Staates und nicht wie dessen Diener benommen habe.
Während der Rheinsberger Jahre pflegte Friedrich zwar einen höflichen und zuvorkommenden Umgang mit seiner Frau, aber nach seiner Thronbesteigung schloss er, wie er es schon vor der erzwungenen Heirat angekündigt hatte, Elisabeth Christine aus seiner Umgebung aus. Während Friedrich sich vom Hofleben in das Schloss Charlottenburg zurückzog, wies er ihr im Berliner Stadtschloss eine Wohnung zu und schenkte ihr als Sommerwohnsitz das Schloss Schönhausen.

## Friedrich II. als König

### Anfänge 1740–1745

#### Erste Reformen (1740)
Am 31. Mai 1740 bestieg Friedrich II. nach dem Tod seines Vaters den preußischen Thron. Zu seinen Maßnahmen im Sinne der Aufklärung gehörte die Abschaffung der Folter. Schon seit längerer Zeit war die Folter in der deutschen und europäischen Öffentlichkeit als Barbarei abgelehnt worden, und Gelehrte wie der von Friedrich bewunderte Christian Thomasius hatten ihre Abschaffung gefordert. Auch Friedrich sah in der Folter ein grausames und ungewisses Mittel zur Ermittlung der Wahrheit und war sein Leben lang der Ansicht, „lieber sollten zwanzig Schuldige freigesprochen als ein Unschuldiger geopfert werden“. Trotz des Widerspruchs seines Justizministers Samuel von Cocceji und anderer Ratgeber ordnete der König bereits am 3. Juni 1740 per Edikt an, „bei denen Inquisitionen die Tortur gänzlich abzuschaffen, außer bei dem crimen laesae maiestatis und Landesverrätherey, auch denen großen Mordthaten, wo viele Menschen ums Leben gebracht oder viele Delinquenten, deren Connexion herauszubringen nöthig, impliciret sind“. Ferner verfügte Friedrich, dass es zu einer Verurteilung fortan keines erfolterten Geständnisses mehr bedürfe, wenn „die stärksten und sonnenklare Indicia und Beweise durch viele unverdächtige Zeugen“ vorliegen. Die abschreckende Wirkung der Folter im Auge, ließ Friedrich das Edikt durch Cocceji zwar allen Gerichten bekanntgeben, untersagte aber im Unterschied zur Praxis bei Gesetzestexten seine Veröffentlichung. Im Jahre 1754 wurde die Folter ohne jeden Vorbehalt abgeschafft, nachdem sie in der Zwischenzeit vermutlich nur in einem Fall zur Anwendung gekommen war.

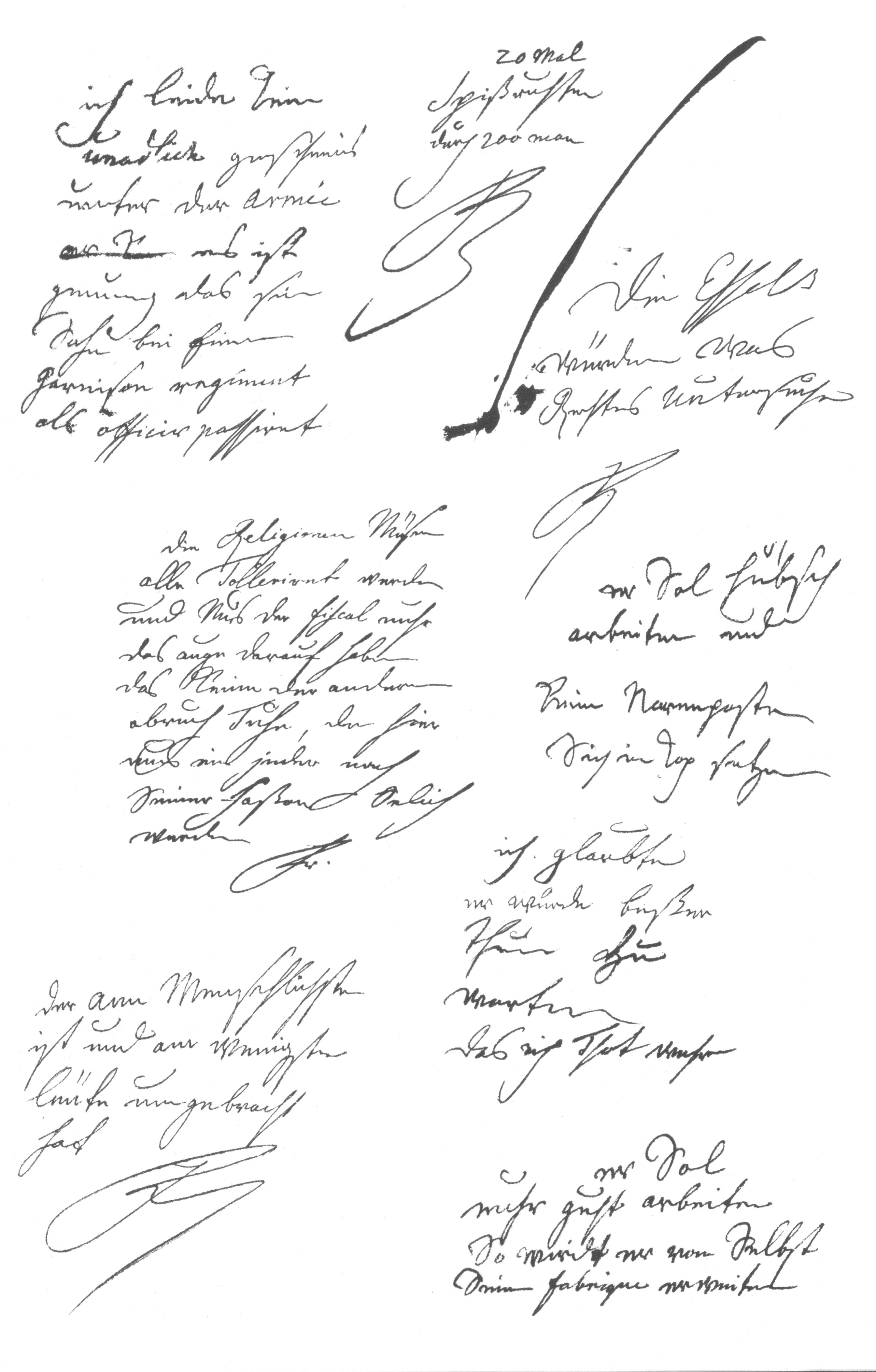
Gesammelte Zitate Friedrichs II. im Autograph

Die für Preußen in wirtschaftlicher Hinsicht nicht ganz uneigennützige Toleranz und Offenheit gegenüber Einwanderern und religiösen Minderheiten wie Hugenotten und Katholiken war keine Reform, sondern wurde schon vor seiner Amtszeit praktiziert. Der geflügelte Ausspruch (22. Juni 1740) „Jeder soll nach seiner Façon selig werden“ fasste diese Praxis nur in eine griffige Formel. Auch in der diskriminierenden Behandlung der Juden knüpfte Friedrich II. an die Politik seiner Vorgänger an (Revidiertes General-Privileg 1750). Mit Beistimmung des Breslauer Fürstbischofs erließ er am 8. August 1750 dann ein Edikt, wonach bei Ehen zwischen evangelischen und römisch-katholischen Partnern nunmehr „die Söhne in der Religion des Vaters, die Töchter aber in der Religion der Mutter“ unterwiesen werden mussten.
Neuen Industrien gegenüber war Friedrich sehr aufgeschlossen. So ordnete er 1742 per Edikt die Anpflanzung von Maulbeerbäumen zur Seidenraupenzucht an, um von ausländischen Seidenlieferungen unabhängig zu werden.

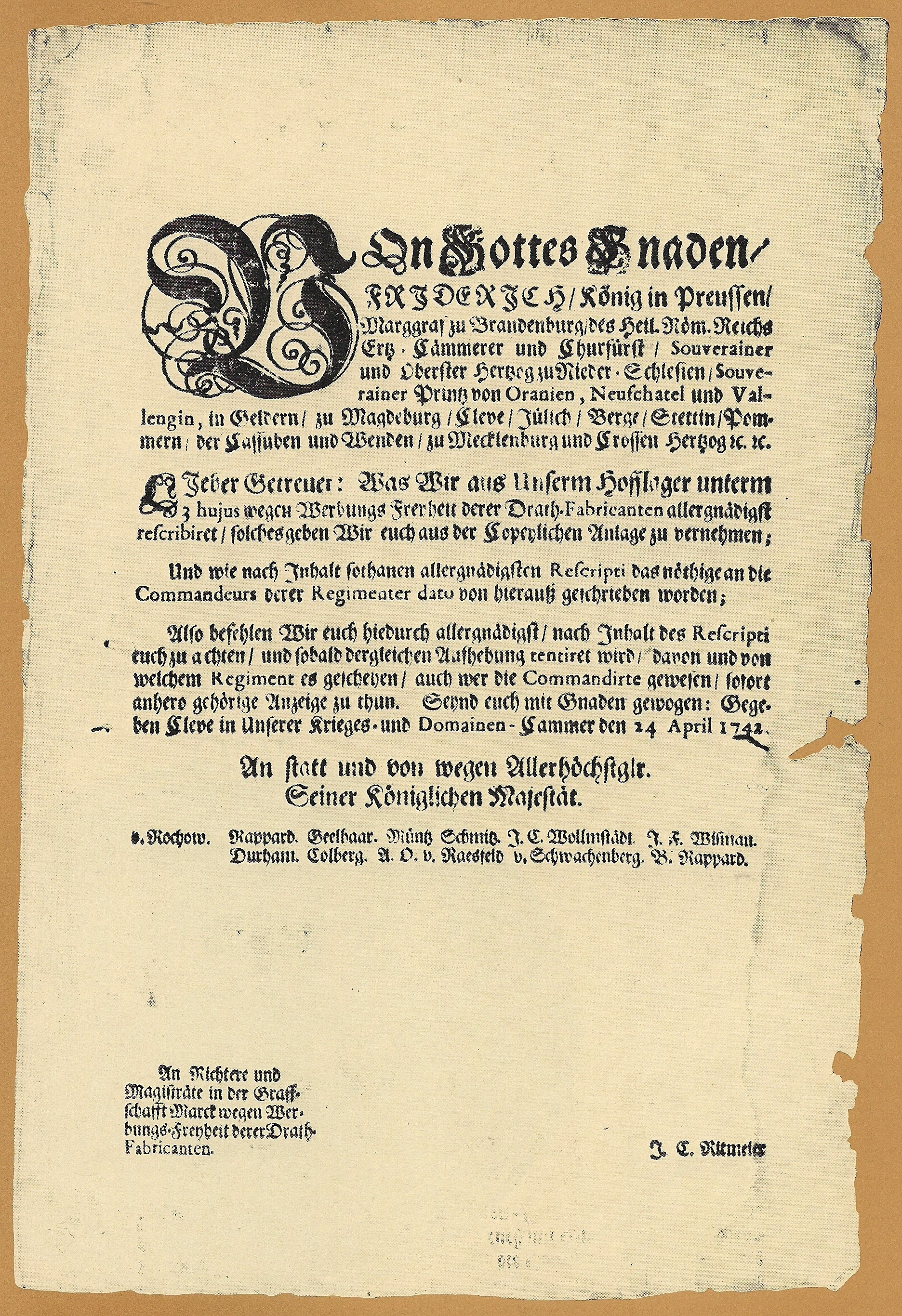
Edikt Friedrich II. vom 14. April 1742, das den Drahtfabrikanten in der Grafschaft Mark Schutz vor Zwangswerbungen („Werbungsfreiheit“) gewährt

Bei seinem Regierungsantritt gab er Professor Jean Henri Samuel Formey den Auftrag, in Berlin eine französische Zeitung für Politik und Literatur zu gründen. An den Minister Heinrich von Podewils erging der Befehl, die Zensur für den nichtpolitischen Teil der Zeitungen aufzuheben. Politische Äußerungen unterlagen jedoch nach wie vor der Zensur. Preußen war damit die erste absolute Monarchie Europas, in der eine zumindest eingeschränkte Pressefreiheit eingeführt wurde. Außerdem war es im Preußen Friedrichs II. für alle Bürger möglich, sich brieflich oder sogar persönlich an den König zu wenden. Er versuchte, zu große Auswüchse des Feudalsystems zu unterbinden. Dabei war er insbesondere misstrauisch gegenüber seinen eigenen Beamten, denen er einen ausgeprägten Standesdünkel zum Nachteil der ärmeren Schichten unterstellte.
Der König reiste bald nach seiner Thronbesteigung zur Huldigung der Stände nach Königsberg und anschließend über Bayreuth inkognito nach Straßburg, sodann auf einem Rheinschiff weiter in seine niederrheinischen Provinzen. Auf Schloss Moyland traf er Mitte September erstmals mit Voltaire zusammen. Mit einem Handstreich zwang er den Fürstbischof von Lüttich zur Auslösung der Herrlichkeit Herstal. Von Mitte November bis Anfang Dezember 1740 besuchte Voltaire den König nochmals in Rheinsberg.

#### Die ersten beiden Schlesischen Kriege (1740–1745)
Sechs Monate nach seiner Thronbesteigung im Jahre 1740 begann Friedrich am 16. Dezember den Ersten Schlesischen Krieg. Auslöser für seinen Angriff auf Schlesien war der Tod des habsburgischen römisch-deutschen Kaisers Karl VI., der ohne männlichen Erben geblieben war. Seine älteste Tochter Maria Theresia hatte gemäß einer bereits zu seinen Lebzeiten im Jahr 1713 angeordneten Thronfolgeregelung, der sogenannten Pragmatischen Sanktion, die Nachfolge in den Habsburgischen Erblanden angetreten. Dieses Erbe weckte auch die Begehrlichkeiten anderer, dem Haus Habsburg verwandtschaftlich verbundener Nachbarn, so dass nach dem ersten preußischen Sieg in der Schlacht bei Mollwitz Bayern, Sachsen und – unter einem Vorwand – auch Frankreich Friedrichs Beispiel folgten und Maria Theresia angriffen. Dadurch weitete sich der anfängliche Konflikt um Schlesien zum Österreichischen Erbfolgekrieg aus. Friedrich nutzte dies für seine begrenzten Kriegsziele, sicherte sich im Separatfrieden von Breslau 1742 die Abtretung Schlesiens als „souveränen Besitz“ und schied aus der antipragmatischen Koalition aus.
Im folgenden Kriegsjahr wendete sich das militärische Blatt: Zwar verlor das Haus Habsburg den Kaiserthron an Karl Albrecht von Bayern, aber Maria Theresias Truppen konnten sich mit englischer Unterstützung behaupten und sogar zur Offensive übergehen. In dieser Situation begann Friedrich um den dauerhaften Besitz Schlesiens zu fürchten und trat an der Seite der Gegner Österreichs 1744 erneut in den Krieg ein. Er behauptete, den wittelsbachischen Kaiser schützen zu wollen, und marschierte in Böhmen ein, womit er erneut vertragsbrüchig wurde und den Zweiten Schlesischen Krieg eröffnete. Dies festigte den Ruf Friedrichs als eines höchst unzuverlässigen Bündnispartners. Der preußische Angriff auf Böhmen scheiterte jedoch, und Friedrich musste sich wieder nach Schlesien zurückziehen. Die österreichischen Truppen folgten zwar, verloren aber entscheidende Feldschlachten, und so konnte Friedrich 1745 schließlich im Frieden von Dresden die erneute Garantie seiner schlesischen Eroberungen erreichen.
Die junge deutsche Zeitungswelt berichtete parteiisch über den Krieg. Zu den preußenfeindlichen Blättern gehörte die Gazette de Gotha, welche ähnlich wie die Gazette d’Erlangen Friedrichs persönliches Missfallen hervorrief. Am 16. April 1746 beschwerte er sich in einem Brief an seine Schwester Wilhelmine über den „unverschämten Lümmel von Zeitungsmacher aus Erlangen, der mich zweimal wöchentlich öffentlich verleumdet“, und bat sie in ihrer Funktion als Markgräfin von Bayreuth, diesem Treiben ein Ende zu setzen. Sie tat dies jedoch nur halbherzig, und der Herausgeber der Gazette d’Erlangen Johann Gottfried Groß zog sich dann immer kurzzeitig in die benachbarte freie Reichsstadt Nürnberg zurück. Durch einen von seinem Vertrauten Jakob Friedrich von Rohd angeheuerten Schläger ließ Friedrich den Herausgeber der weit verbreiteten, katholisch ausgerichteten Gazette de Cologne, die regelmäßig österreichische Erfolge überhöht darstellte und preußische Siege unterschlug, Jean Ignace Roderique, auf offener Straße zusammenschlagen. Ihm widmete der König in seinem Zorn sogar ein Schmähgedicht in französischer Sprache.

#### Erwerb Ostfrieslands (1744)
1744 fiel Ostfriesland durch Erbfall an Preußen, worauf Friedrich Wilhelm bereits 1722 in seinem politischen Testament spekuliert hatte. Als am 25. Mai 1744 Carl Edzard, der letzte ostfriesische Fürst aus dem Hause Cirksena, mit 27 Jahren kinderlos gestorben war, machte König Friedrich II. von Preußen sein Nachfolgerecht geltend, das in der zwei Monate zuvor geschlossenen Emder Konvention geregelt worden war. Er ließ Ostfriesland von Emden ausgehend besetzen, worauf am 23. Juni das Land der Krone huldigte.

### Siebenjähriger Krieg (1756–1763)

#### Beginn des Krieges (1756–1757)
Nach einer im Wesentlichen auf Aktivitäten des österreichischen Kanzlers Graf Kaunitz zurückgehenden Umkehrung der Allianzen (unter anderem wurde Frankreich zum Unterstützer Maria Theresias und England zum Freund des Preußenkönigs) ließ Friedrich Ende August 1756 seine Truppen ohne Kriegserklärung in das Kurfürstentum Sachsen einmarschieren und eröffnete den später so genannten Siebenjährigen Krieg. Damit kam er einem bereits abgesprochenen koordinierten Angriff einer Allianz praktisch aller direkten Nachbarn Preußens einschließlich der Großmächte Österreich, Frankreich und Russland um wenige Monate zuvor. Seines strategischen Geschicks wegen bürgerte sich für ihn endgültig der Beiname „der Große“ ein, ein Epitheton, an dem Friedrich viel lag, wie Jürgen Luh anhand seiner Korrespondenz mit Voltaire belegen konnte. In diesem Sinne wurde auch seine Persönlichkeit inszeniert. Friedrich war einer der letzten europäischen Monarchen, der nach alteuropäischer Tradition so bezeichnet wurde, was mit der Verdrängung der historischen Persönlichkeit durch die Idee der Nation im Gefolge der Französischen Revolution zusammenhängt.
Als einer von wenigen Monarchen seiner Zeit führte er seine Truppen auch stets persönlich. So siegte er als Feldherr in den Schlachten Lobositz 1756, Prag 1757, Roßbach 1757, Leuthen 1757, Zorndorf 1758, Liegnitz 1760, Torgau 1760, Burkersdorf 1762. Er unterlag dreimal (Kolin 1757, Hochkirch 1758, Kunersdorf 1759). Im Belagerungskrieg war er weit weniger erfolgreich. Einer siegreichen Belagerung (Schweidnitz 1762) standen drei Fehlschläge gegenüber (Prag 1757, Olmütz 1758, Dresden 1760). Zwar verlor Friedrich durch die Niederlage von Kolin den Nimbus der Unbesiegbarkeit, galt aber bei seinen Gegnern weiterhin als sehr schnell, unberechenbar und kaum zu bezwingen.
Die Niederlage von Kolin zerstörte Friedrichs Hoffnung auf einen kurzen, unkomplizierten Feldzug. Von nun an stellte er sich auf einen langen Waffengang ein. Seine Seelenlage verschlechterte sich zunehmend, zumal als er erfuhr, dass zehn Tage nach der Schlacht seine geliebte Mutter Sophie Dorothea in Berlin gestorben war. Eine Briefnotiz an den Herzog von Bevern vom 26. August 1757 belegt seine hoffnungslose Stimmung eindrücklich:

„Das seind schwere Zeiten, weiss Gott! und solche beklummene Umstände, dass man ein grausam Gelücke gebraucht, um sich aus allem diesen durchzuwicklen.“

#### Am Rand der Niederlage (1758–1760)
Die preußischen Staatsfinanzen waren hoffnungslos zerrüttet, der Krieg mit vorhandenen Mitteln nicht mehr zu finanzieren. Als Pächter aller Münzprägestätten erboten sich Veitel Heine Ephraim und Daniel Itzig dem bedrängten Monarchen, insgeheim den Silbergehalt von Groschen und Talern zu senken, und produzierten Millionen von Ephraimiten. Der König sicherte ihnen Straffreiheit zu und ließ die meisten Unterlagen vernichten, die eine Beteiligung der Regierung an der systematischen Falschmünzerei belegten.
Nach dem katastrophalen Ausgang der Schlacht bei Kunersdorf im August 1759 war Friedrich II. einige Zeit nicht mehr in der Lage, die Armee zu befehligen. Am Abend der Schlacht übertrug er den Oberbefehl auf seinen Bruder Prinz Heinrich und schrieb an den Staatsminister Karl Wilhelm Graf Finck von Finckenstein in Berlin:

„Ich habe heute morgen um 11 Uhr den Feind angegriffen. Wir haben sie bis zum Judenkirchhof bei Frankfurt zurückgedrängt. Alle meine Truppen haben Wunder an Tapferkeit vollbracht, aber dieser Kirchhof hat uns ungeheure Verluste gekostet. Unsere Leute gerieten durcheinander, ich habe sie dreimal wieder rangiert, am Ende war ich selber drauf und dran, gefangen zu werden, und musste das Schlachtfeld räumen. Meine Kleidung ist von Kugeln durchlöchert. Zwei Pferde wurden mir unter dem Leib erschossen, mein Unglück ist, dass ich noch am Leben bin. Unsere Niederlage ist enorm. Von einer Armee von 48.000 Mann habe ich keine dreitausend mehr. Indem ich dies schreibe, flieht alles, und ich bin nicht mehr Herr meiner Leute. Man wird gut daran tun in Berlin, an seine Sicherheit zu denken. Das ist ein grausamer Rückschlag, ich werde ihn nicht überleben; die Folgen dieses Treffens werden schlimmer sein als das Treffen selbst. Ich habe keine Reserve mehr, und, um nicht zu lügen, ich glaube, dass alles verloren ist. Ich werde den Untergang meines Vaterlandes nicht überleben. Adieu für immer! Friedrich“

Nach Kunersdorf stand die totale Niederlage für Preußen kurz bevor. Friedrich selber war tief getroffen: „Es steht zu vermuten“, schreibt Wolfgang Venohr, „dass Friedrich in den ersten schrecklichen Tagen nach Kunersdorf mit Todesgedanken spielte.“ Doch es kam zu einer unerwarteten Wendung: Anstatt auf Berlin zu marschieren, zögerten Österreicher und Russen ganze zwei Wochen, bis sie am 1. September ostwärts abrückten. Friedrich war vorläufig gerettet und sprach erleichtert vom „Mirakel des Hauses Brandenburg“. An Prinz Heinrich schrieb er am 5. September aus dem Lager Waldow an der Oder:

„Ich habe Ihr Schreiben vom 25. erhalten und ich verkünde Ihnen das Wunder des Hauses Brandenburg: Während der Feind die Oder überquerte und nur eine [zweite] Schlacht zu wagen brauchte, um den Krieg zu beenden, ist er von Müllrose nach Lieberose abmarschiert.“

#### Die Wende: der Austritt Russlands aus dem Krieg
Doch die Lage blieb ernst. In den folgenden beiden Jahren sah sich Friedrich zusehends in die Defensive gedrängt, auch wenn ihm noch wichtige Siege wie jener in der Schlacht bei Torgau (1760) gelangen. Das Jahr 1761 überstand Preußen angesichts schwindender Ressourcen vor allem, weil es seinen Feinden nicht gelang, ihre Angriffe zu koordinieren.
Die Wende kam, als am 5. Januar 1762 die russische Zarin Elisabeth starb. Elisabeths Nachfolger Peter III., der in Kiel geboren war, verehrte Friedrich, brach den Krieg gegen Preußen ab und schloss mit ihm überraschend sogar einen Allianzvertrag. Nach der Ermordung Peters im Juli 1762 löste dessen Witwe und Nachfolgerin Katharina II. zwar das Bündnis mit Friedrich, nahm aber die antipreußische Politik Elisabeths nicht wieder auf, sondern beendete das militärische Engagement Russlands. Damit war die antipreußische Koalition zerbrochen, England schloss bereits 1762 einen Separatfrieden. Maria Theresia und Friedrich schlossen 1763 den Frieden von Hubertusburg, der den Status quo ante festschrieb und am 21. Februar 1763 in Schloss Dahlen unterzeichnet wurde.

### Wiederaufbau und späte Erwerbungen (1763–1779)

#### Wiederaufbau im Inneren
Preußen hatte sich unter Friedrich II. gegen den erbitterten Widerstand von schließlich drei europäischen Großmächten (Frankreich, Österreich, Russland) und den Mittelmächten Schweden und Kursachsen behauptet und damit endgültig als neue Großmacht etabliert. Allerdings war Friedrich durch die Strapazen und persönlichen Verluste der Feldzüge früh gealtert. Die intellektuelle Weltoffenheit des Königs aus seinen ersten Regierungsjahren wich der Verbitterung und einem ausgeprägten Zynismus. Trotzdem hatte er 1763 Preußen eine sichere Basis im politischen Konzert der damaligen Mächte verschafft und neben Russland, Österreich, Frankreich und England als fünfte europäische Großmacht etabliert.

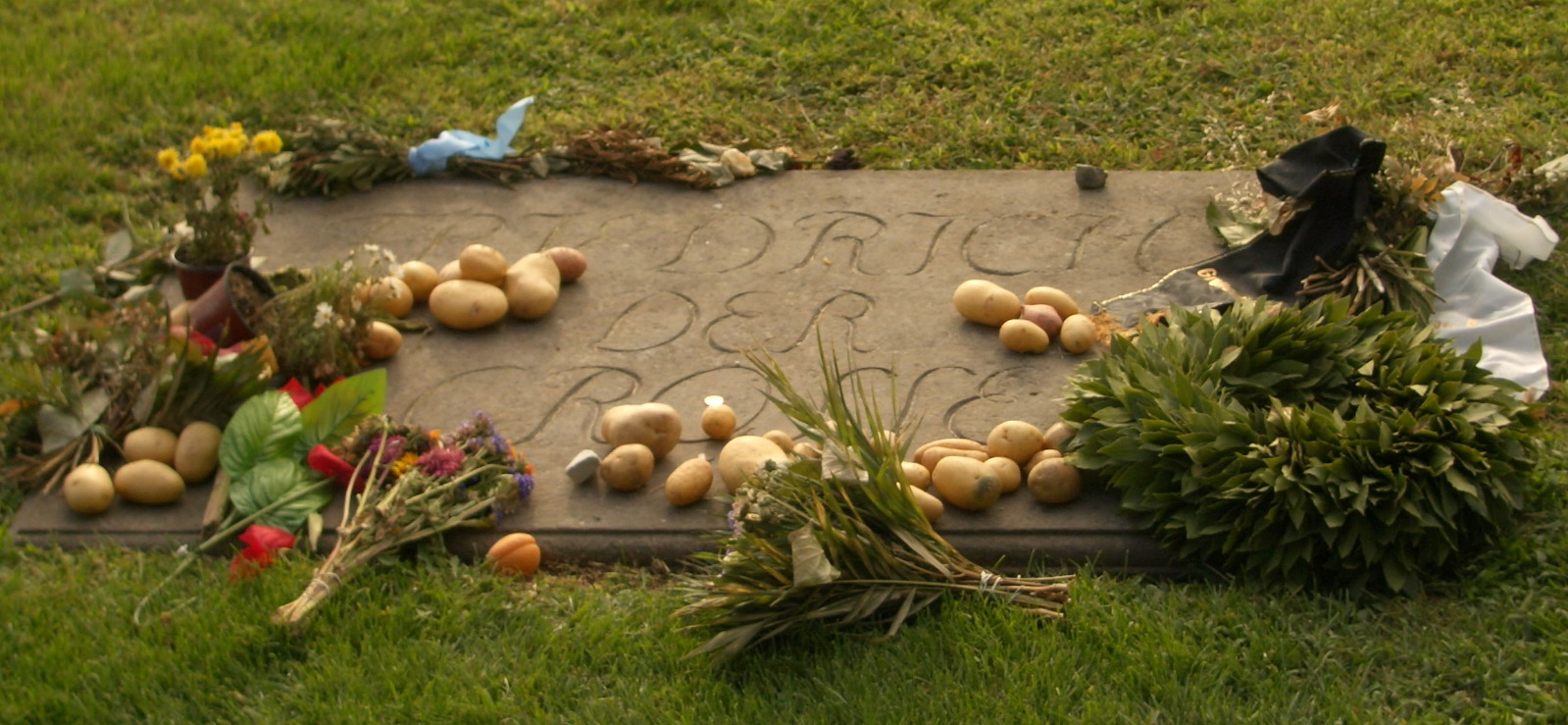
Grabstein Friedrichs des Großen mit darauf gelegten Kartoffeln zum Andenken an den Kartoffelbefehl

Verdient machte er sich nach 1763 um die Entwicklung des Rechts, insbesondere des Allgemeinen Landrechts. Zu den weiteren innenpolitischen Taten nach 1763 gehörte in der Landwirtschaft die systematische Förderung der Kartoffel als Nahrungsmittel – bereits am 24. März 1756 hatte der König im sogenannten Kartoffelbefehl alle Beamten angewiesen, sämtlichen Untertanen den Kartoffelanbau „begreiflich“ zu machen. Die Königliche Porzellan-Manufaktur Berlin wurde von ihm 1763 gegründet, und er verlieh ihr mit dem blauen Zepter sein königliches Markenzeichen. Nach 1763 setzte Friedrich im Warthe-, Netze- und Großen Bruch den Landesausbau (Friderizianische Kolonisation) fort, der bereits 1762 im Oderbruch erfolgreich beendet worden war. Im Jahre 1783 begann nach langjährigen Verhandlungen mit den Nachbarstaaten, auch im braunschweigischen Amt Calvörde, die Trockenlegung des wilden Drömlings. In den neu erschlossenen Gebieten wurden Dörfer errichtet und freie Bauern angesiedelt. Es war bei anstehender Verlängerung eines Pachtvertrags für staatlichen Grund üblich, dass Angestellte, Mägde und Knechte über ihre Behandlung befragt wurden und bei Missständen der Pächter, auch bei erfolgreichem Wirtschaften, ausgetauscht wurde.
Die von ihm gewünschte und angeregte Abschaffung oder Milderung der Leibeigenschaft konnte Friedrich nur schrittweise auf den königlichen Krondomänen durchsetzen. Eine allgemeine Abschaffung scheiterte am Widerstand der gesellschaftlich fest verankerten adligen Gutsbesitzer.
Während der Regentschaft Friedrichs wurden Hunderte von Schulen gebaut. Das Landschulsystem krankte allerdings an der noch ungeregelten Lehrerausbildung. Häufig wurden ehemalige Unteroffiziere herangezogen, die des Lesens, Schreibens und Rechnens selbst nur lückenhaft mächtig waren.
Nach Beendigung des Siebenjährigen Krieges ordnete Friedrich an der Westseite des Parks Sanssouci den Bau des Neuen Palais an, das 1769 fertiggestellt wurde und überwiegend für Gäste seines Hofes genutzt wurde. 1769 war er mit seinem Neffen und dessen Cousine beschäftigt, nämlich mit der Ehescheidung zwischen Elisabeth Christine Ulrike von Braunschweig-Wolfenbüttel und dem Thronfolger Friedrich Wilhelm II.

#### Außenpolitik
Nach dem Siebenjährigen Krieg kam für Friedrich weder ein Bündnis mit Großbritannien noch eines mit Frankreich in Frage: Den Briten nahm er den Separatfrieden von Fontainebleau von 1762 übel, für die militärische Schlagkraft der Franzosen hatte er nur noch Verachtung übrig. Respekt hatte er dagegen vor Russland: In seinem politischen Testament von 1752 hatte er seinem Nachfolger eingeschärft, einen Krieg gegen Russland möglichst zu vermeiden, zumal dazu auch gar kein Grund bestehe: „Zwischen ihm und Preußen gibt es keine Streitfragen. Nur der Zufall macht es zu unserem Feinde.“ Als Kaiserin Katharina 1764 anfragte, wie sich Friedrich angesichts des absehbaren Ablebens König Augusts III. von Polen zu verhalten gedenke, nutzte er die Gelegenheit und ließ ein formales Bündnis aushandeln. Am 31. Märzjul. / 11. April 1764greg. wurde das Abkommen unterzeichnet, das neben einer Zusammenarbeit gegenüber Polen eine wechselseitige Garantie der Grenzen und eine gegenseitige Unterstützung im Kriegsfall vorsah. Dieses Bündnis wurde 1769 und 1777 verlängert. Es sollte für die nächsten zwanzig Jahre die zentrale Säule der friderizianischen Außenpolitik werden.

Zeitgenössische Darstellung der ersten Teilung Polens zwischen den Herrschern Russlands, Österreichs und Preußens im Jahr 1772

Dieses Bündnis bewährte sich im Zuge der Ersten Teilung Polens im Jahre 1772 auf Kosten der Polen. Schon in seinem politischen Testament von 1752 hatte Friedrich über einen möglichen Erwerb Polnisch-Preußens spekuliert, des später so genannten Westpreußen, um eine Landbrücke zwischen Pommern und Ostpreußen zu erhalten. Eine Gelegenheit dazu ergab sich 1769, als Österreich die Zips besetzte, um einen Ausgleich für das verlorene Schlesien zu bekommen. Polen konnte sich nicht wehren, da hier der Bürgerkrieg um die Konföderation von Bar tobte, die das faktische Protektorat, das Russland über die Rzeczpospolita ausübte, beenden wollte. Dieser Bürgerkrieg und die russische Verwicklung darin stellte die Kaiserin Katharina vor ein Dilemma: Weder konnte sie die polnische Unbotmäßigkeit dulden, noch durfte sie durch eine forcierte Militärintervention Preußen und Österreich provozieren, die auf einer Aufrechterhaltung des Mächtegleichgewichts beharrten. Dieses Gleichgewicht schien vollends zu kippen, als Russland im gleichzeitig stattfindenden Russisch-Osmanischen Krieg große Erfolge erzielte.
Als ein militärisches Eingreifen Österreichs unmittelbar bevorzustehen schien, ergriff Friedrich die Initiative: Er sandte seinen Bruder Heinrich in die russische Hauptstadt St. Petersburg, um Katharina II. zur Teilnahme an einer Annexion polnischer Gebiete zu bewegen. Die Zarin war dazu bereit, und nach einigen moralischen Zweifeln erklärte sich 1772 auch Maria Theresia einverstanden. Am 5. August 1772 wurde der Teilungsvertrag in Sankt Petersburg unterzeichnet. Russland, Preußen und Österreich annektierten großräumig polnische Gebiete; Preußen bekam, wie von Friedrich erwünscht, Polnisch-Preußen. Im Anschluss ließ Friedrich, der fortan den Titel König von Preußen führte, dessen Text extensiv auslegen, um seine Gebietsgewinne im Netzegebiet möglichst groß ausfallen zu lassen. Dabei schreckte Preußen auch nicht vor Bestechungen polnischer Grenzkommissare zurück. Von den westeuropäischen Großmächten Frankreich und England wurde kein Einspruch erhoben, das Mächtegleichgewicht schien gewahrt, da von den klar rechtswidrigen Annexionen drei Staaten profitierten und nicht nur einer. Der Historiker Karl Otmar Freiherr von Aretin vertritt die These, dass Preußen durch die gleichberechtigte Teilnahme an dem Länderraub „endgültig in den Rang einer europäischen Großmacht“ aufgestiegen sei.

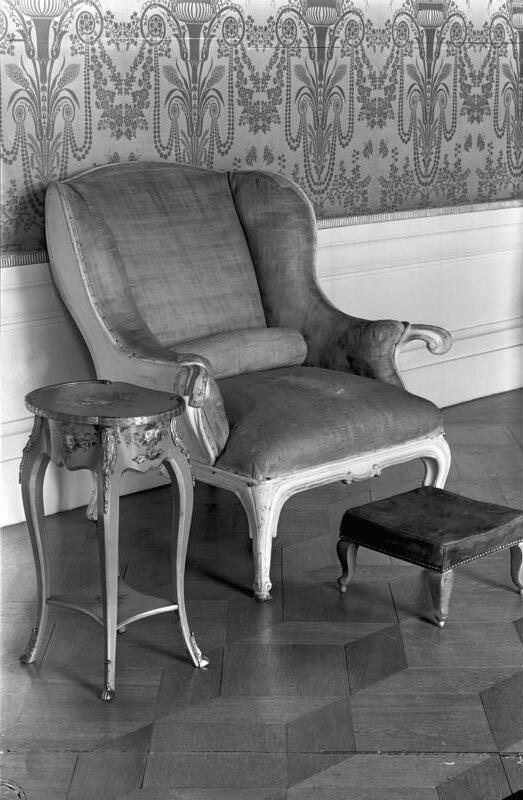
Sterbesessel des Königs

Im Bayerischen Erbfolgekrieg (1778/1779), auch als „Kartoffelkrieg“ bekannt, vereitelte Friedrich die Bestrebungen des habsburgischen Kaisers Joseph II. und des pfalzbayerischen Kurfürsten Karl Theodor, das heutige Belgien gegen große Teile Bayerns zu tauschen. Ohne das Eingreifen Preußens wäre Bayern mit einiger Wahrscheinlichkeit ein Teil Österreichs geworden. Russland griff trotz seines Beistandspakts nicht in diesen vierten Krieg ein, den Friedrich gegen die Österreicher führte, weil es den Bündnisfall als nicht gegeben ansah. Preußen war ja nicht im eigenen Land angegriffen worden. Ein 1780 geschlossener Bündnisvertrag zwischen Österreich und Russland entwertete Friedrichs Bündnis mit Katharina, Preußen drohte isoliert zu werden. Friedrich gründete im Jahre 1785 den protestantisch dominierten Fürstenbund, mit dem er das österreichische Festhalten am bayerisch-belgischen Tauschprojekt konterkarierte. Im gleichen Jahr schloss er mit den Vereinigten Staaten einen Freundschafts- und Handelsvertrag, dessen Grundlage die Anerkennung der erst seit kurzem unabhängigen 13 Staaten der USA seitens Preußens darstellte. Dem Drängen der Amerikaner, ihre Republik schon vor Ende des Unabhängigkeitskrieges anzuerkennen, hatte er zehn Jahre lang widerstanden. Nach dem Frieden von Paris war Preußen der erste Staat, der mit den USA einen Vertrag schloss. Friedrich selbst stand in brieflichem Kontakt mit George Washington.

### Tod und Grab

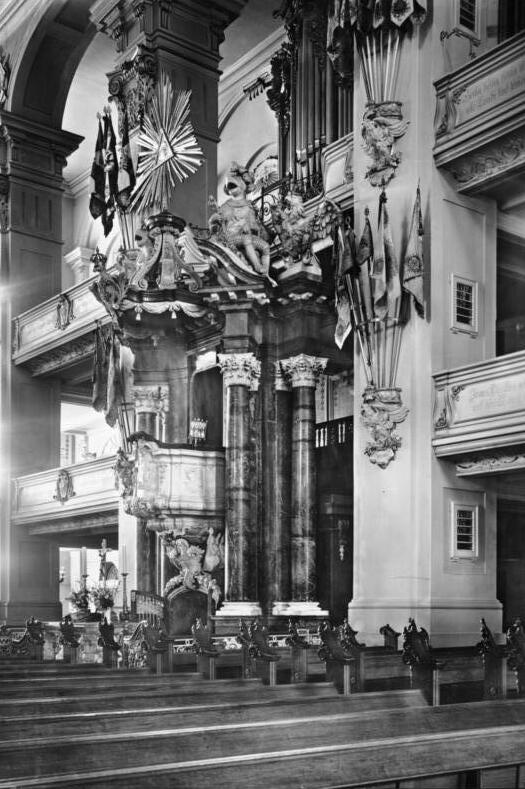
Von 1786 bis 1943 ruhten die sterblichen Überreste Friedrichs in der Gruft des Königlichen Monuments der Potsdamer Garnisonkirche

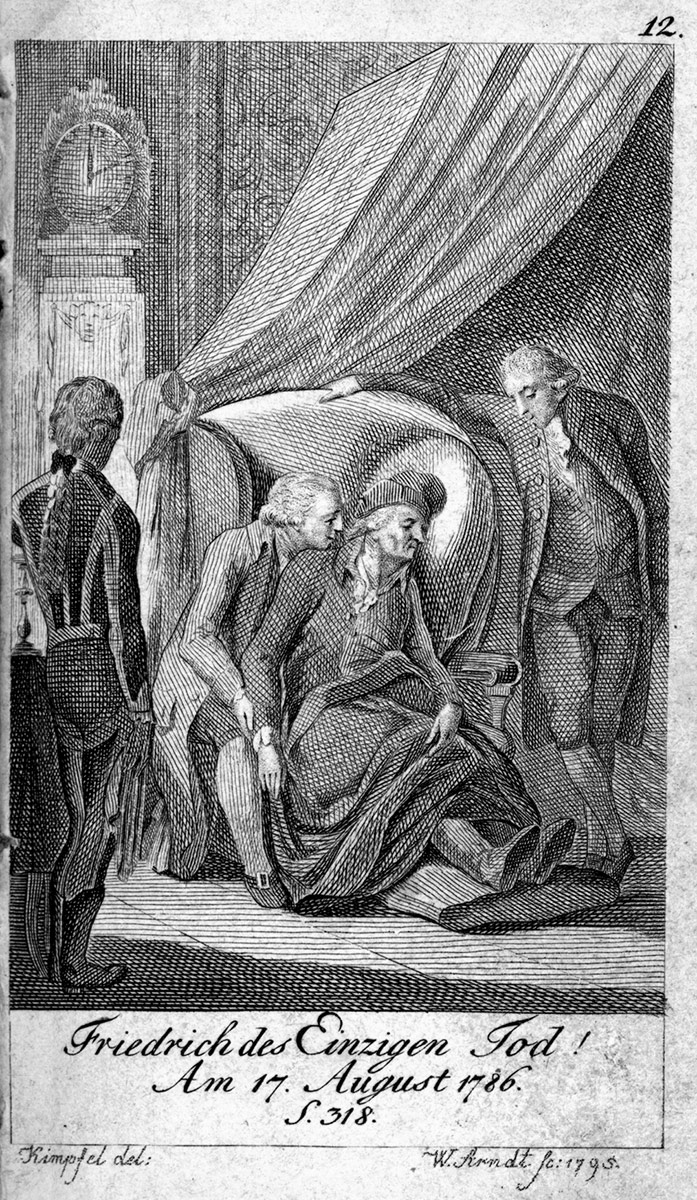
Tod Friedrichs II. „des Einzigen“ (Kupferstich, 1796)

Friedrich starb am 17. August 1786 im Schloss Sanssouci in seinem Sessel. Obschon zu Lebzeiten anders verfügt, ließ ihn sein Neffe und Nachfolger Friedrich Wilhelm II. in der Potsdamer Garnisonkirche in der hinter dem Altar befindlichen Gruft des Königlichen Monuments an der Seite seines Vaters Friedrich Wilhelm I. beisetzen.
Napoleon Bonaparte besuchte nach seinem Sieg über die preußische Armee bei Jena und Auerstedt auf dem Marsch nach Berlin am 25. Oktober 1806 inmitten seiner Generalität Potsdam. Seine Worte, „Man würde nicht bis hierher gekommen sein, wenn Friedrich noch lebte“, fielen wahrscheinlich nicht – wie oft behauptet – am Königsgrab in der Garnisonkirche, sondern in der Wohnung Friedrichs im Potsdamer Stadtschloss. Aus Respekt vor der Persönlichkeit Friedrichs des Großen stellte Napoleon die Garnisonkirche unter seinen persönlichen Schutz.
Im Jahr 1943 gelangten die Särge der Könige in einen Luftwaffenbunker in Eiche, im März 1945 zuerst in ein Bergwerk bei Bernterode, dann aufgrund der politischen Brisanz des Fundes – Bernterode lag in der zukünftigen sowjetischen Zone – in das Marburger Schloss. Im Februar 1946 wurden sie in einer geheimen Aktion der Monuments Men in das Marburger Staatsarchiv gebracht, welches zu dem Zeitpunkt Sitz des ersten Central Collecting Point der Amerikaner war. Am 16. August lagerte man die Sarkophage im Rahmen der „Operation Bodysnatch“ in die dortige Elisabethkirche um. Louis Ferdinand von Preußen wollte sie 1952 in die Kapelle der Burg Hohenzollern überführen lassen, doch der Kirchenvorstand sprach sich „aus christlich-biblischen Gründen […] gegen das Wandern der Gebeine aus“. Die Hohenzollern beanspruchten die Särge als ihr Privateigentum und konnten die Umbettung schließlich mit politischer Unterstützung ohne ein Gerichtsverfahren durchsetzen.
Am 17. August 1991, seinem 205. Todestag, wurde der letzte Wille des Königs erfüllt und sein Sarg erneut umgebettet, um auf der Terrasse von Sanssouci in der noch vorhandenen Gruft bestattet zu werden. Friedrich hatte in seinem Testament verfügt, dort bei Nacht mit kleinstem Gefolge und dem Schein einer Laterne beigesetzt zu werden, das entsprach seinem philosophischen Anspruch. Stattdessen gestaltete sich die Beisetzung zu einer Art Staatsbegräbnis. Seitdem markiert und schmückt eine einfache Steinplatte sein Grab. Bei derselben Aktion wurde der Sarg seines Vaters in die Potsdamer Friedenskirche überführt.

## Persönlichkeit, Beziehungsgeflecht, Vorlieben und Werke

### Kleidung
Während seiner Herrschaftszeit trug Friedrich die einfache Uniform eines Obersten seines Garderegiments mit dem Stern des Schwarzen Adlerordens als einzigem Schmuck. Da er sehr kälteempfindlich war, trug er im Winter drei Westen unter dem Uniformrock, was manchmal den falschen Eindruck einer gewissen Körperfülle machte. Zu offiziellen Anlässen wechselte er in die Galauniform dieses Regiments. Bei Hoffesten legte der junge König Zivilkleidung nach neuester französischer Mode an. Auf Sauberkeit legte er keinen großen Wert: Die Stiefel, die er zur Uniform trug, waren regelmäßig ungeputzt, Uniformrock und Gesicht wiesen häufig Spuren seines starken Gebrauchs des Schnupftabaks auf. Diese Angewohnheit fiel ungünstig auf, als Friedrich 1769 in Neiße erstmals Kaiser Joseph II. begegnete und ihm zu Ehren die weiße Uniform der habsburgischen Truppen trug. Nachdem er vergeblich versucht hatte, die Tabakflecken davon abzuwischen, gestand er: „Meine Herren, ich bin nicht reinlich genug für Sie, ich verdiene es nicht, Ihre Farben tragen zu dürfen“.

### Beziehungen

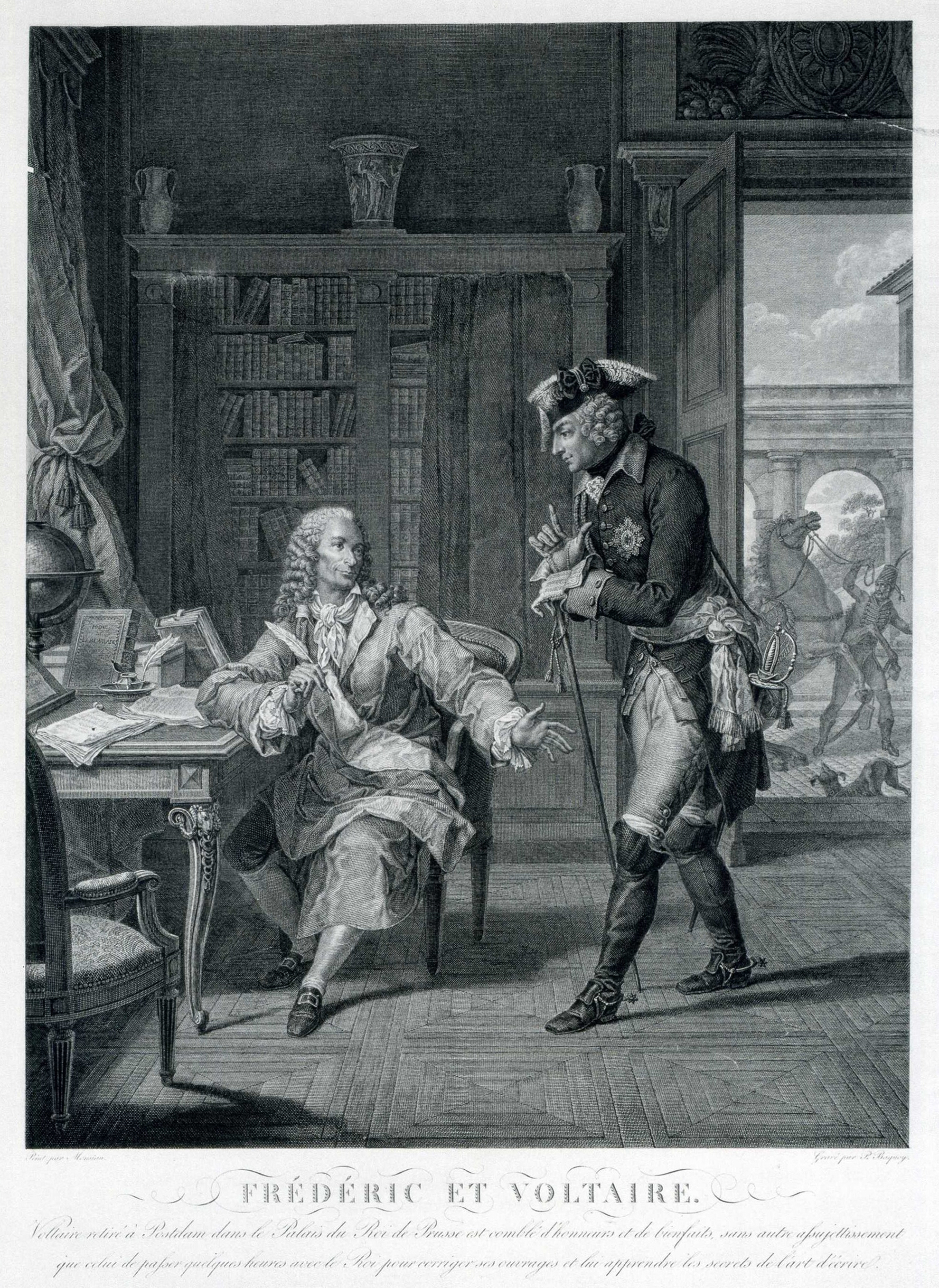
Friedrich II. von Preußen und Voltaire in Sanssouci (Kupferstich, um 1800)

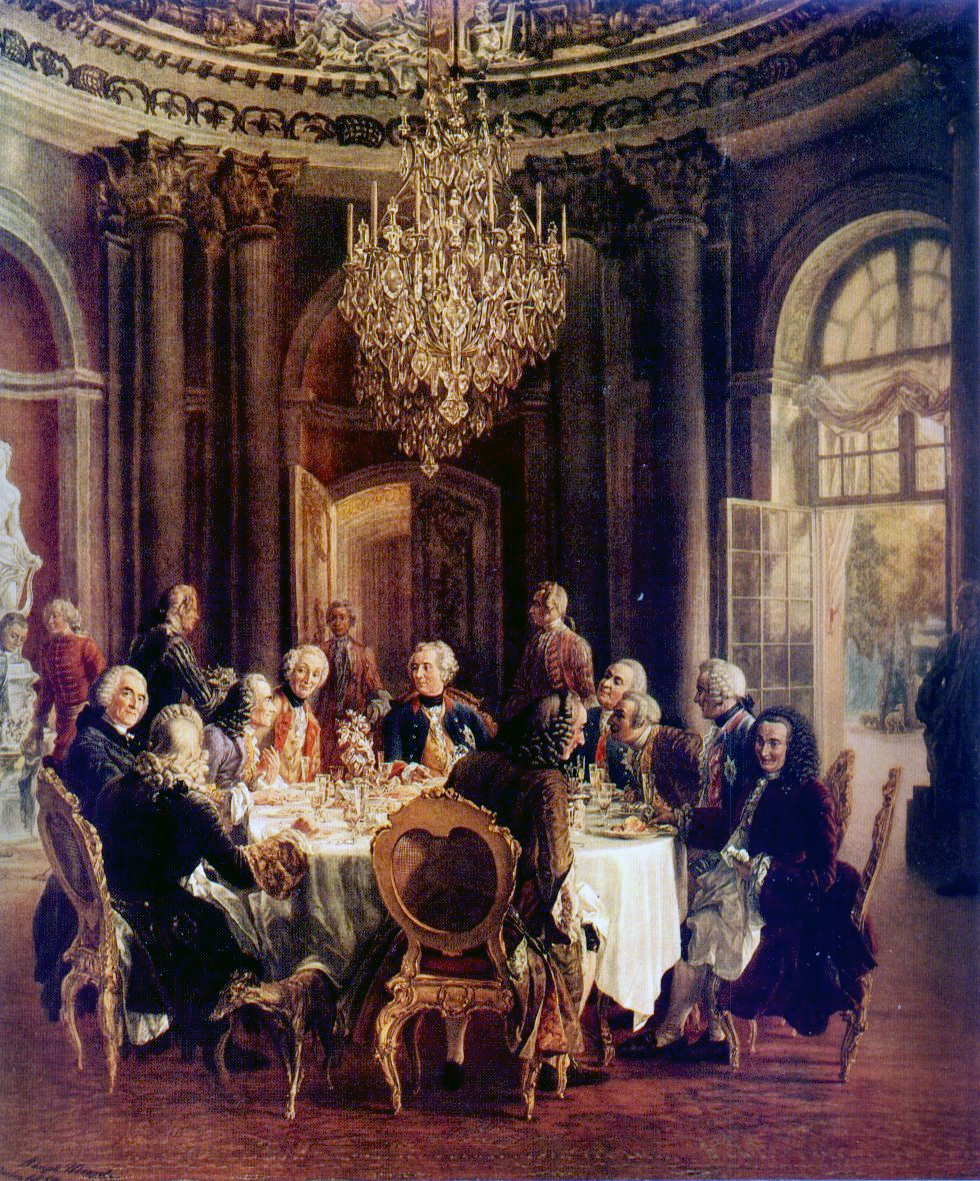
König Friedrichs II. Tafelrunde in Sanssouci (Gemälde von Adolph von Menzel, 1850; Kriegsverlust)

Friedrich korrespondierte mit Voltaire, den er mehrmals traf. Im Jahre 1740 war Voltaire 14 Tage lang auf Schloss Rheinsberg zu Gast. Wie schon in Rheinsberg umgab sich Friedrich auf Schloss Sanssouci mit intellektuellen Gesprächspartnern, die abends zur Tafelrunde erschienen. Gäste waren George Keith und sein Bruder, der Marquis d’Argens, Graf Algarotti, La Mettrie, Maupertuis, Graf von Rothenburg, Christoph Ludwig von Stille, Karl Ludwig von Pöllnitz, Claude Étienne Darget und Voltaire. Ab 1751 verweilte Voltaire für etwa zwei Jahre in Potsdam. Aus dieser Zeit muss das geistreiche Bilderrätsel stammen, das Friedrich und Voltaire zugeschrieben wird. 1753 kam es zum Zerwürfnis, das für einige Zeit für Verstimmungen sorgte. Nach der von Wilhelmine von Bayreuth vermittelten Versöhnung korrespondierte Friedrich ab 1757 erneut mit Voltaire. 1775 schickte er ihm sogar ein Bildnis von sich.
Friedrich beschränkte engere persönliche Kontakte großenteils auf Männer, von seiner Ehefrau lebte er seit der Thronbesteigung getrennt. Verschiedene Quellen deuten darauf hin, dass er homosexuell war: Als junger Kronprinz vertraute er etwa Friedrich Wilhelm von Grumbkow an, er fühle sich zu wenig vom weiblichen Geschlecht angezogen, um sich vorstellen zu können, eine Ehe einzugehen. Am Vorabend der Schlacht bei Mollwitz empfahl er seinem Bruder August Wilhelm für den Fall seines Todes „die, die ich im Leben am meisten geliebt habe“ – es folgten ausschließlich Namen von Männern, darunter an erster Stelle der Keyserlingks, auch der seines Kammerdieners Michael Gabriel Fredersdorf. An seinen offen schwul lebenden Bruder Heinrich schrieb er 1746 einen gehässigen Brief, der von Eifersucht um den „schönen Marwitz“ geprägt war, Heinrichs Kammerjunker, dem Friedrich unterstellte, an Gonorrhoe erkrankt zu sein. In den Jahren 1747 bis 1749 verfasste er Le Palladion, ein längeres Gedicht, das in heiterer Weise die homosexuellen Abenteuer seines Vorlesers Darget schilderte. Es gab auch vielerlei Gerüchte, zu denen nicht zuletzt Voltaire, Anton Friedrich Büsching und der Arzt Johann Georg Zimmermann, der Friedrich kurz vor seinem Tod behandelt hatte, beitrugen. Friedrichs Garteninspektor und Oberhofbaurat Heinrich Ludwig Manger bezeichnete Fredersdorf 1789 als „damaligen Kammerliebling des Königs“.
Ob Friedrich seine Neigung aber je körperlich ausgelebt hat, ist umstritten: So glaubt Reinhard Alings, Friedrich habe zölibatär gelebt und sei nach den traumatischen Erfahrungen seiner Kindheit zu einer echten Liebesbeziehung gar nicht in der Lage gewesen. Auch Frank-Lothar Kroll glaubt, dass Friedrichs Veranlagung deutlich weniger lebensbestimmend war als bei seinem Bruder. Wolfgang Burgdorf dagegen glaubt, der König habe seine ihm später nachgesagte Homosexualität durchaus ausgelebt. Dies sei eines seiner wesentlichen Persönlichkeitsmerkmale, mit dem sich zentrale Charakterzüge Friedrichs erklären ließen: Dieser habe den Wunsch seines Vaters, er möge einen Thronfolger zeugen, nicht erfüllen können und sein Versagen durch Ruhmbegier und militärische Risikofreude kompensiert. Demgegenüber nennt etwa Johannes Kunisch zeitgenössische Äußerungen über diese „Facette“ von Friedrichs Wesen „denunziatorisch“ oder „wichtigtuerisch“. Es lasse sich, zumindest in Friedrichs Jugend, auch heterosexuelles Empfinden und Erleben nachweisen, etwa in Bezug auf die Balletttänzerin Barbara Campanini. Schließlich sei es auch möglich, dass Friedrich seine Homosexualität nur inszeniert habe, etwa um eine Impotenz zu verbergen.
Einige der wenigen Frauen, die seinen hohen Ansprüchen entsprachen und denen er deshalb seinen Respekt zollte, waren die sogenannte „große Landgräfin“ Henriette Karoline von Pfalz-Zweibrücken und Katharina II. von Russland, der er mehrere Gedichte widmete und mit der er in regem Briefverkehr stand. Katharinas zweimaliger Einladung zu einer persönlichen Begegnung ist er jedoch ausgewichen; auch Maria Theresia hat Friedrich nie persönlich kennengelernt. Er erwartete von Frauen den gleichen schöngeistigen Esprit, für den seine Tafelrunden gerühmt wurden.

### Der Literat

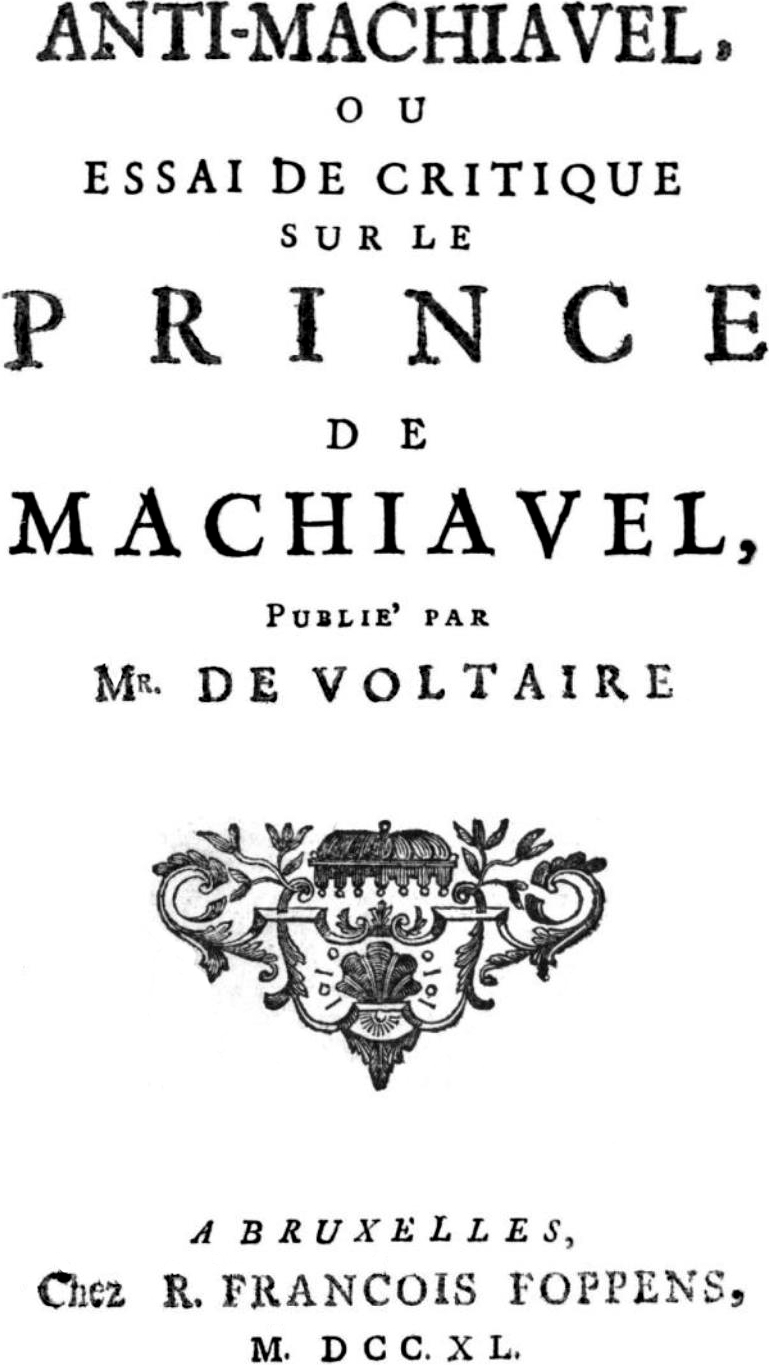
Titelblatt des Antimachiavel (1740)

Friedrich schrieb zahlreiche Werke, und zwar fast ausschließlich in französischer Sprache. Er selbst war unentrinnbar von einer Leidenschaft „besessen“, wie er schrieb, die er als „Métromanie“ bezeichnete, als Reimsucht.
Europaweit berühmt wurde sein Antimachiavel (1740), in dem er staatspolitische Grundsätze des Niccolò Machiavelli einer kritischen, dem Geist der Aufklärung verpflichteten Analyse unterzog. Im Antimachiavel begründete er auch seine Position hinsichtlich der Zulässigkeit des Präventivschlags und des „Interessenkrieges“. Demnach verfolgt der Fürst im „Interessenkrieg“ die Interessen seines Volkes, was ihn nicht nur berechtigt, sondern sogar verpflichtet, wenn nötig zur Gewalt zu greifen. Damit nahm er die Begründung für die Eroberung Schlesiens 1740 und den Einmarsch in Sachsen 1756 vorweg.
Er verfasste mit den Denkwürdigkeiten zur Geschichte des Hauses Brandenburg (1748), der Geschichte meiner Zeit (erster Entwurf 1746), der Geschichte des Siebenjährigen Krieges (1764) und seinen Memoiren (1775) die erste umfassende Darstellung der Entwicklung in Preußen. Darin rechtfertigte er vor allem seine politischen Auffassungen.
Für seine 1780 bei Decker in Berlin in deutscher Sprache erschienene Schrift Ueber die deutsche Litteratur; die Mängel, die man ihr vorwerfen kann; die Ursachen derselben; und die Mittel sie zu verbessern. Aus dem Französischen übersetzt (De la Littérature Allemande, des défauts qu'on peut lui reprocher, quelles en sont les causes, et par quels moyens on peut les corriger). erntete Friedrich in der deutschen Geisteswelt heftige Kritik. In dieser Schrift bringt Friedrich seine Verachtung für die Situation der Literatur und des Theaters seiner Zeit zum Ausdruck, in der das Publikum von den „abscheulichen Stücke von Shakespeare“ und insbesondere von Goethes Götz von Berlichingen (den er „eine abscheuliche Nachahmung dieser schlechten englischen Stücke“ definiert), begeistert zu sein scheint. Er nahm dabei den Aufschwung der zeitgenösssischen deutschen Literatur nicht zur Kenntnis und empfahl ihr die französische Literatur als Vorbild. Im Auftrag von Friedrichs Schwester, Philippine Charlotte von Preußen, veröffentlichte Johann Friedrich Wilhelm Jerusalem anonym eine kritische Antwort, Justus Möser und Johann Michael Afsprung verfassten Gegenschriften.
Friedrich förderte die Königliche Deutsche Gesellschaft (Königsberg).

### Der Kunstverehrer

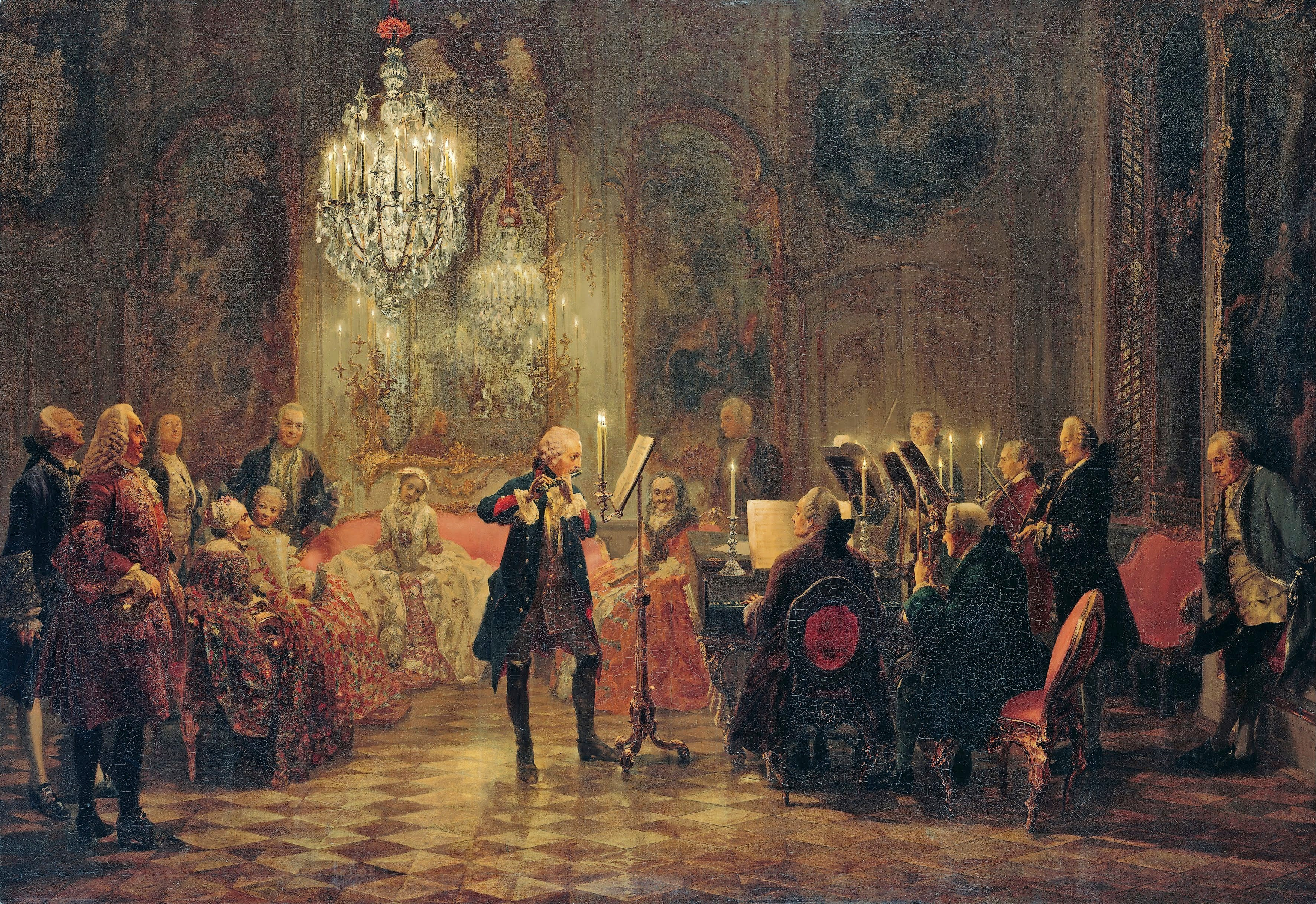
Flötenkonzert Friedrichs des Großen in Sanssouci (Gemälde von Adolph von Menzel, 1850–1852)

Friedrich war an Kunst in jeder Form interessiert. Er kümmerte sich um die Konzeption seiner Bauten, die dem Friderizianischen Rokoko als Stilvariante seinen Namen geben. Er ließ gleich nach seinem Amtsantritt für das Berliner Publikum das Opernhaus Unter den Linden als Musentempel erbauen, skizzierte selbst sein Potsdamer Schloss Sanssouci und ließ es von Knobelsdorff ausführen. Nach Beendigung des Siebenjährigen Krieges wurde im monumentalen barocken Stil das Neue Palais im Westen des Schlossparks von Sanssouci errichtet. Als Skulpturenschmuck gesellen sich zu den Bauten oft Apollo-, Herkules- und Musen-Statuen. Auch legte er in Sanssouci und im Neuen Palais bedeutende Bildersammlungen an.
Vor allem in jüngeren Jahren scheint Friedrich eine Schwäche für die galanten Szenen auf Gemälden von Antoine Watteau, Nicolas Lancret und Jean-Baptiste Pater gehabt zu haben, später erwarb er auch Gemälde der italienischen Renaissance und des Barock sowie flämische und niederländische Werke. Sein Kunstgeschmack war dabei zum Teil von Dilettantismus und persönlicher Liebhaberei geprägt, während er neuere Entwicklungen in vielen Bereichen kaum beachtete. So wird die Erwerbung der antiken Bronzestatue des „Betenden Knaben“, den man damals für eine Darstellung des Antinous, des Lustknaben Kaiser Hadrians, hielt, aus dem Besitz des Prinzen Eugen mit dem homoerotischen Geschmack des Preußenkönigs erklärt. Ähnliches gilt für die Statuen des nackten Mars und Merkur am Portal zur Eingangshalle in Sanssouci. Weitere Räume waren mit erotischen Motiven und homoerotischen Darstellungen geschmückt.
Auch der Musik war Friedrich sehr zugetan. Er spielte sehr gut Querflöte und komponierte, unterstützt von seinem Flötenlehrer Johann Joachim Quantz, auf gehobenem Niveau. Viele der ihm zugeschriebenen Kompositionen werden noch heute von namhaften Interpreten wie beispielsweise dem Flötisten Manfred Friedrich und dem Kammerorchester Carl Philipp Emanuel Bach aufgeführt. Später hatte er eine große Vorliebe für die Flötensonaten von Muzio Clementi (1752–1832). Er verfasste das Libretto zur Oper Montezuma, die von Carl Heinrich Graun vertont wurde. Dass die Marcha Real, die spätere spanische Nationalhymne, von Friedrich komponiert wurde, ist allerdings eine Legende. Ebenso ist unbelegt, dass er den Hohenfriedberger Marsch komponierte. Den Mollwitzer Marsch hingegen komponierte er 1741. Im Musikleben in Rheinsberg und Berlin spielten Franz Benda und Johann Gottlieb Graun wichtige Rollen. Der von dem Hofmusiker Carl Philipp Emanuel Bach arrangierte Auftritt Johann Sebastian Bachs im Potsdamer Stadtschloss am 7. Mai 1747 und das dabei von Friedrich vorgetragene „Königliche Thema“ führten zu dessen Verarbeitung in Bachs berühmter Sammlung Das musikalische Opfer.

### Der Freimaurer
Während eines Tischgespräches äußerte sich sein Vater auf einer Rheinreise 1738 abfällig über die Freimaurerei. Graf Albrecht Wolfgang von Schaumburg-Lippe widersprach und bekannte sich offen zur Freimaurerei. Friedrich war davon angetan und bat den Grafen, ihm eine Aufnahme in den Freimaurerbund zu vermitteln. Ohne Wissen seines Vaters wurde Friedrich durch Abgeordnete der Loge d’Hambourg unter konspirativen Bedingungen in der Nacht vom 14./15. August 1738 in Braunschweig zum Freimaurer gemacht. Das Mitgliederverzeichnis führt zur Nr. 31 den Eintrag: „Friedrich von Preussen, geb. 24. Jan. 1712, Kronprinz“. Im Herbst 1739 gründete Friedrich eine Hofloge an seinem Sitz in Rheinsberg, diese Loge Première war die erste Freimaurerloge in Preußen. Nach seiner Thronbesteigung führte er in der Loge du Roi, wie sie nun hieß, im Schloß Charlottenburg freimaurerische Arbeiten fort. Seine Hofloge blieb bis auf wenige Ausnahmen Adligen vorbehalten. Der König ließ jedoch am 4. Juli 1740 vermelden, dass die Freimaurer „unter dem hocherzigen Schutz S. M. [Seiner Majestät] sich eine Freiheit versprechen“ können, und initiierte wenige Wochen später die Gründung einer für alle sozietätsfähigen Stände offenen Stadtloge in Berlin, der Loge „Zu den drei Weltkugeln“.
Nach dem Tod der Gründungsmitglieder Keyserlingk und Jordan im Jahr 1745 verlor Friedrich das Interesse an seiner Hofloge, blieb aber den Idealen des Freimaurertums verbunden.

## Rezeption

### Bildnisse und Denkmäler
Von Friedrich II. wurde bereits zu seinen Lebzeiten eine große Zahl von Porträts angefertigt. Sie waren bei seinen Verehrern und Verehrerinnen auch im Ausland sehr beliebt, er selbst pflegte sie als Anerkennung für ihm geleistete Dienste zu verschenken – ob als lebensgroßes Gemälde, als brillantengefasste Miniatur, die wie ein Orden getragen wurde, oder auf einer Tabatiere. Über die Lebensähnlichkeit dieser Bildnisse gehen die Meinungen seit Beginn ihrer wissenschaftlichen Erforschung auseinander: 1897 beklagte der Kunsthistoriker Paul Seidel, „ein klares, ungetrübtes Urteil darüber […], wie Friedrich der Große in Wirklichkeit ausgesehen hat“, lasse sich aus den erhaltenen Bildnissen nicht gewinnen. Der Historiker Johannes Kunisch vermutet in seiner 2004 erschienenen Friedrich-Biographie dagegen, die Bildnisse namentlich des Hofmalers Antoine Pesne gäben „das Charakteristische seines Erscheinungsbildes wirklichkeitsgetreu wieder“.

Ein Grund für die Zweifel an der Lebensähnlichkeit der Bildnisse ist, dass diese gar nicht in der Absicht der Auftraggeber von Herrscherbildern des 18. Jahrhunderts lag: Es kam vielmehr darauf an, die politische und gesellschaftliche Rolle darzustellen, in der der Porträtierte sich öffentlich präsentieren wollte, also etwa als Herrscher mit Szepter und Hermelinmantel, als kompetenter Heerführer oder als bescheidener, treu sorgender Landesvater. Laut der Kunsthistorikerin Frauke Mankartz war die wiedererkennbare „Marke“ wichtiger als die Wirklichkeitstreue. Friedrich selbst spottete wiederholt darüber, dass ihm seine Porträts wenig ähnlich sahen. Zudem hegte er eine ausgesprochene Abneigung gegen das Porträtsitzen, das er von seinem Regierungsantritt an konsequent verweigerte, weil er sich als zu hässlich dafür empfand: Man müsse Apollo, Mars oder Adonis sein, um sich malen zu lassen, und er habe keinerlei Ähnlichkeit mit diesen Herren, schrieb er 1774 an d’Alembert. Die aufgeklärte Emanzipation des höfischen Porträts von jeglicher verherrlichenden Idealisierung entsprach dem friedrichschen Selbstverständnis als „Erstem Diener des Staates“, das er dem absolutistischen Diktum „L’État c’est moi“ entgegensetzte. So heißt es in Gotthold Ephraim Lessings Sinngedicht Unter das Bildnis des Königs von Preußen: 

„Wer kennt ihn nicht? 
Die hohe Miene spricht 
 Den Denkenden. Der Denkende allein 
 Kann Philosoph, kann Held, kann beides sein“

Tatsächlich ist kein einziges zu Friedrichs Regierungszeit entstandenes Bildnis zweifelsfrei authentisch; dass er, wie Jean Lulvès 1913 behauptete, dem Maler Johann Georg Ziesenis 1763 bei einem Besuch in Salzdahlum Modell gesessen habe, wird bestritten. Ziesenis musste sich wie andere Porträtisten wohl mit Skizzen begnügen, die sie nach einer Begegnung mit dem König anfertigten. Nach eigener Angabe hat Friedrich nur einmal einem Maler, nämlich Pesne 1733 als Kronprinz, an mehreren Tagen Modell gesessen, und auch das nur seiner Lieblingsschwester Wilhelmine zuliebe. Alle anderen Bildnisse, die Friedrichs Aussehen in mittleren Jahren und im Alter darstellen, sind nicht bei Porträtsitzungen entstanden, sondern Fortschreibungen älterer Porträts (z. B. von Pesne) oder nach der Erinnerung gemalt.
Die Kunsthistorikerin Saskia Hüneke identifiziert mehrere Typen von Friedrich-Porträts mit jeweils hohem Wiedererkennungswert: Zum einen den am barocken Herrscherbildnis orientierten jugendlichen Bildtypus mit weicheren Gesichtsformen, wie ihn die Werke Pesnes und das 1734 entstandene Profilbildnis Knobelsdorffs mit ihren Fortschreibungen darstellen. Deutlich davon geschieden gibt es den Typus des Altersbildnis, das auf Zeichnungen Daniel Chodowieckis zurückgeht und namentlich in den nach dem Siebenjährigen Krieg entstandenen Bildnissen Johann Heinrich Christian Frankes etwa von 1764 und Anton Graffs von 1781 weiterentwickelt wurde. Es zeigt den König als „Alten Fritz“, hager, ernst, mit scharfen Nasenfalten, großen Augen und schmalem Mund. Die Totenmaske und die nach ihr gestalteten Bildnisse ließen sich als Fortschreibung dieses Alterstypus verstehen. Das Porträt von Ziesenis und eine 1770 entstandene Bildnisbüste Bartolomeo Cavaceppis bildeten einen mittleren Typus.

Porträts zu Lebzeiten Friedrichs II.
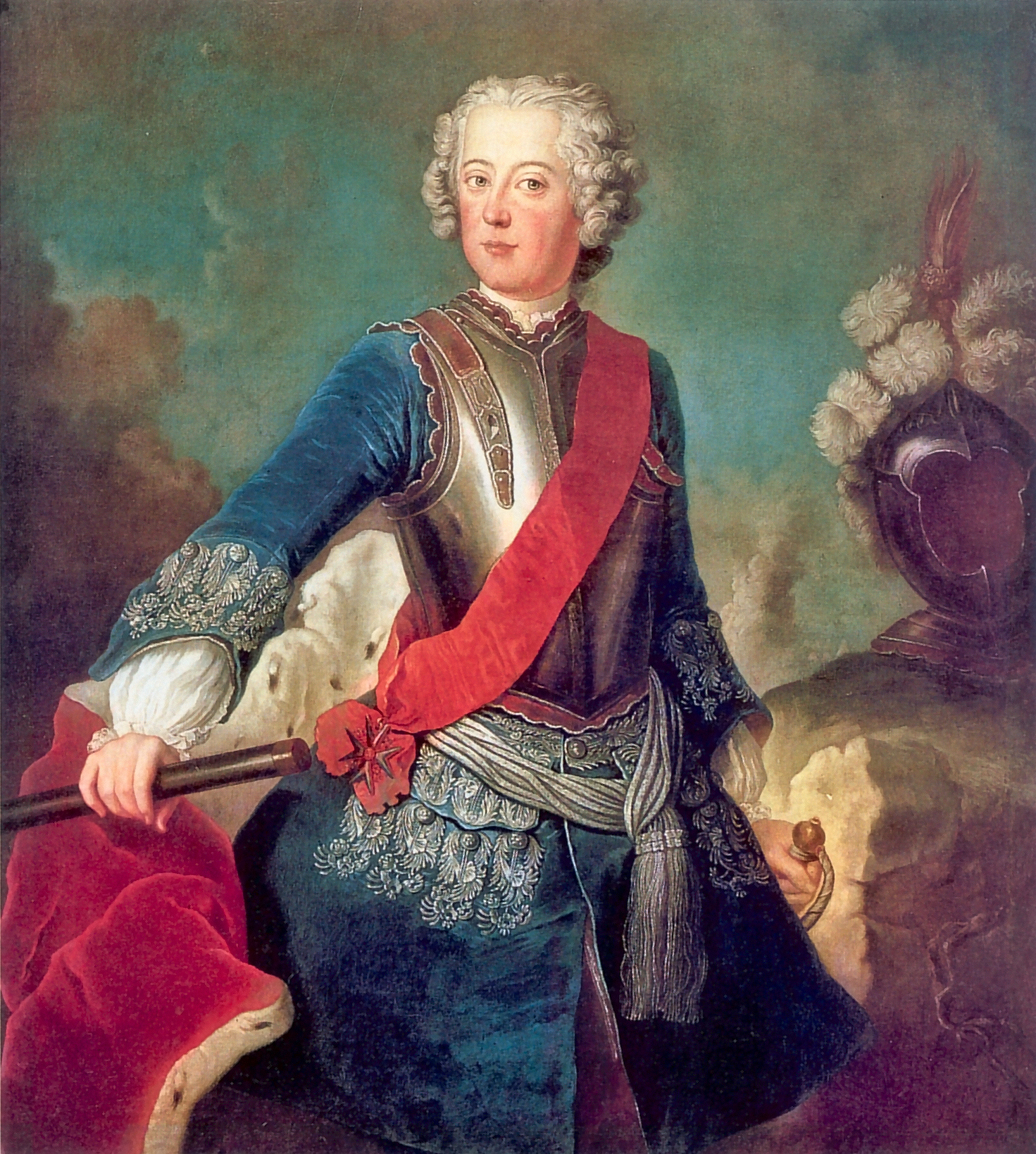
Antoine Pesne, 1736
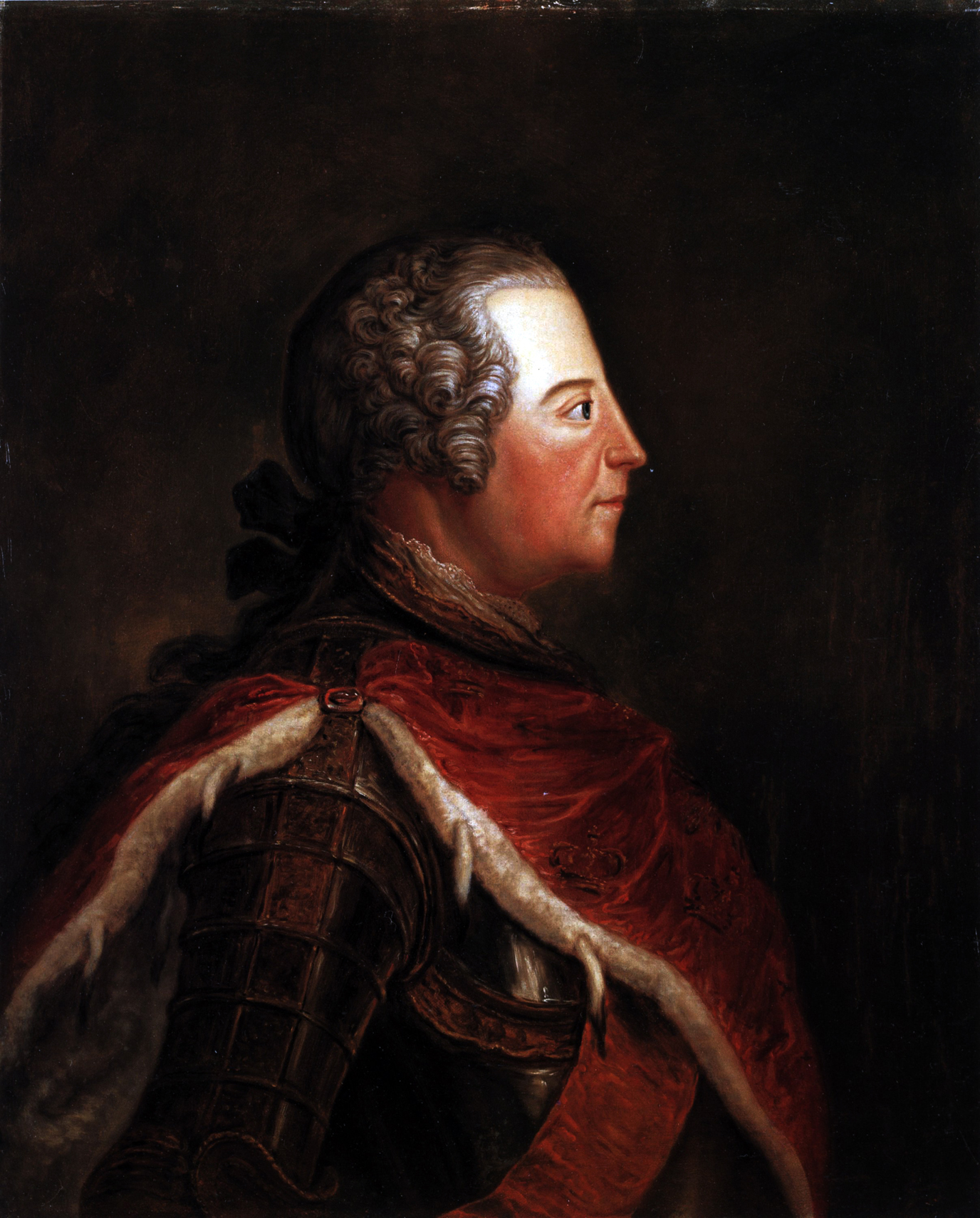
Georg Wenzeslaus von Knobelsdorff, 1737
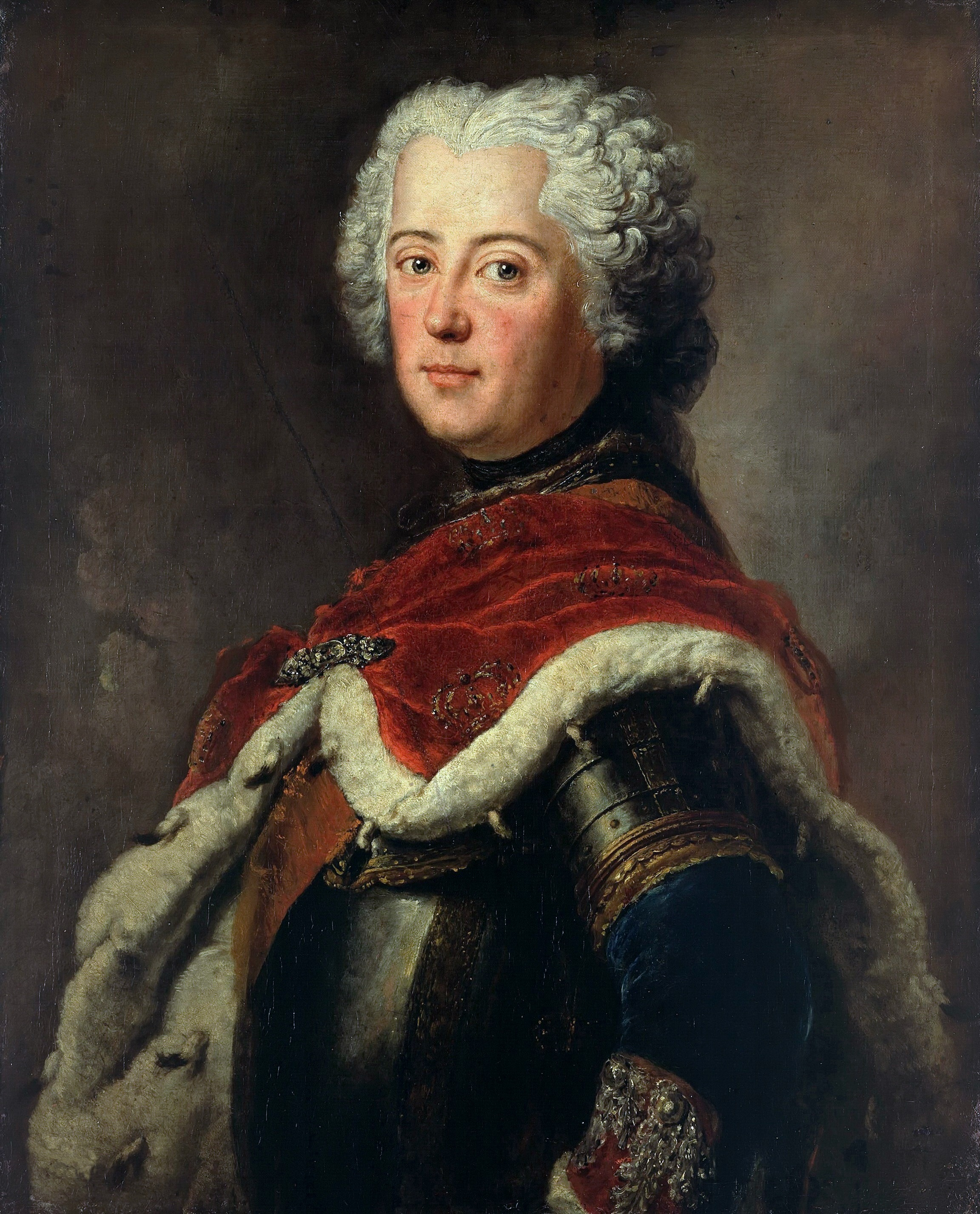
Antoine Pesne, 1739
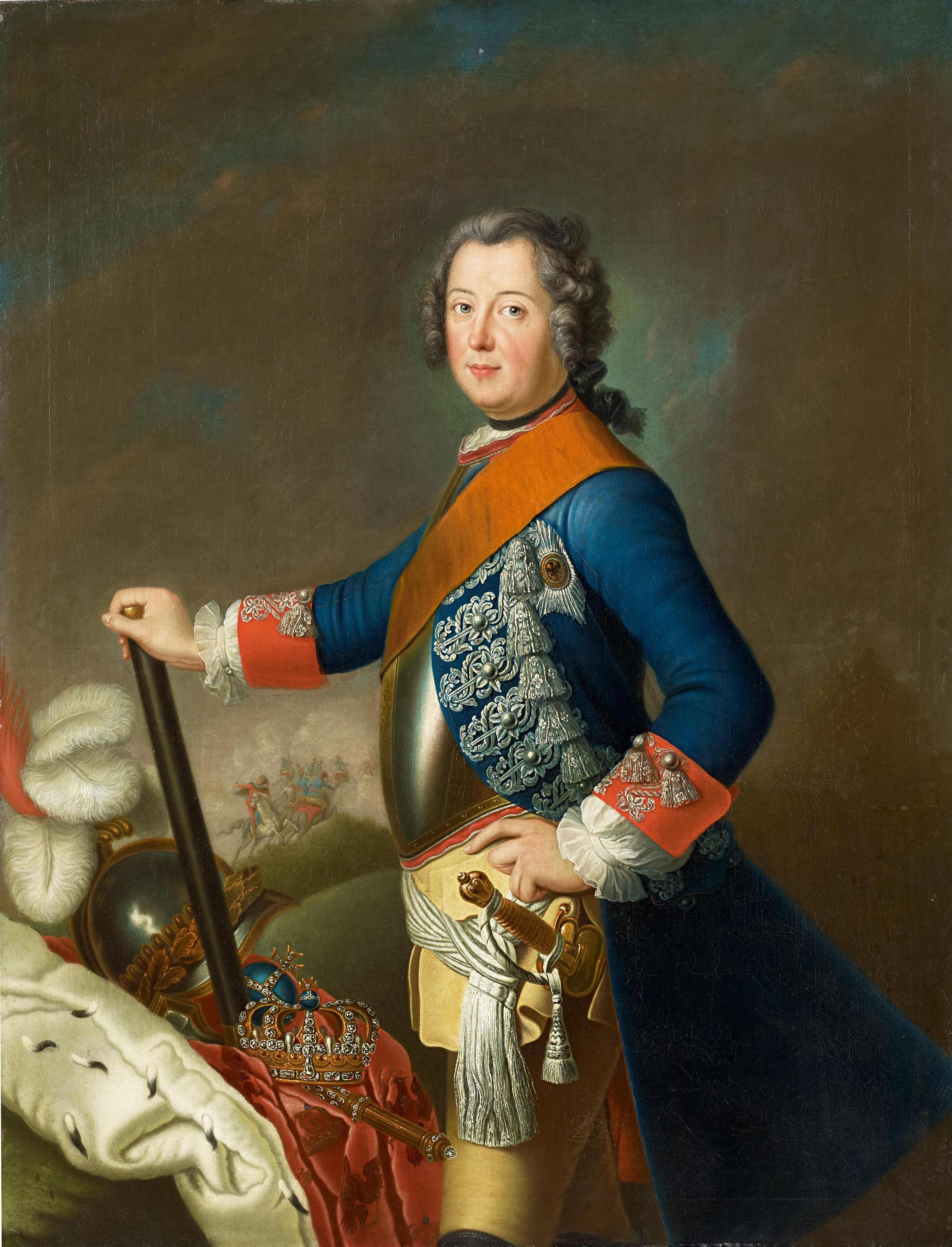
David Matthieu, 1740er Jahre
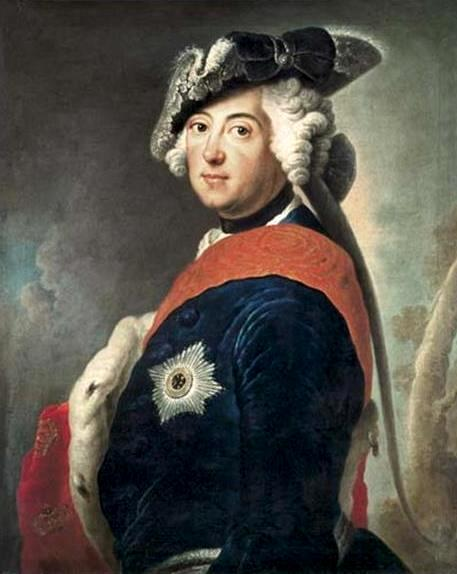
Antoine Pesne, 1745
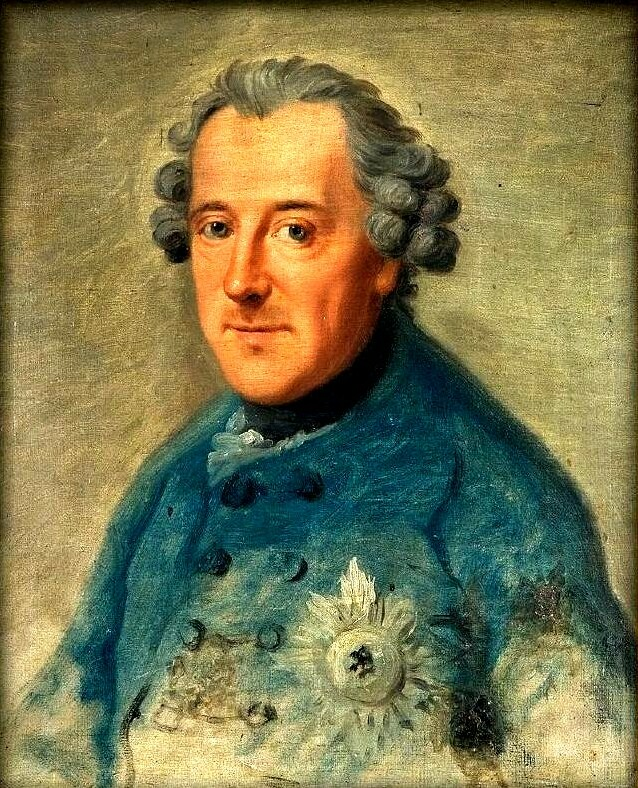
Johann Georg Ziesenis, 1763
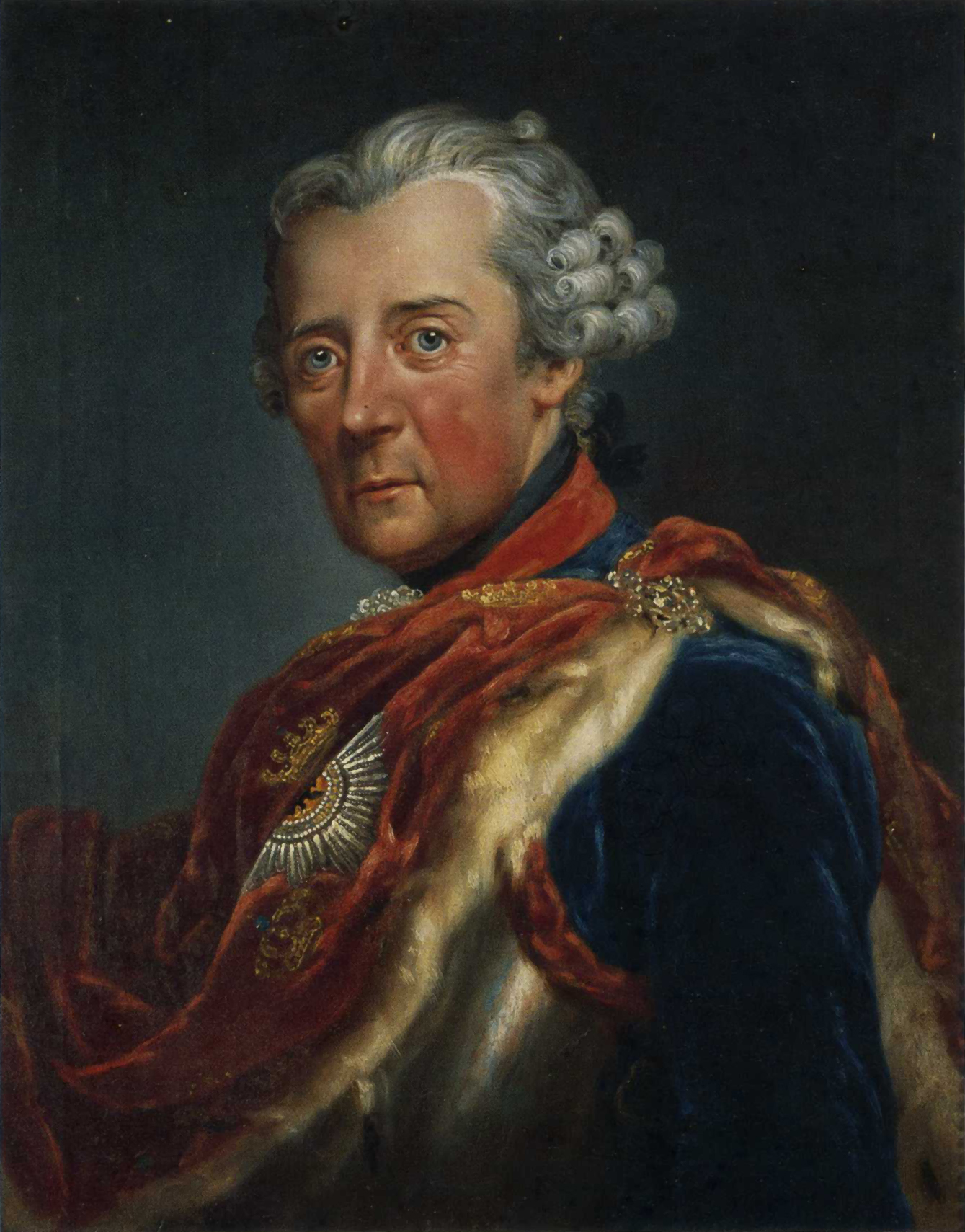
Anna Dorothea Therbusch, 1775
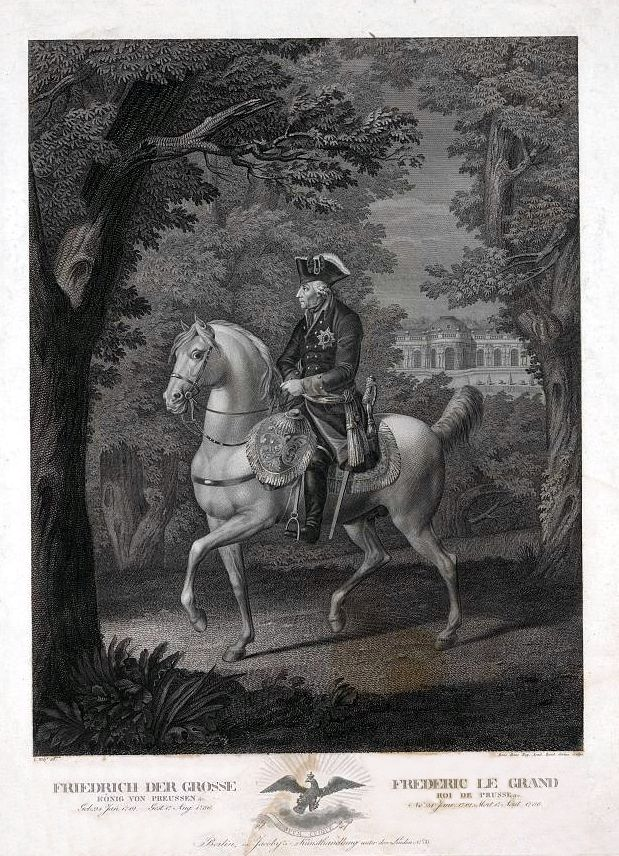
Meno Haas nach einer Zeichnung Chodowieckis aus dem Jahr 1777
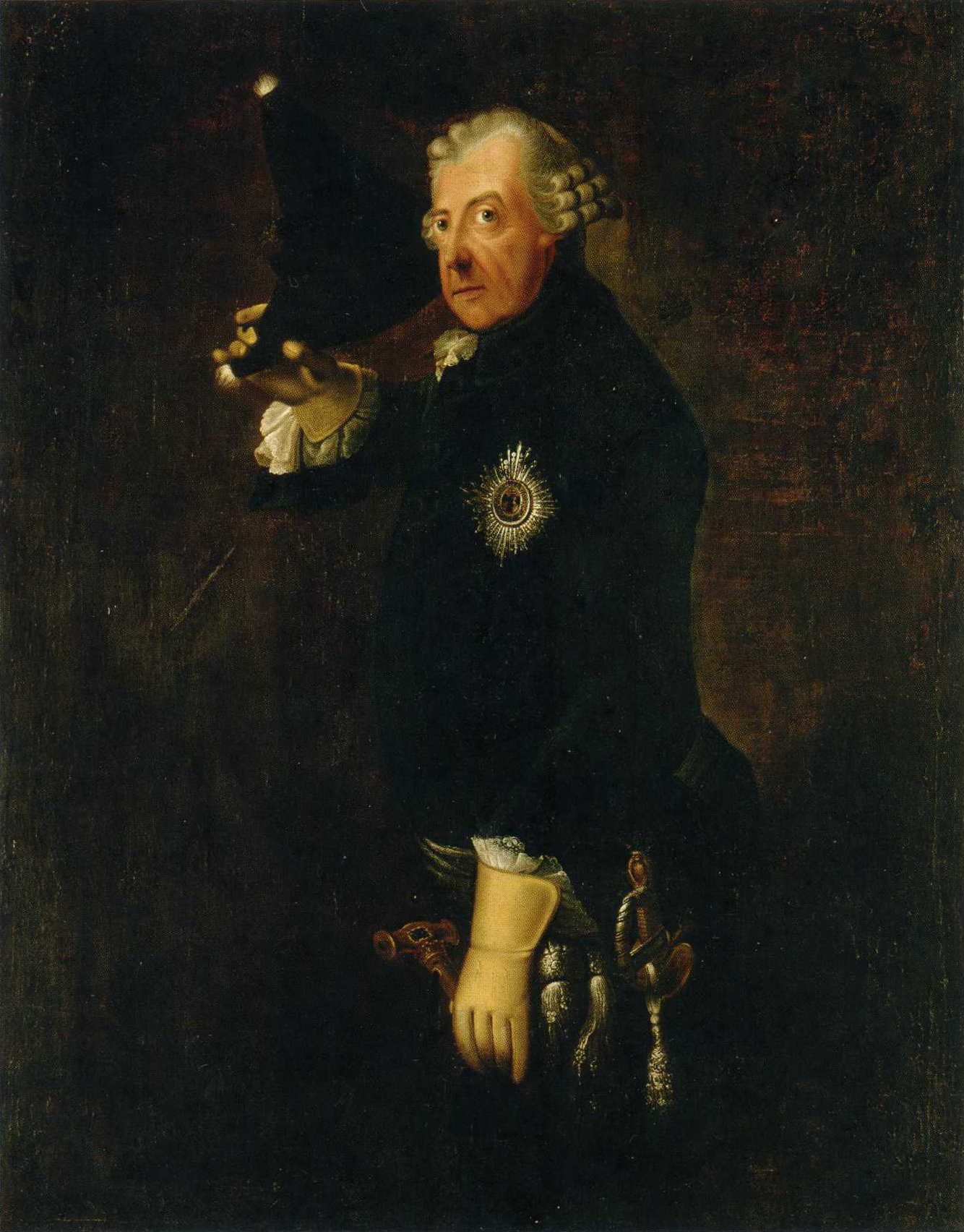
Johann Heinrich Christian Franke, um 1781

Im 19. Jahrhundert wurde der König zu einem beliebten Sujet von Historiengemälden. Der Maler Adolph von Menzel stellte in vielen seiner Bilder Ereignisse aus dem Leben Friedrichs des Großen dar, darunter als bekannteste Werke das Flötenkonzert Friedrichs des Großen in Sanssouci und Die Tafelrunde von Sanssouci. Auch Wilhelm Camphausen, Carl Röchling und Emil Hünten schufen historisierende Darstellungen, welche das Leben von Friedrich II. zum Gegenstand hatten, viele davon wurden in Büchern reproduziert.

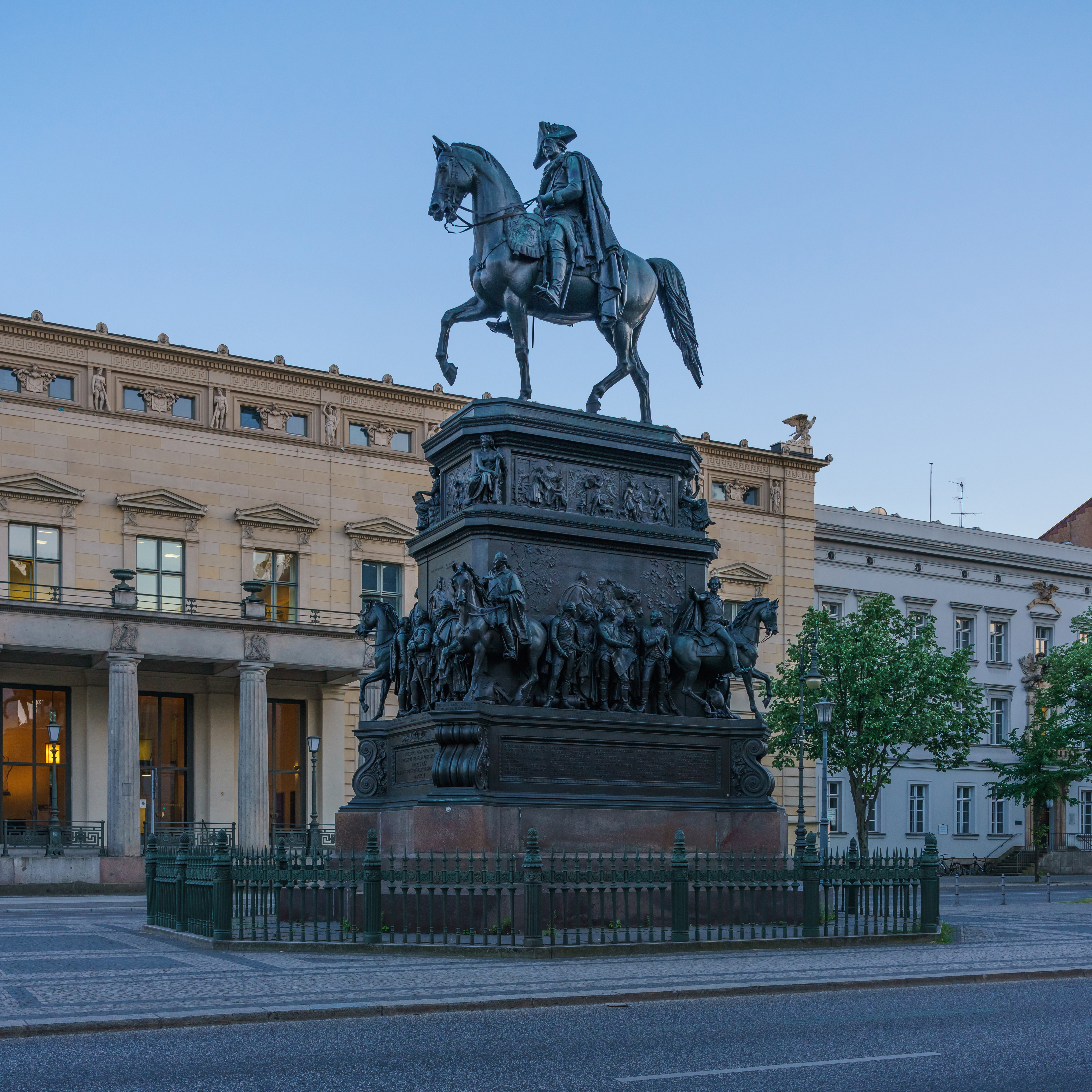
Reiterstandbild Friedrichs des Großen auf der Straße Unter den Linden in Berlin

Zu Lebzeiten verwahrte sich Friedrich II. dagegen, in Denkmälern dargestellt zu werden. Einzige Ausnahme war der 1755 aufgestellte Obelisk auf dem Alten Markt zu Potsdam, auf dessen Schaft vier von Knobelsdorf geschaffene Bildnismedaillons zu sehen waren. Sie zeigten den Großen Kurfürsten, König Friedrich I., Friedrich Wilhelm I. und als Vollender der dynastischen Ahnenreihe Friedrich II. Nach Friedrichs Tod wurden ihm zahlreiche Denkmäler errichtet. Eines der ersten Monumentaldenkmale für Friedrich den Großen entstand 1792 im Park von Schloss Neuhardenberg nach Entwurf von Johann Wilhelm Meil, das den erst sechs Jahre zuvor Verstorbenen noch nur in einem relativ unscheinbaren Portraitrelief zeigt, welches allegorisch von Mars und Minerva betrauert wird. Alleinstehende Porträts und Personenstandbilder sind die 1807 von Johann Gottfried Schadow gestaltete Büste in der Walhalla und das von Joseph Uphues errichtete Standbild in der Denkmalgruppe 28 der Berliner Siegesallee, das Kaiser Wilhelm II. besonders am Herzen lag. Das erste in Berlin aufgestellte und zugleich bedeutendste Denkmal ist das Reiterstandbild Friedrichs des Großen von 1851 Unter den Linden. Das Denkmal hatte den Zweiten Weltkrieg ohne Schaden überstanden. Im Jahre 1950 ließ es die SED im Zuge der Zerstörung des Stadtschlosses entfernen. Die Wiederaufstellung geschah 1980, als die historische Rolle des Königs als eines aufgeklärten Herrschers von der marxistisch-leninistischen Geschichtsinterpretation positiver bewertet wurde. Eine verkleinerte Replik des Berliner Reiterstandbilds befand sich bis 1917 im Bernsteinzimmer des Katharinenpalasts in Zarskoje Selo. Eine Replik des Reiterdenkmals (verkleinert und mit anderem Sockel) steht in Potsdam im Park Sanssouci südlich des Orangerieschlosses, im „Neuen Stück“ unterhalb der Jubiläumsterrasse.
Ein weiteres Reiterstandbild wurde 1847 nach Entwürfen von August Kiß in Breslau enthüllt und 1947 eingeschmolzen. Im Jahr 1910 schuf Louis Tuaillon ein Reiterdenkmal Friedrichs II., das in Beuthen aufgestellt wurde und 1945 zerstört wurde.
Weitere Denkmäler Friedrichs des Großen befinden sich in der Alten Nationalgalerie in Berlin-Mitte, am Schloss Charlottenburg, im Volkspark Friedrichshain (2000 wiederhergestellt), auf dem Marktplatz in Berlin-Friedrichshagen (2003 wiederhergestellt) und im Marlygarten des Parks Sanssouci in Potsdam. Die Bronzekopie am Schloss Charlottenburg wurde nach Fotografien des „verlorenen Originals in Marmor“ von Johann Gottfried Schadow für den Paradeplatz in Stettin geschaffen. Im Schloss Sanssouci in Potsdam steht eine 91 Zentimeter kleine Statuette, die König Friedrich II. mit den Windspielen zeigt. Sie wurde 1822 von François Léquine nach einem Modell Schadows aus dem Jahr 1816 in Bronze gegossen. Nicht mehr vorhanden ist außerdem das Standbild auf der Plantage an der Garnisonkirche in Potsdam. Ein Gedenkstein für Friedrich befindet sich am ehemaligen „Knüppelweg“ im brandenburgischen Lieberose. Dieser fast vergessene Denkstein steht an dem Ort, an dem Friedrich nach der Niederlage bei Kunersdorf seine Truppen sammelte. Eines der jüngsten Friedrichs-Denkmäler wurde 2012 (zum 300. Geburtstag) in Wernigerode am Harz in historisierenden Formen errichtet und soll dort an die Gründung der Kolonie „Friedrichsthal“ erinnern.

Denkmäler Friedrichs II.
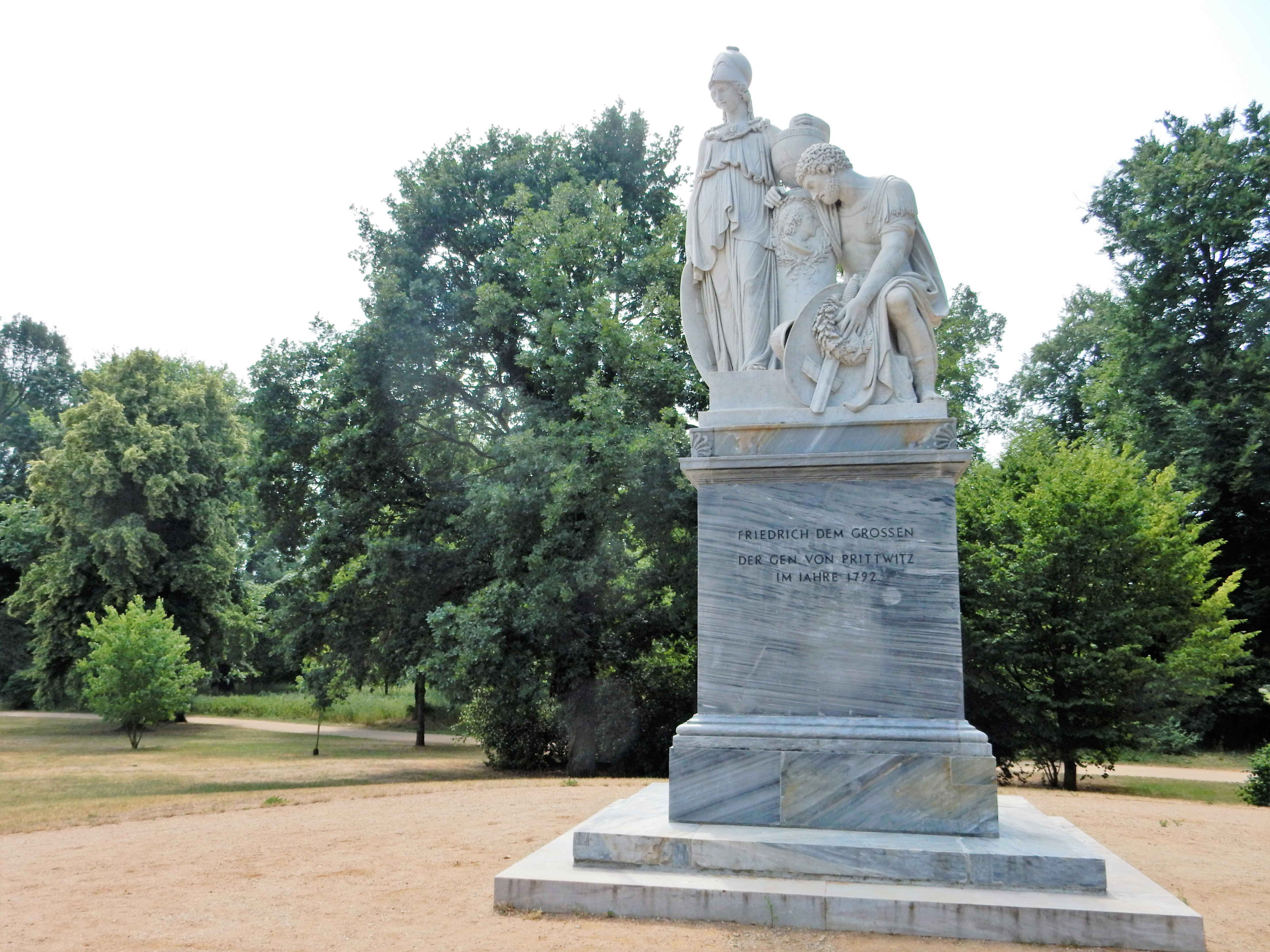
Denkmal von 1792 im Schlosspark Neuhardenberg
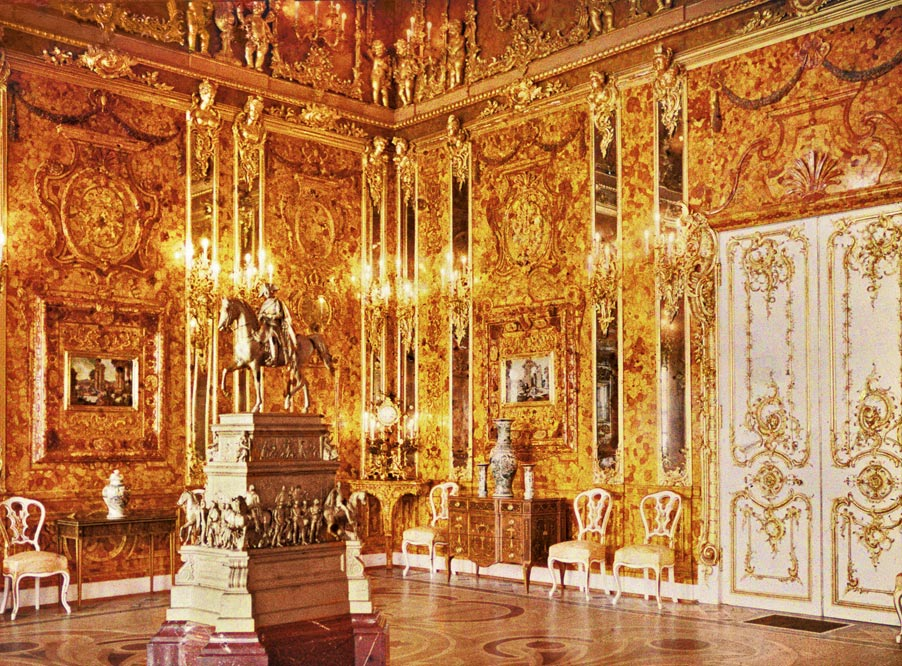
Reiterstandbild im Bernsteinzimmer, Zarskoje Selo
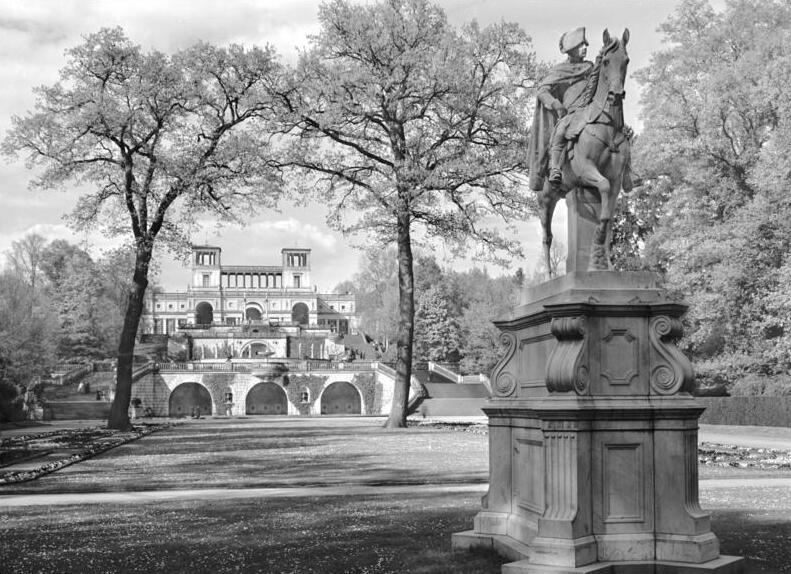
Reiterstandbild am Orangerieschloss, Potsdam
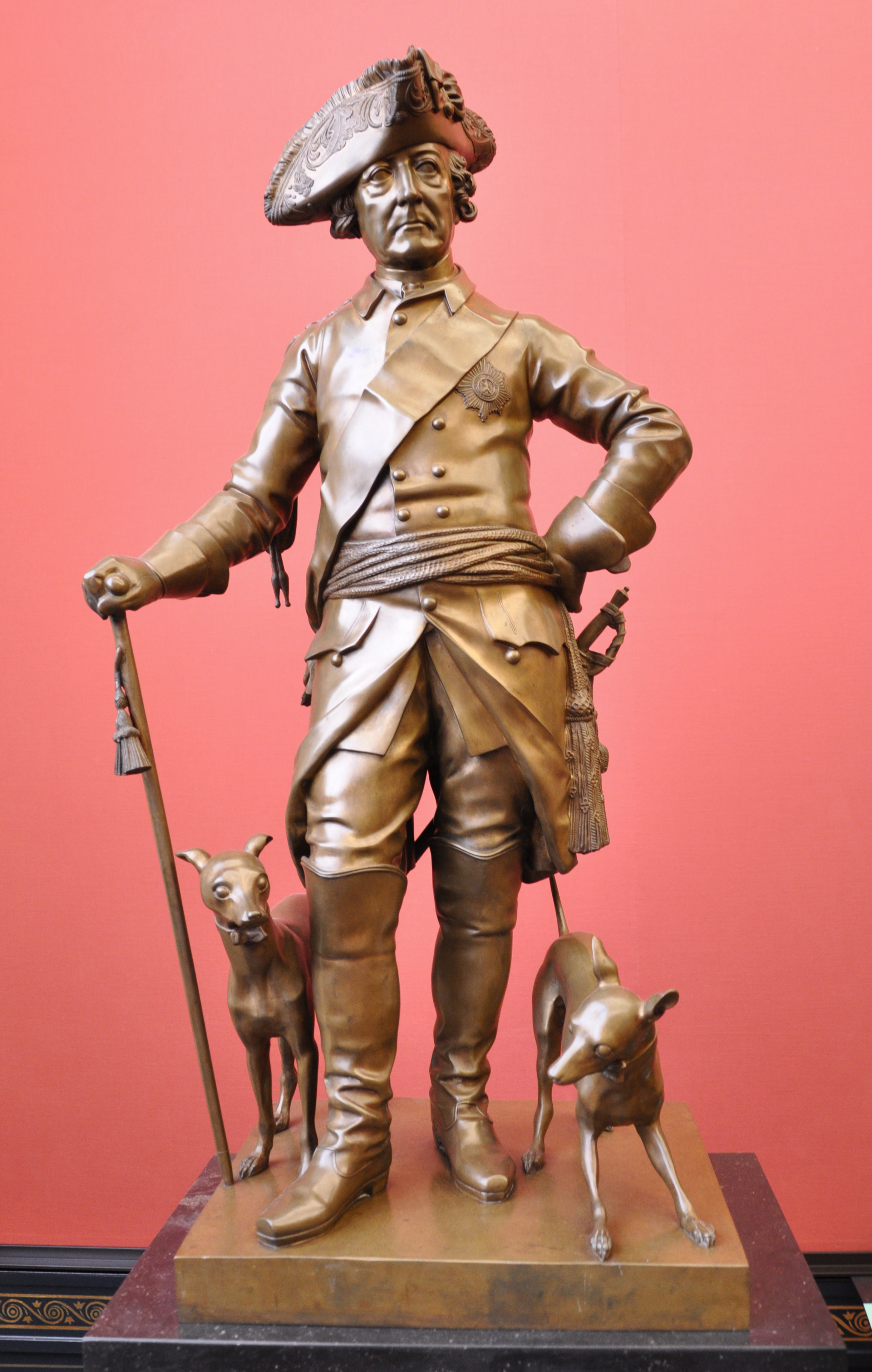
Standbild in der Alten Nationalgalerie, Berlin
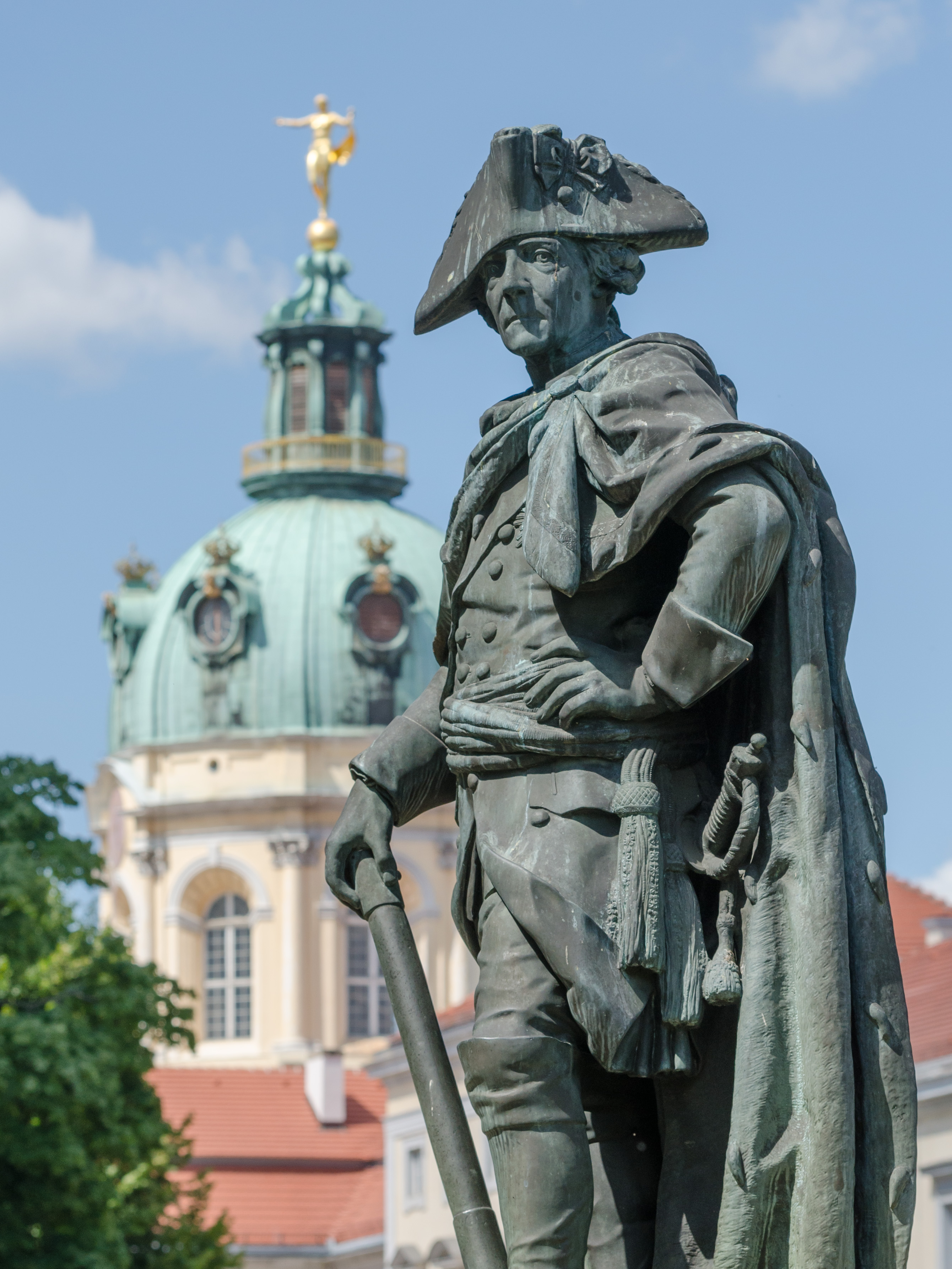
Standbild am Schloss Charlottenburg, Berlin
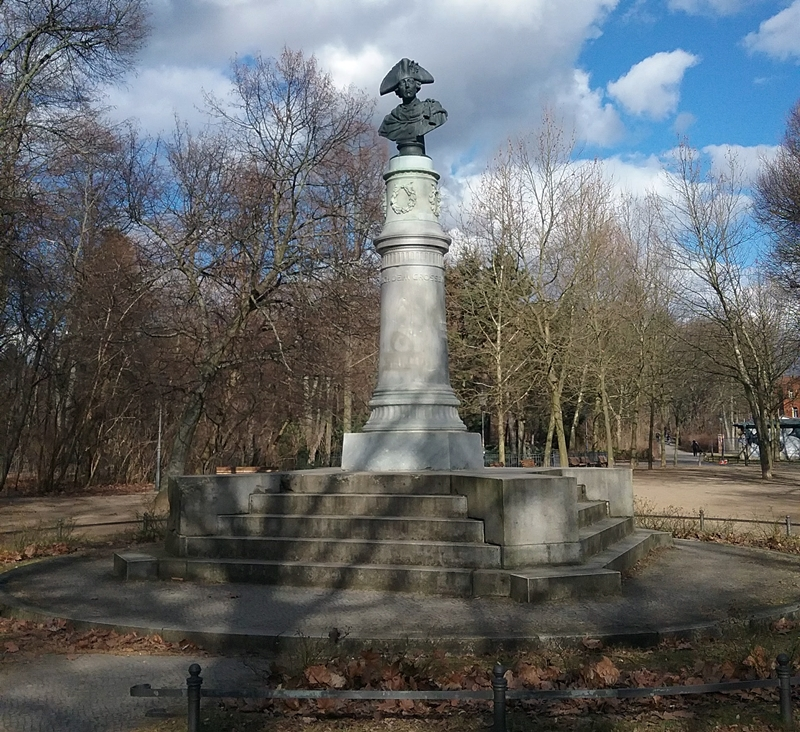
Denkmal im Volkspark Friedrichshain, Berlin
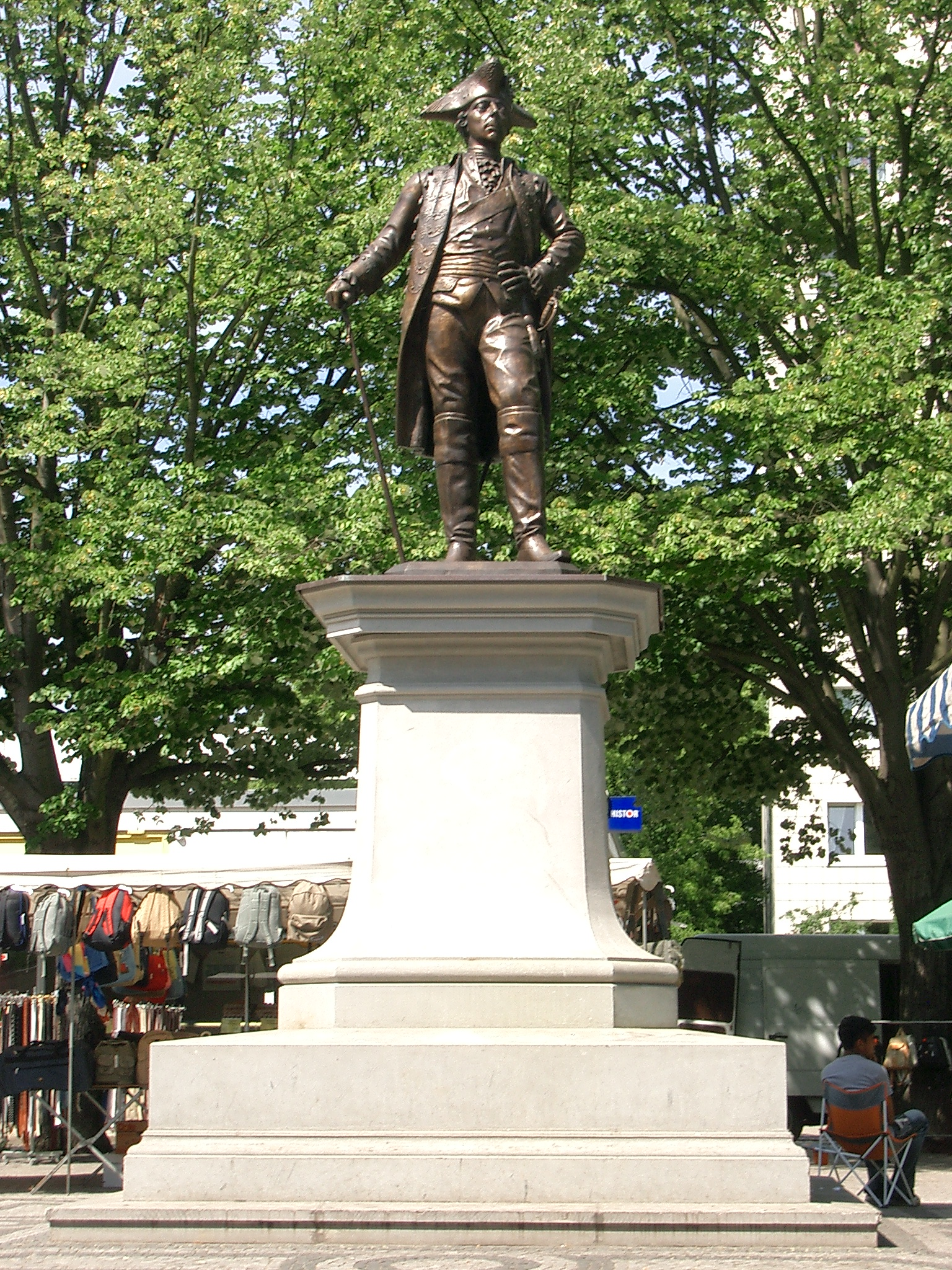
Standbild auf dem Marktplatz in Berlin-Friedrichshagen
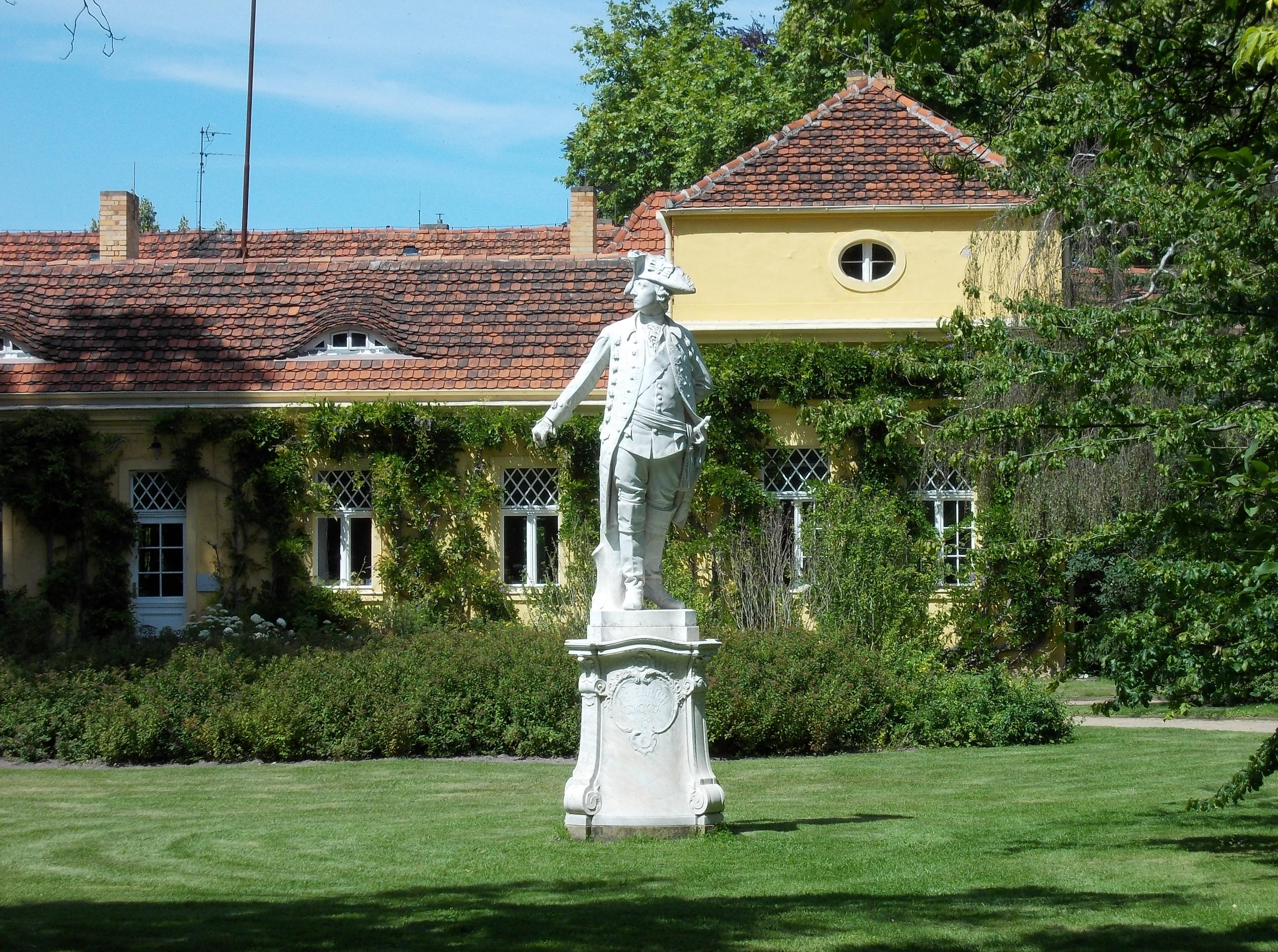
Standbild im Marlygarten, Potsdam
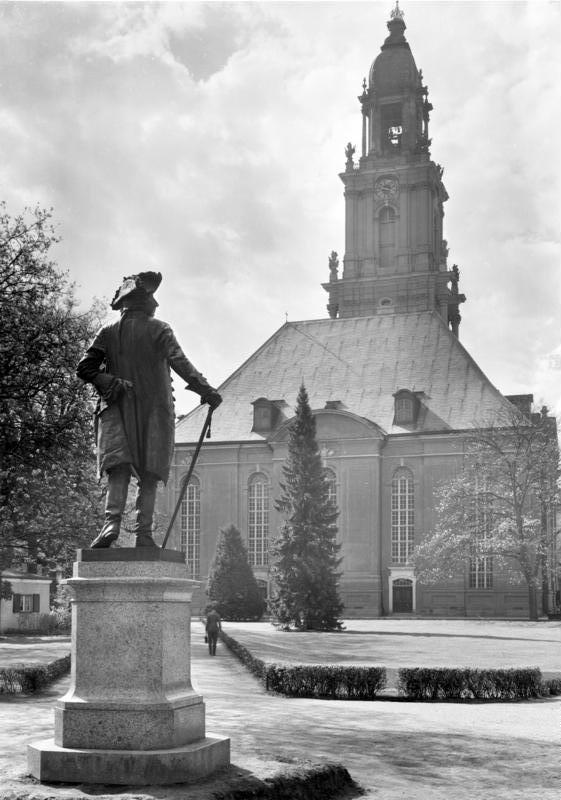
Standbild an der Garnisonkirche vor 1945, Potsdam
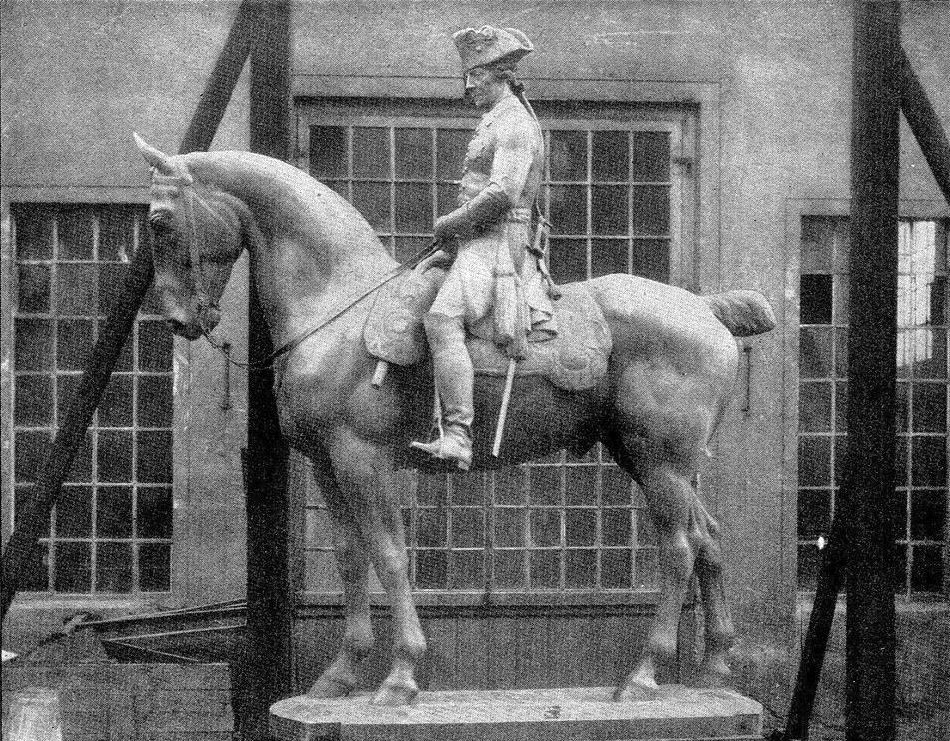
Reiterdenkmal Friedrichs des Großen in Beuthen von Louis Tuaillon
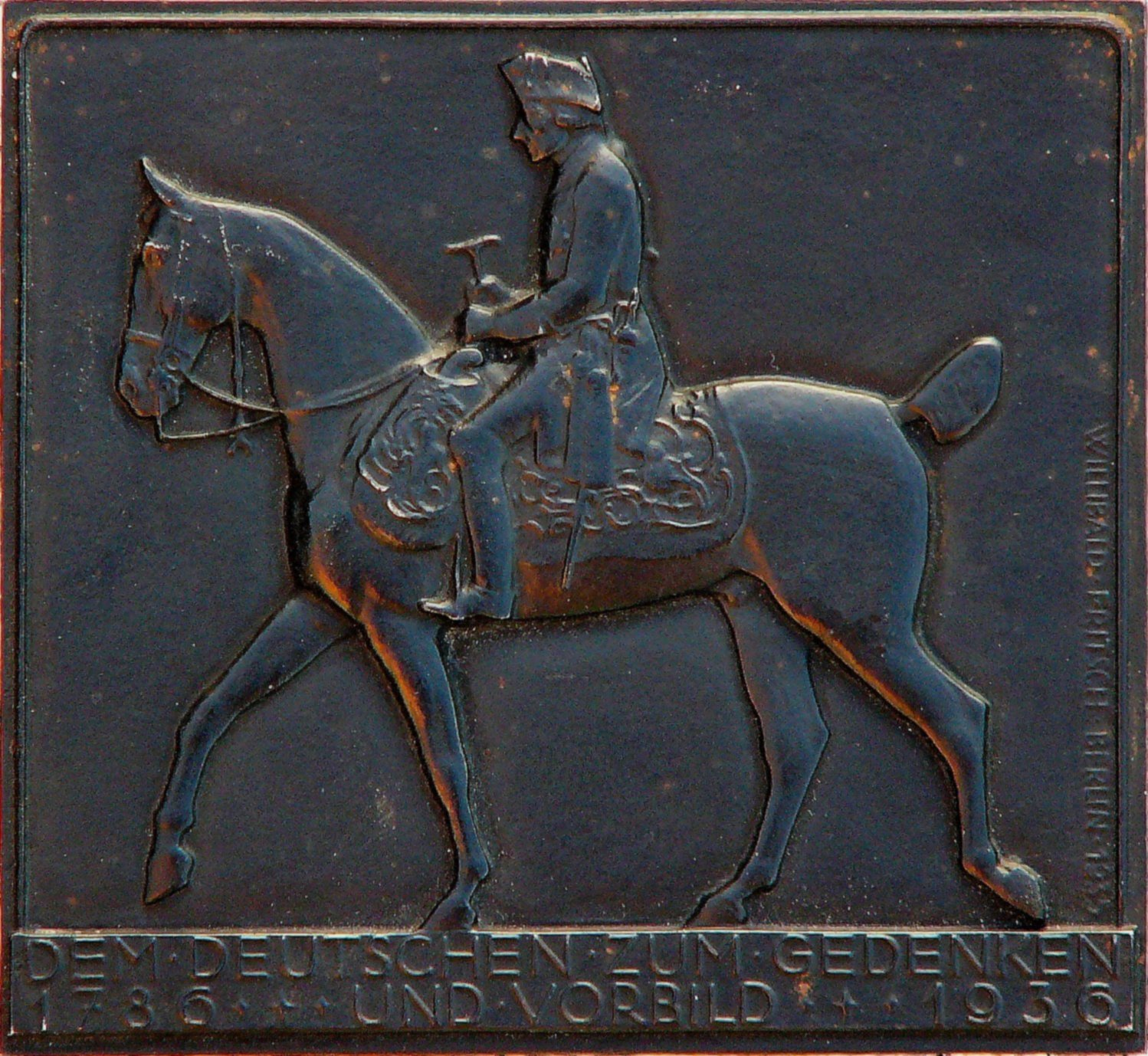
Plakette aus der Eisengießerei in Gleiwitz (1936)
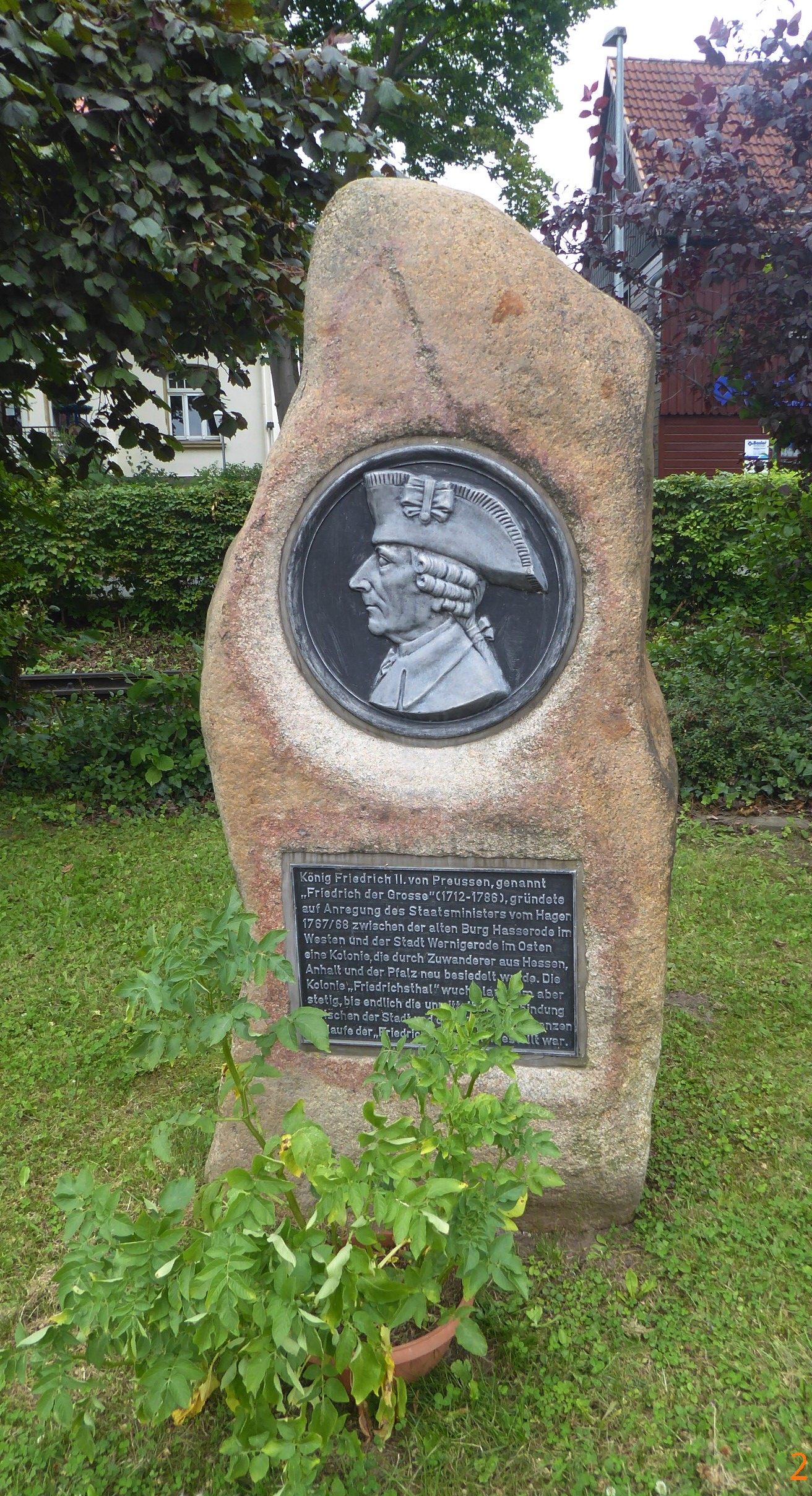
Denkmal in Wernigerode von 2012

Weitere:
- Denkmal Friedrich II. von Preußen (Berlin-Friedrichshain), Denkmal in Berlin-Friedrichshain
- Denkmal Friedrich II. von Preußen (Letschin)
- Denkmal Friedrich II. von Preußen (Pokój)
- Denkmal Friedrich II. von Preußen (Schloss Charlottenburg), Denkmal in Berlin-Charlottenburg
- Denkmal Friedrich II. von Preußen (Stettin), Denkmal in Stettin

### Zeitgenössischer Namenspatron
Schon 1766, also zu seinen Lebzeiten, bat der Rat der westfälischen Stadt Herford um die Erlaubnis, das seit 1540 städtische Gymnasium nach dem Landesherrn benennen zu dürfen. Das Friedrichs-Gymnasium Herford ist seitdem die einzige nach ihm benannte Schule. Anlass war eine von Friedrich genehmigte, landesweite Kollekte zur Renovierung und Erweiterung der Schule.

### Politischer Mythos
Im 19. und 20. Jahrhundert war der politische Mythos rund um Friedrich den Großen einem stetigen Wandel unterworfen. Galt der „Alte Fritz“ bis 1870 noch als Begründer des deutschen Dualismus, so beriefen sich spätere Generationen in positiver Hinsicht auf ihn. Viele Politiker und Aristokraten des späten 19. und frühen 20. Jahrhunderts versuchten ihm nachzueifern und stilisierten ihn zum Wegbereiter des protestantischen Deutschland. Ein Beispiel für diese Verehrung sind die Fridericus-Rex-Filme der 1920er Jahre. Friedrich war einer der ersten Prominenten, deren Biographie für das zu jener Zeit gerade im Kommen begriffene Medium Kino aufbereitet wurde.
Ihren Höhepunkt erreichte die Glorifizierung Friedrichs in der Zeit des Nationalsozialismus unter der Federführung des Propagandaministers Joseph Goebbels. Dabei spielten vor allem die sechs Filme, in denen der damals bekannte Schauspieler Otto Gebühr den Preußenkönig darstellte, eine wichtige Rolle. Die NS-Propaganda bezeichnete ihn nicht nur als „ersten Nationalsozialisten“, Friedrich und seine Gefolgsleute wurden auch zum Inbegriff deutscher Disziplin, Standhaftigkeit und Vaterlandstreue stilisiert. So rechtfertigten die Nationalsozialisten in den letzten Kriegsmonaten beispielsweise die Einberufung der Hitlerjungen zum Volkssturm mit der Begründung, Friedrich habe auch 15-jährige Adelssöhne zu Leutnants erhoben. So wurde die Legende des charismatischen Preußenkönigs jahrhundertelang von politischen Machthabern missbraucht; ob er als „undeutsch“ oder „deutschnational“ bezeichnet wurde, unterlag dabei dem jeweiligen Zeitgeist.
Der Mainzer Historiker Karl Otmar von Aretin bestreitet, dass Friedrich nach Art des aufgeklärten Absolutismus regierte, und sieht ihn als Begründer einer verantwortungslosen und machiavellistischen Tradition in der deutschen Außenpolitik.
Neue Einblicke in das Leben Friedrichs ermöglichte die Stiftung Preußische Schlösser und Gärten im Jubiläumsjahr 2012 (300. Geburtstag Friedrichs des Großen) mit ihrer überregional bekannten Ausstellung „Friederisiko“ im Neuen Palais von Sanssouci.

## Vorfahren
| Ahnentafel König Friedrich II. von Preußen 1 | Ahnentafel König Friedrich II. von Preußen 1                                                          | Ahnentafel König Friedrich II. von Preußen 1                                                                      | Ahnentafel König Friedrich II. von Preußen 1                                                      | Ahnentafel König Friedrich II. von Preußen 1                                                      | Ahnentafel König Friedrich II. von Preußen 1                                                             | Ahnentafel König Friedrich II. von Preußen 1                                                             | Ahnentafel König Friedrich II. von Preußen 1                                                             | Ahnentafel König Friedrich II. von Preußen 1                                                             |
| -------------------------------------------- | --- | --- | ------------------------------------------------------------------------------------------------- | ------------------------------------------------------------------------------------------------- | --- | --- | --- | --- |
| Ururgroßeltern                               | Kurfürst Georg Wilhelm (Brandenburg) (1595–1640) ⚭ 1616 Elisabeth Charlotte von der Pfalz (1597–1660) | Statthalter der Niederlande Friedrich Heinrich (Oranien) (1584–1647) ⚭ 1625 Amalie zu Solms-Braunfels (1602–1675) | Kurfürst Friedrich V. (Pfalz) (1596–1632) ⚭ 1613 Elisabeth Stuart (1596–1662)                     | Kurfürst Friedrich V. (Pfalz) (1596–1632) ⚭ 1613 Elisabeth Stuart (1596–1662)                     | Herzog Georg von Braunschweig-Lüneburg (1582–1641) ⚭ 1617 Anna Eleonore von Hessen-Darmstadt (1601–1659) | Herzog Georg von Braunschweig-Lüneburg (1582–1641) ⚭ 1617 Anna Eleonore von Hessen-Darmstadt (1601–1659) | Herzog Georg von Braunschweig-Lüneburg (1582–1641) ⚭ 1617 Anna Eleonore von Hessen-Darmstadt (1601–1659) | Marquis Alexander II. Desmier d’Olbreuse ⚭ Jacquette Poussard de Vandré                                  |
| Urgroßeltern                                 | Kurfürst Friedrich Wilhelm (Brandenburg) (1620–1688) ⚭ 1646 Luise Henriette von Oranien (1627–1667)   | Kurfürst Friedrich Wilhelm (Brandenburg) (1620–1688) ⚭ 1646 Luise Henriette von Oranien (1627–1667)               | Sophie von der Pfalz (1630–1714) ⚭ 1658 Kurfürst Ernst August (Braunschweig-Lüneburg) (1629–1698) | Sophie von der Pfalz (1630–1714) ⚭ 1658 Kurfürst Ernst August (Braunschweig-Lüneburg) (1629–1698) | Sophie von der Pfalz (1630–1714) ⚭ 1658 Kurfürst Ernst August (Braunschweig-Lüneburg) (1629–1698)        | Sophie von der Pfalz (1630–1714) ⚭ 1658 Kurfürst Ernst August (Braunschweig-Lüneburg) (1629–1698)        | Herzog Georg Wilhelm (Braunschweig-Lüneburg) (1624–1705) ⚭ 1676 Eleonore d’Olbreuse (1639–1722)          | Herzog Georg Wilhelm (Braunschweig-Lüneburg) (1624–1705) ⚭ 1676 Eleonore d’Olbreuse (1639–1722)          |
| Großeltern                                   | König Friedrich I. (Preußen) (1657–1713) ⚭ 1684 Sophie Charlotte von Hannover (1668–1705)             | König Friedrich I. (Preußen) (1657–1713) ⚭ 1684 Sophie Charlotte von Hannover (1668–1705)                         | König Friedrich I. (Preußen) (1657–1713) ⚭ 1684 Sophie Charlotte von Hannover (1668–1705)         | König Friedrich I. (Preußen) (1657–1713) ⚭ 1684 Sophie Charlotte von Hannover (1668–1705)         | König Georg I. (Großbritannien) (1660–1727) ⚭ 1682 Sophie Dorothea von Braunschweig-Lüneburg (1666–1726) | König Georg I. (Großbritannien) (1660–1727) ⚭ 1682 Sophie Dorothea von Braunschweig-Lüneburg (1666–1726) | König Georg I. (Großbritannien) (1660–1727) ⚭ 1682 Sophie Dorothea von Braunschweig-Lüneburg (1666–1726) | König Georg I. (Großbritannien) (1660–1727) ⚭ 1682 Sophie Dorothea von Braunschweig-Lüneburg (1666–1726) |
| Eltern                                       | König Friedrich Wilhelm I. (Preußen) (1688–1740) ⚭ 1706 Sophie Dorothea von Hannover (1687–1757)      | König Friedrich Wilhelm I. (Preußen) (1688–1740) ⚭ 1706 Sophie Dorothea von Hannover (1687–1757)                  | König Friedrich Wilhelm I. (Preußen) (1688–1740) ⚭ 1706 Sophie Dorothea von Hannover (1687–1757)  | König Friedrich Wilhelm I. (Preußen) (1688–1740) ⚭ 1706 Sophie Dorothea von Hannover (1687–1757)  | König Friedrich Wilhelm I. (Preußen) (1688–1740) ⚭ 1706 Sophie Dorothea von Hannover (1687–1757)         | König Friedrich Wilhelm I. (Preußen) (1688–1740) ⚭ 1706 Sophie Dorothea von Hannover (1687–1757)         | König Friedrich Wilhelm I. (Preußen) (1688–1740) ⚭ 1706 Sophie Dorothea von Hannover (1687–1757)         | König Friedrich Wilhelm I. (Preußen) (1688–1740) ⚭ 1706 Sophie Dorothea von Hannover (1687–1757)         |
| Friedrich II. (1712–1786), König von Preußen | | |                                                                                                   |                                                                                                   | | | | |

1 Der Stammbaum Friedrichs des Großen zeigt den in Kreisen des Hochadels häufig anzutreffenden Ahnenschwund. Da seine Eltern Cousin und Cousine ersten Grades waren, ebenso wie auch die Eltern seiner Mutter, reduzierte sich die Zahl seiner Ururgroßeltern von 16 auf 10.